# Kalendarium inwazji Rosji na Ukrainę – marzec 2025
| 2022        | 2023        | 2024        | 2025        |
| ----------- | ----------- | ----------- | ----------- |
| –           | styczeń     | styczeń     | styczeń     |
| luty        | luty        | luty        | luty        |
| marzec      | marzec      | marzec      | marzec      |
| kwiecień    | kwiecień    | kwiecień    | kwiecień    |
| maj         | maj         | maj         | maj         |
| czerwiec    | czerwiec    | czerwiec    | czerwiec    |
| lipiec      | lipiec      | lipiec      | lipiec      |
| sierpień    | sierpień    | sierpień    | sierpień    |
| wrzesień    | wrzesień    | wrzesień    | wrzesień    |
| październik | październik | październik | październik |
| listopad    | listopad    | listopad    | listopad    |
| grudzień    | grudzień    | grudzień    | grudzień    |

## Marzec 2025

### 1 marca

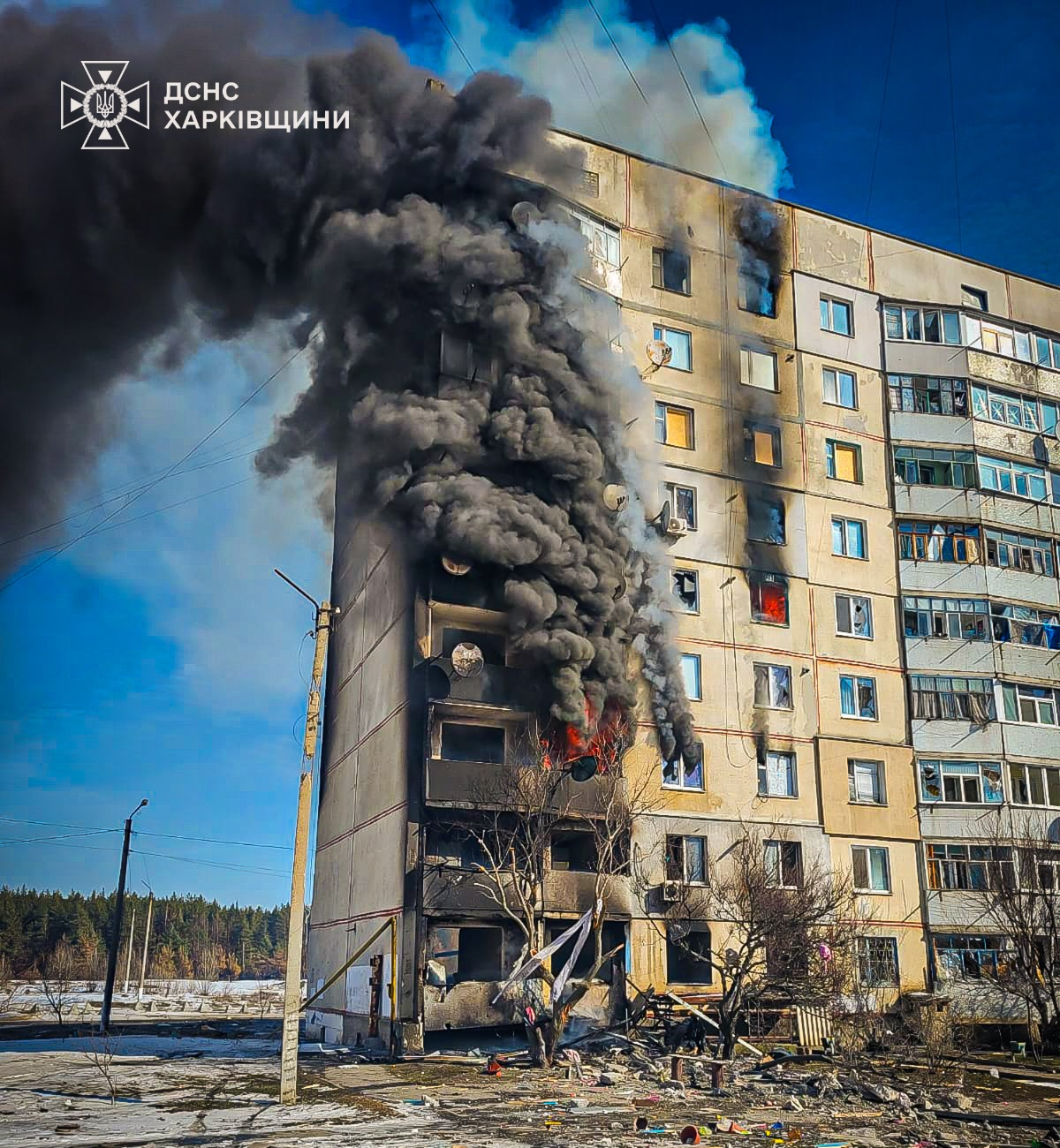
Budynek mieszkalny w Kiwszariwce po rosyjskim ostrzale.

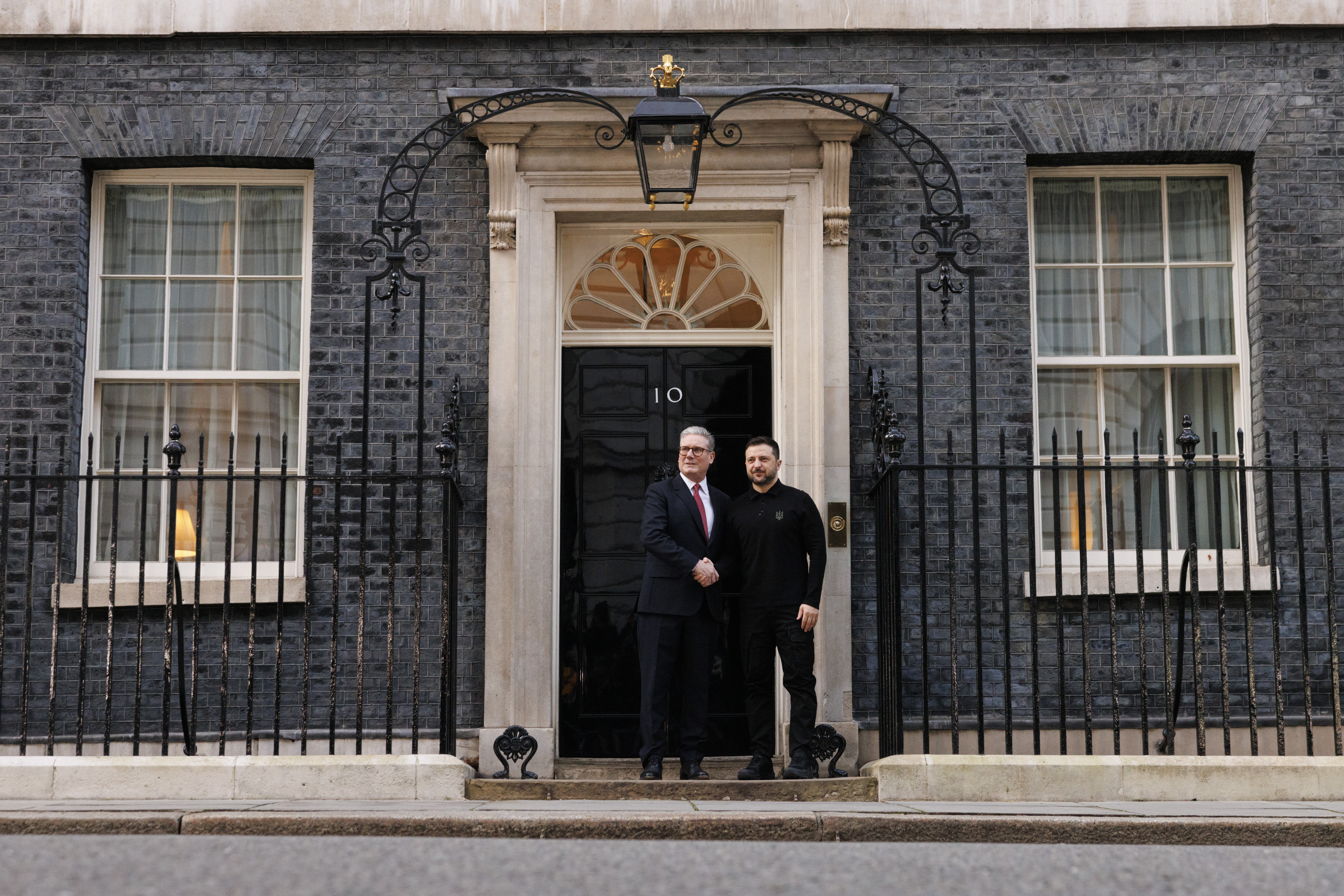
Spotkanie premiera Wielkiej Brytanii Keira Starmera z prezydentem Zełenskim w Londynie.

Rosyjskie Ministerstwo Obrony stwierdziło, że wojska rosyjskie zajęły wioskę Burłaćke, niedaleko Wełykiej Nowosiłki w obwodzie donieckim.
Według Institute of the Study of War (ISW) wysocy rangą urzędnicy amerykańscy sugerowali, że Stany Zjednoczone mogą wstrzymać wszelką pomoc dla Ukrainy, chociaż prezydent Donald Trump nie wyraził takiego zamiaru. Zatrzymanie przepływu pomocy dla Ukrainy bezpośrednio podważyłoby deklarowany cel prezydenta Trumpa, jakim było osiągnięcie trwałego pokoju na Ukrainie. Siły ukraińskie wspierane przez niezbędną pomoc USA zadają niemożliwe do utrzymania straty siłom rosyjskim, jednocześnie utrzymując je przy marginalnych postępach. Ta sytuacja, w połączeniu z poważnymi wyzwaniami, z którymi Rosja będzie musiała się zmierzyć w 2025 roku, daje USA ogromną dźwignię w negocjacjach pokojowych. Zawieszenie pomocy wojskowej USA dla Ukrainy zachęciłoby prezydenta Władimira Putina do dalszego zwiększania swoich żądań i podsyciłoby jego przekonanie, że może osiągnąć całkowite zwycięstwo poprzez wojnę. Wojska ukraińskie posunęły się w pobliżu Torećka, a siły rosyjskie zrobiły postępy w pobliżu Wełykiej Nowosiłki. Ponadto rosyjskie MON kontynuowało rekrutację żołnierzy niezdolnych do służby ze względów medycznych, aby rozwiązać problem niedoborów kadrowych.
Siły Powietrzne Ukrainy oświadczyły, że w nocy Rosjanie zaatakowali terytorium Ukrainy przy pomocy 154 dronów Shahed 136/Shahed 131, wystrzelone z Orła, Briańska, Kurska, Millerowa i Primorsko-Achtarska. Ukraińska obrona przeciwlotnicza zniszczyła 103 drony nad obwodami charkowskim, połtawskim, sumskim, kijowskim, czernihowskim, czerkaskim, kirowohradzkim, dniepropietrowskim, donieckim, chersońskim, odeskim i mikołajowskim, a kolejne 51 zaginęło na Ukrainie w ramach walki elektronicznej. W wyniku ataku (spadających szczątków dronów) ucierpiały obwody charkowski, odeski, sumski, czernihowski i kijowski. Władze ukraińskie poinformowały, że jedna osoba zginęła, a trzy zostały ranne w rosyjskim ataku drona w obwodzie odeskim. Gubernator Ołeh Kiper podał, że wieczorem przeprowadzono atak rakietą balistyczną na port morski w Odessie, raniąc dwóch pracowników portu, uszkadzając tamtejszą infrastrukturę oraz należący do Szwajcarii i pływający pod banderą Panamy statek towarowy „MSC Levante F”.
Rosyjskie Ministerstwo Obrony stwierdziło, że wystrzelono pocisk Iskander-M na ukraiński poligon wojskowy Nowomoskowsk w obwodzie dniepropetrowskim, gdzie żołnierze 157 Samodzielnej Brygady Zmechanizowanej rzekomo przechodzili tam szkolenie wojskowe. Dzień później (2 marca) w mediach społecznościowych zaczęły pojawiać się doniesienia o rosyjskim ataku pociskiem balistycznym Iskander-M na poligon we wsi Czerkaśke w rejonie nowomoskowskim. Atak rzekomo przeprowadzono po tym, jak dron Orłan-10 zauważył formację żołnierzy ok. 100 km od linii frontu. 3 marca dowódca wojsk lądowych Mychajło Drapaty potwierdził, że wojska rosyjskie zaatakowały ukraiński poligon wojskowy w obwodzie dniepropietrowskim podczas ćwiczeń, jednak nie ujawniając liczby zabitych i rannych żołnierzy. „Tragedia na poligonie to straszna konsekwencja ataku wroga. Wojna wymaga szybkich decyzji, odpowiedzialności i nowych standardów bezpieczeństwa; w przeciwnym razie stracimy więcej, niż mamy”. Według różnych szacunków zginęło kilkudziesięciu ukraińskich żołnierzy.
Minister obrony Dovilė Šakalienė poinformowała, że Litwa zainwestowała już 20 milionów euro w zakup broni dla Ukrainy od ukraińskich producentów oraz będzie produkować broń we współpracy z Ukrainą. „Ukraiński przemysł obronny ma niesamowity potencjał, aby stać się graczem światowej klasy ze względu na swoje wysokie kompetencje, oparte na bezpośrednim doświadczeniu na polu walki, motywację i kompetencje inżynierów oraz zorientowane na przyszłość nastawienie kluczowych decydentów w branży”. Ministerstwo Energetyki Ukrainy ogłosiło, że Włochy podpisały umowę z Ukrainą, aby zapewnić jej 13 milionów euro na Fundusz Wsparcia Energetycznego z przeznaczeniem na wsparcie „odbudowy sektora energetycznego Ukrainy”. Zastępca ministra energetyki Roman Andarak powiedział, że: „Ta pomoc pozwoli nam pozyskać niezbędny sprzęt i wzmocnić odporność ukraińskiego systemu energetycznego w czasie, gdy wróg bezlitośnie atakuje obiekty energetyczne”.
Po wizycie w Białym Domu prezydent Wołodymyr Zełenski udał się do Wielkiej Brytanii, gdzie spotkał się z premierem Keirem Starmerem i wziął udział w szczycie przywódców europejskich, który odbył się w Londynie. Wielka Brytania i Ukraina podpisały umowę o udzieleniu Ukrainie pożyczki o wartości ok. 2,84 miliarda dolarów (zabezpieczonej zamrożonymi rosyjskimi aktywami) na wsparcie ukraińskich zdolności obronnych.
Prezydent USA Trump powiedział, że prezydent Zełenski „nie był człowiekiem, który chciał pokoju” i wierzył, że prezydent Putin chce zakończyć wojnę. Stwierdził, że: „Nie musi tam stać i mówić o Putinie tego, Putinie tamtego – samych negatywnych rzeczy”, dodając, że prezydent Ukrainy musi zadeklarować, że chce pokoju. Zapytany, czy rozważał odcięcie pomocy wojskowej dla Ukrainy, Trump odpowiedział: „Nie ma znaczenia, co rozważasz. Mówię ci tylko, że to, co dzisiaj widziałem. To [Zełenski] nie był człowiek, który chciał zawrzeć pokój. Interesuje mnie tylko to, czy chce zakończyć rozlew krwi”.
Sekretarz generalny NATO Mark Rutte wezwał prezydenta Zełenskiego do naprawienia stosunków z prezydentem Trumpem po napiętej wymianie zdań w Białym Domu dzień wcześniej. Rutte w wywiadzie dla BBC powiedział, że „ważne było, aby prezydent Zełenski znalazł sposób na przywrócenie relacji z amerykańskim prezydentem i amerykańskim zespołem kierowniczym”, mówiąc, że rozmawiał z Zełenskim dwa razy od czasu incydentu i nazwał publiczną dyskusję „niefortunną”. Dodał, że „naprawdę musimy oddać Trumpowi uznanie” za dostarczenie broni Ukrainie za jego pierwszej kadencji, dodając, że Stany Zjednoczone budzą „szacunek” za ich wsparcie.

### 2 marca

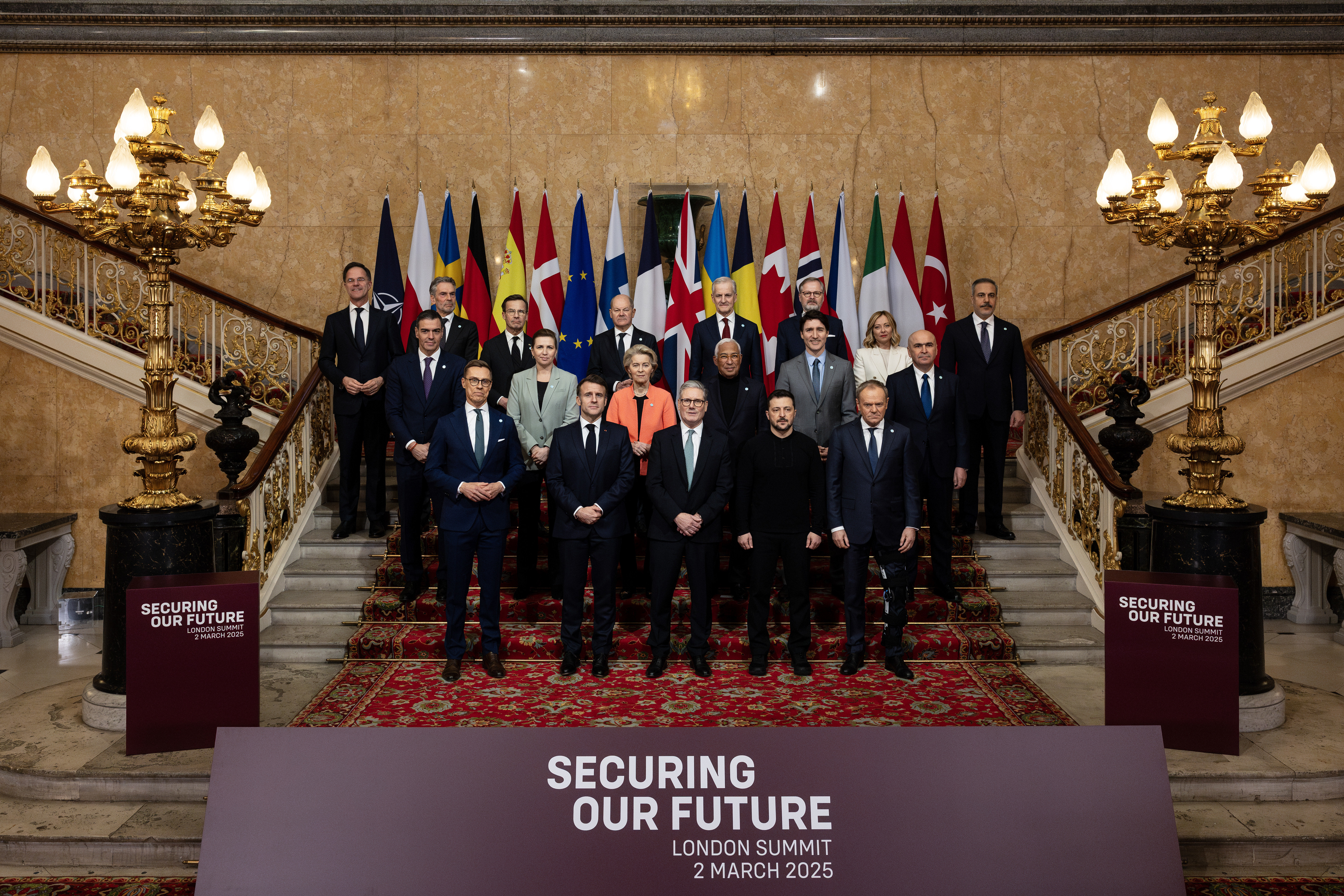
19 liderów brało udział w Szczycie Liderów Europejskich w Wielkiej Brytanii.

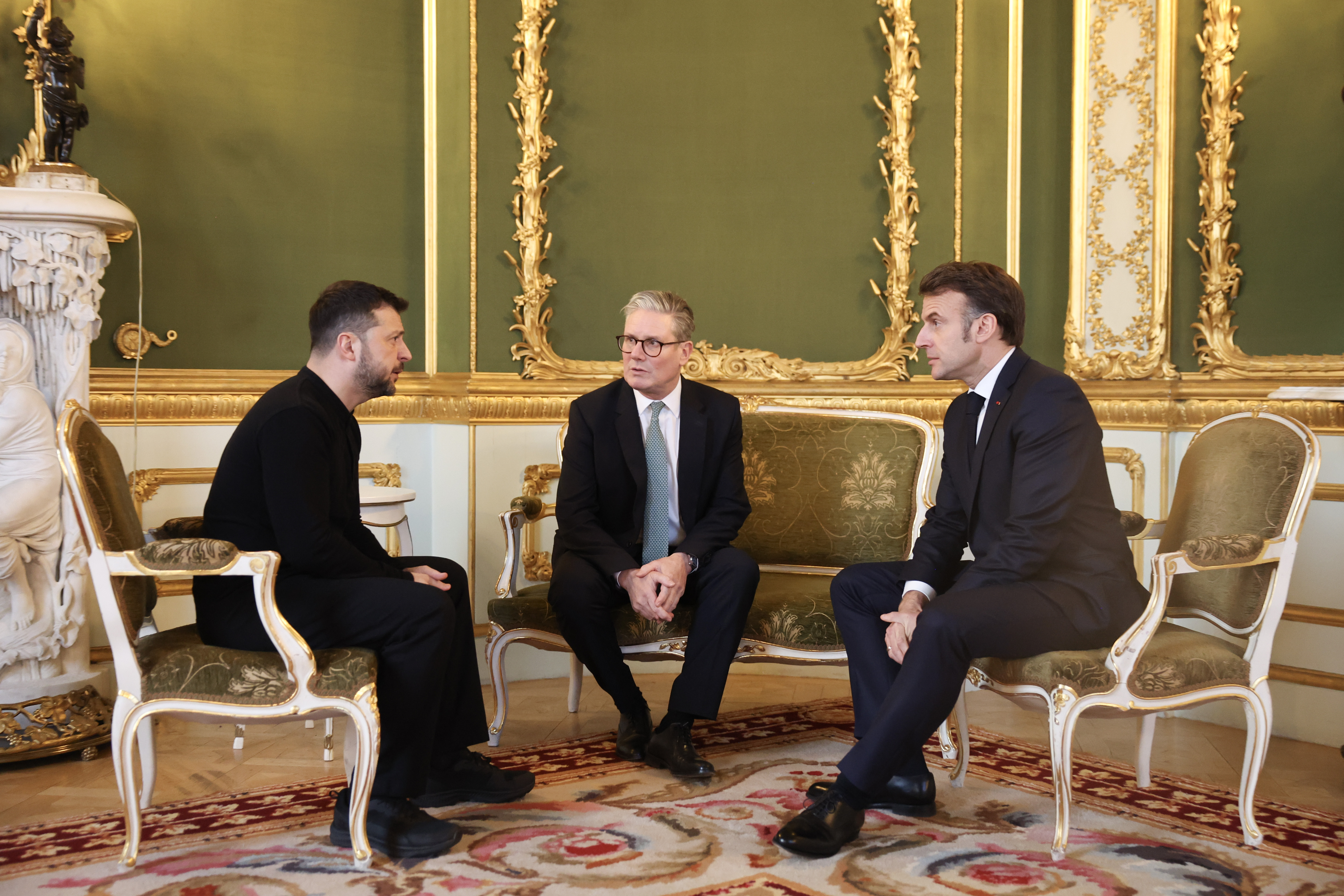
Premier Keir Starmer rozmawia z prezydentem Zełenskim i prezydentem Francji Emmanuelem Macronem podczas szczytu europejskich liderów w Lancaster House.

Wojska rosyjskie stwierdziły, że zajęły miasto Żurawka po przekroczeniu granicy z obwodem sumskim. Rosjanie stwierdzili również, że zajęli miejscowość Prywilne, na północny zachód od Wełykiej Nowosiłki.
W opinii ISW ostatnie rosyjskie oświadczenia w odpowiedzi na proponowaną umowę wydobywczą Stany Zjednoczone–Ukraina wskazywały, że Rosja próbowała sabotować umowę poprzez narracje skierowane do ukraińskich i amerykańskich odbiorców. Rosjanie twierdzili, że umowa wydobywcza nie przyniesie korzyści Ukrainie, a jednocześnie mówili, że Rosja może złożyć USA lepszą ofertę, co wskazywało, że Rosja uważała umowę za szkodliwą dla swoich celów. Siły ukraińskie poczyniły postępy w okolicy Torećka, a wojska rosyjskie zbliżyły się do Wełykiej Nowosiłki.
Według ukraińskich Sił Powietrznych Rosjanie zaatakowali Ukrainę przy użyciu 79 dronów Shahed 136/131 i dronów-wabików różnych typów, wystrzelonych z Orła, Briańska, Millerowa i Primorsko-Achtarsk. Ukraińska obrona przeciwlotnicza zestrzeliła 63 dronów nad obwodami charkowskim, połtawskim, sumskim, kijowskim, czerkaskim, kirowohradzkim, żytomierskim, winnickim, chmielnickim, dniepropetrowskim, zaporoskim, chersońskim i mikołajowskim, a kolejne 16 zaginęło na Ukrainie w ramach walki elektronicznej. W wyniku ataku ucierpiały obwody charkowski, sumski, chmielnicki i zaporoski. Gubernator Ołeksandr Prokudin poinformował, że rosyjski dron zrzucił ładunek wybuchowy na autobus w Chersoniu, zabijając jedną osobę (53-letnią kobietę) i raniąc co najmniej 10 kolejnych, w tym cztery ciężko. Mer Ihor Terechow podał, że Rosja przeprowadziła atak na Charków, raniąc osiem osób, w tym 7-letnie dziecko. W wyniku ataku uszkodzone zostały trzy domy, a blisko 150 okien zostało rozbitych. Ponadto w wieżowcu wybuchł pożar.
Premier Wielkiej Brytanii Keir Starmer ogłosił „umowę na rakiety o wartości 1,6 mld funtów”, która pozwoli Ukrainie na zakup ponad 5 tys. lekkich pocisków wielozadaniowych (LMM), które zostaną wyprodukowane w Belfaście w Irlandii Północnej. Czeska inicjatywa charytatywna „Prezent dla Putina” zakończyła się sukcesem i pozwoliła zebrać ok. 3 miliony dolarów na zakup śmigłowca UH-60 Black Hawk dla Ukrainy. Cel został osiągnięty dzięki wpłatom od ponad 20 400 darczyńców.
Prezydent Ukrainy Wołodymyr Zełenski został zaproszony na Szczyt Liderów Europejskich, którego gospodarzem był brytyjski premier Keir Starmer. Wielu europejskich przywódców wzięło udział w szczycie, aby omówić sposoby radzenia sobie z rosyjską agresją i drogę Ukrainy do osiągnięcia sprawiedliwego i trwałego pokoju. Na spotkaniu osiągnięto 4-punktowe porozumienie: po pierwsze, należało kontynuować udzielanie Ukrainie pomocy wojskowej w czasie wojny i zwiększyć presję ekonomiczną na Rosję; Po drugie, trwały pokój musiał gwarantować suwerenność i bezpieczeństwo Ukrainy, a Ukraina musiała uczestniczyć w rozmowach pokojowych; po trzecie, w kontekście porozumienia pokojowego przywódcy europejscy będą działać na rzecz uniemożliwienia Rosji inwazji na Ukrainę w przyszłości; po czwarte, zostanie utworzona „koalicja chętnych”, która będzie bronić Ukrainy i zapewniać pokój w kraju. Po udziale w szczycie prezydent Zełenski powiedział, że wierzy, że stosunki ze USA można naprawić oraz podkreślił, że jest gotowy podpisać umowę o zasobach mineralnych. Premier Starmer powiedział, że szereg krajów europejskich, w tym Wielka Brytania i Francja, tworzyło „koalicję chętnych”, która miała obejmować „samoloty w powietrzu i żołnierzy na ziemi” w celu wynegocjowania udanego zawieszenia broni na Ukrainie, dodając, że aby jakakolwiek koalicja odniosła sukces, Europa musi „mieć silne wsparcie ze strony Stanów Zjednoczonych”.
Premier Polski Donald Tusk powiedział, że w Unii Europejskiej nie było jednolitego stanowiska w sprawie przekazania Ukrainie zamrożonych rosyjskich aktywów; „Wszyscy rozumieją, że najlepiej byłoby przekazać te środki na obronę i odbudowę Ukrainy”. Zamrożenie rosyjskich aktywów ma wygasnąć w czerwcu 2025 roku, w związku z czym Tusk wezwał UE do przedłużenia sankcji wobec rosyjskich aktywów pośród obaw o sprzeciw Węgier; „Musimy skupić się na przedłużeniu sankcji, ponieważ one działają”.
Premier Keir Starmer w wywiadzie dla BBC powiedział, że Wielka Brytania, Francja, Ukraina i prawdopodobnie inne kraje opracują plan zawieszenia broni, który zostanie przedstawiony Stanom Zjednoczonym, dodając, że wspólna inicjatywa zawieszenia broni będzie „ważnym krokiem naprzód” po gorącej wymianie zdań w Gabinecie Owalnym 28 lutego 2025 roku. „Prezydent Zełenski słusznie obawiał się, że jeśli ma dojść do porozumienia, musi ono zostać utrzymane. Dlatego też szeroko rozmawialiśmy o tym, jakie są gwarancje i w jaki sposób wszyscy będziemy bronić porozumienia, jeśli zostanie ono zawarte”. Wielka Brytania i Francja stanęły na czele pomysłu wysłania europejskich sił pokojowych na Ukrainę w celu monitorowania potencjalnego zawieszenia broni.
Urzędnicy USA i republikańscy ustawodawcy kontynuowali krytykę prezydenta Zełenskiego. Spiker Izby Reprezentantów Mike Johnson skrytykował Zełenskiego, sugerując, że „musi opamiętać się i wrócić do stołu z wdzięcznością, albo ktoś inny musi poprowadzić kraj. To, co prezydent Zełenski zrobił w Białym Domu, było dla nas sygnałem, że nie jest gotowy na [rozmowy pokojowe] i uważam, że to wielkie rozczarowanie”. Senator Lindsey Graham powiedział, że Zełenski „albo będzie musiał się radykalnie zmienić, albo odejść”. Sekretarz stanu Marco Rubio stwierdził, że Stany Zjednoczone „będą gotowe do ponownego zaangażowania się, gdy będzie gotowy na pokój”, dodając, że nie rozmawiał z Zełenskim ani członkami ukraińskiej delegacji od czasu, gdy nakazano im opuścić Biały Dom. Doradca ds. bezpieczeństwa narodowego Michael Waltz powiedział, że: „Potrzebujemy przywódcy, który poradzi sobie z nami, ostatecznie poradzi sobie z Rosjanami i zakończy tę wojnę”. Na pytanie, czy Trump chce, aby Zełenski zrezygnował, Waltz odmówił bezpośredniej odpowiedzi, odpowiadając, że: „Jeśli stanie się oczywiste, że osobiste lub polityczne motywacje prezydenta Zełenskiego są rozbieżne z zakończeniem walk w jego kraju, to myślę, że mamy prawdziwy problem”.
Gazeta The Epoch Times podała, że nowo mianowany dyrektor FBI Kash Patel wezwał Kongres Stanów Zjednoczonych do zbadania, w jaki sposób wykorzystano pieniądze z pomocy wysłanej Ukrainie. „Poprosiłem Kongres o zbadanie, gdzie trafiły te pieniądze. Amerykanie powinni poznać odpowiedź, ponieważ to nasze pieniądze. To pieniądze podatników. Problem nie polega na tym, że USA wysłały miliard dolarów, ale raczej na tym, że kwota wysłana do jednego kraju jest sto razy większa od tego miliarda”. Następnie Patel zakwestionował wiarygodność prezydenta Zełenskiego i odniósł się do incydentu rakietowego w Polsce, stwierdzając, że: „Zełenski wyszedł na scenę światową i powiedział, że «Rosja wystrzeliła rakietę w kierunku Polski», co byłoby aktem wojny. Okazało się, że Rosja nie wystrzeliła takiej rakiety”. Na koniec dodał, że: „Po prostu nie możemy mieć pełnej wiary i zaufania, dając przywódcy 100 miliardów dolarów, a potem słysząc, że mówi: «Nie powiem ci, gdzie poszły pieniądze»”.

### 3 marca
Rzecznik Państwowej Służby Granicznej Andrij Demczenko powiedział, że armia rosyjska próbowała przebić się przez granicę rosyjsko-ukraińską w kierunku wsi Nowenke w obwodzie sumskim i odciąć ukraińskie siły od szlaków logistycznych. Demczenko stwierdził, że armia ukraińska dokładała wszelkich starań, aby uniemożliwić Rosjanom zdobycie przyczółku na terytorium Ukrainy, dodając, że wojska rosyjskie wykorzystywały głównie „dużą liczbę sprzętu i personelu” w obwodzie kurskim, aby osiągnąć przełom. „To nie były masowe ataki. Kiedy wróg próbował wyprzeć siły ukraińskiej z obwodu kurskiego, najpierw wywierał presję na nasze jednostki w obwodzie kurskim. A potem próbował rozszerzyć obszar aktywnych działań bojowych, próbując wejść na terytorium Ukrainy. Jednak wszystkie elementy Sił Obronnych działały na tym obszarze, aby temu zapobiec. Używana była cała dostępna broń”.
Według ISW ukraiński wywiad wskazał, że na Ukrainie i w obwodzie kurskim działało ok. 620 tys. rosyjskich żołnierzy, co stanowiło wzrost o ok. 40 tys. osób w porównaniu z końcem 2024 roku. Siły rosyjskie nadal wprowadzały innowacje w swoich pakietach uderzeniowych i wykorzystywały większą liczbę dronów Shahed i dronów-wabików w celu przebicia się przez parasol obrony powietrznej Ukrainy. Wojska ukraińskie posunęły się w pobliżu Pokrowska, z kolei siły rosyjskie poczyniły postępy w pobliżu Wełykiej Nowosiłki i w obwodzie kurskim.
Sztab Ukrainy oświadczył, że Rosja atakowała w kierunkach Charkowa, Kupiańska, Łymanu, Siewierska, Kramatorska, Torećka, Pokrowska, Nowopawłowska, Hulajpola i Zaporoża, gdzie doszło do 101 starć. W ciągu doby wojska rosyjskie przeprowadziły 56 nalotów, 2638 ataków dronów i 186 ostrzałów na pozycje ukraińskie i obszary zaludnione. Operacja w obwodzie kurskim trwała; wojska rosyjskie przeprowadziły 29 ataków, 308 ataków artyleryjskich, 17 ostrzałów i 13 nalotów, używając 17 bomb lotniczych na pozycje ukraińskie i miejscowości. Ukraińskie lotnictwo i artyleria zaatakowały 14 miejsc koncentracji, jednostkę artylerii i dwa stanowiska dowodzenia.
Siły Powietrzne Ukrainy podały, że wojska rosyjskie zaatakowały Ukrainę przy wykorzystaniu 83 dronów Shahed 136/131 i dronów-wabików różnych typów, wystrzelonych z Orła, Kurska, Millerowa i Primorsko-Achtarska. Ukraińska obrona przeciwlotnicza zniszczyła 46 dronów w obwodach charkowskim, połtawskim, sumskim, kijowskim, czernihowskim, czerkaskim i dniepropietrowskim, a kolejne 31 zaginęło na Ukrainie w ramach walki elektronicznej. W wyniku ataku doszło do zniszczeń w obwodach charkowskim, sumskim, kijowskim, czerkaskim, dniepropietrowskim i zaporoskim. Lokalne władze poinformowały, że w nocy armia rosyjska zaatakowała Odessę dronami, w wyniku czego doszło do uszkodzeń infrastruktury energetycznej oraz spowodowało przerwy w dostawie prądu w całym mieście i zakłóciło działanie systemów grzewczych. Spadające szczątki dronów i fale uderzeniowe uszkodziły dwa domy prywatne i centrum biznesowe. Według Państwowej Służby Ratowniczej zostały ranne co najmniej cztery osoby.
Według doniesień o 2:38 czasu lokalnego rafineria ropy naftowej „Orgsintez” w Ufie w Baszkortostanie (ok. 1400 km od granicy z Ukrainą) została zaatakowana przez ukraińskie drony. Na terenie przedsiębiorstwa doszło do dwóch eksplozji, w wyniku których wybuchł duży pożar obejmujący 100 m². Według lokalnych doniesień eksplozja była tak potężna, że jej wstrząs, podobny do trzęsienia ziemi, był odczuwalny w większej części miasta. Sztab Generalny Ukrainy podał, że Siły Powietrzne przeprowadziły precyzyjny atak na stanowisko dowodzenia rosyjskiej 98 Gwardyjskiej Dywizji Powietrznodesantowej w miejscowości Kalinin w obwodzie donieckim. „W wyniku porażki doszło do zerwania systemu dowodzenia wojskami okupacyjnymi, co znacznie skomplikowało koordynację działań jednostek wojskowych dywizji powietrznodesantowej”.
Norweska firma Kongsberg Gruppen ogłosiła plan produkcji setek pocisków do systemu obrony powietrznej NASAMS na Ukrainie. Prezes Firma Eirik Lie powiedział, że prowadzono rozmowy z ukraińskimi firmami w sprawie utworzenia spółki joint venture. Rząd Norwegii rozważał radykalne zwiększenie pomocy wojskowej dla Ukrainy i wydatków na obronność w świetle niechęci nowej administracji USA do dalszego wspierania europejskich sojuszników. W tym celu Norwegia rozważała wykorzystanie środków ze swojego funduszu majątku narodowego w wysokości 1,7 biliona euro, który jest uzupełniany przychodami z ropy naftowej i gazu, aby je sfinansować.
Zastępca szefa wywiadu ukraińskiego generał major Wadym Skibicki oświadczył, że Rosja zwiększała produkcję niektórych typów pocisków, głównie rakiet manewrujących Ch-101 oraz „pocisków hipersonicznych Kindżał i pocisków balistycznych Kalibr, ponieważ tego typu broń wykazała większą skuteczność w warunkach bojowych”. Według niego produkcja rakiet w Rosji w 2025 roku nie ulegnie znaczącym zmianom w porównaniu z 2024 rokiem, choć odnotowano pewną redystrybucję produkcji. Ogólny wzrost produkcji precyzyjnych pocisków rakietowych nie przekroczył 1,2–1,5-krotności w porównaniu z rokiem poprzednim. Według Skibickiego Rosjanie zwiększyli również produkcję dronów i planowali wystrzelić w kierunku Ukrainy do 500 dronów jednocześnie.
Prezydent Stanów Zjednoczonych Donald Trump nakazał tymczasowe wstrzymanie wszelkiej amerykańskiej pomocy wojskowej dla Ukrainy, w tym tej zatwierdzonej przez prezydenta Joego Bidena. Urzędnik Białego Domu powiedział, że: „Prezydent dał jasno do zrozumienia, że koncentruje się na pokoju. Potrzebujemy, aby nasi partnerzy również byli oddani temu celowi. Wstrzymujemy i dokonujemy przeglądu naszej pomocy, aby upewnić się, że przyczynia się ona do rozwiązania”. Cały amerykański sprzęt wojskowy, który nie został jeszcze wysłany na Ukrainę, został „zamrożony”, w tym broń, która była wówczas transportowana drogą lotniczą lub morską, a także broń znajdująca się w polskiej strefie tranzytowej.
Jedną z reakcji na ewentualną utratę USA jako partnera sojuszniczego była propozycja planu „ponownego uzbrojenia Europy” o wartości 800 miliardów euro, przedstawiona przez przewodniczącą Komisji Europejskiej Ursulę von der Leyen. 5-punktowy plan obejmował złagodzenie przepisów dotyczących zadłużenia i zachęty do zwiększenia wydatków na obronność. Państwa członkowskie powinny mieć możliwość zwiększenia wydatków na obronę, nie popadając przy tym w pułapkę zadłużenia. Powstanie nowy fundusz o wartości 150 miliardów euro, który będzie wspierał 27 państw członkowskich w inwestowaniu w obronność. Minister obrony Boris Pistorius zwołał wirtualną konferencję tzw. „Grupy Pięciu”, czyli ministrów obrony pięciu europejskich państw NATO (w tym Niemiec, Francji, Wielkiej Brytanii, Włoch i Polski), na której potwierdzono niezachwiane poparcie polityczne i wojskowe dla Ukrainy. Ministrowie i ich przedstawiciele uzgodnili dalszy rozwój polityki bezpieczeństwa. Po spotkaniu niemieckie Ministerstwo Obrony oświadczyło, że: „Wszyscy zgadzają się, że Ukraina może liczyć na stałe i szerokie wsparcie ze strony Wielkiej Piątki”.
Prezydent Trump skrytykował prezydenta Zełenskiego za stwierdzenie, że porozumienie pokojowe z Rosją pozostawało „bardzo, bardzo odległe”, stwierdzając, że: „To najgorsze oświadczenie, jakie mógł złożyć Zełenski, a Ameryka nie będzie go tolerować przez dłuższy czas. Ten facet nie chce pokoju, dopóki ma poparcie Ameryki”, dodając, że europejscy przywódcy powiedzieli Zełenskiemu, że „nie mogą wykonać zadania bez USA”. Z kolei Zełenski oświadczył, że Ukraina nadal jest zaangażowana we współpracę z USA i europejskimi partnerami w celu zapewnienia pokoju i oczekuje dalszego wsparcia ze strony Ameryki. „Bardzo ważne jest, abyśmy starali się, aby nasza dyplomacja była naprawdę konkretna, aby zakończyć tę wojnę tak szybko, jak to możliwe. Pokój jest potrzebny tak szybko, jak to możliwe”.
Wiceprezydent J.D. Vance odpowiedział na apele o amerykańskie gwarancje bezpieczeństwa dla Ukrainy, mówiąc: „Jeśli chcesz prawdziwych gwarancji bezpieczeństwa, jeśli naprawdę chcesz mieć pewność, że Władimir Putin nie dokona kolejnej inwazji na Ukrainę, to najlepszą gwarancją bezpieczeństwa jest zapewnienie Amerykanom korzyści ekonomicznych w przyszłości Ukrainy”, dodając, że: „To o wiele lepsza gwarancja bezpieczeństwa niż 20 tys. żołnierzy z kraju, który nie był w stanie wojny od 30 czy 40 lat”. J.D. Vance w wywiadzie dla Fox News powiedział, że Zełenski wykazał „wyraźną niechęć do zaangażowania się w proces pokojowy”, dodając, że „to, co prezydent Trump powiedział jasno i konsekwentnie, to oczywiście [że] drzwi są otwarte, dopóki Zełenski jest gotów poważnie rozmawiać o pokoju”. „Nie możesz przyjść do Gabinetu Owalnego (...) i odmówić nawet omówienia szczegółów umowy pokojowej. (...) Rosjanie będą musieli z czegoś zrezygnować, Ukraińcy będą musieli z czegoś zrezygnować. Nie możesz przyjść i powiedzieć: «dajcie nam gwarancje bezpieczeństwa, nie będziemy nawet rozmawiać z wami o tym, z czego jesteśmy gotowi zrezygnować». Takie jest stanowisko Ukrainy. Nadzieja nie jest strategią. Rzucanie pieniędzmi i amunicją w straszny konflikt też nie jest strategią”.
Doradca ds. bezpieczeństwa narodowego USA Mike Waltz w wywiadzie dla Fox News stwierdził, że administracja prezydenta Trumpa chce „usłyszeć od prezydenta Zełenskiego, że żałuje tego, co się stało, że jest gotowy podpisać tę umowę dotyczącą minerałów i że jest gotowy do podjęcia rozmów pokojowych”. „Ale tu jest problem: czas nie jest po jego stronie. Czas nie jest po stronie nieskończonego kontynuowania tego konfliktu. Cierpliwość narodu amerykańskiego nie jest nieograniczona. Ich portfele nie są nieograniczone. Nasze zapasy i amunicja nie są nieograniczone”. Waltz zasugerował, że Zełenski narażał na szwank długoterminowe więzi gospodarcze Ukrainy z USA, stwierdzając, że: „Mógłby opuścić Biały Dom, mając USA i Ukrainę związane gospodarczo na pokolenie”.
Według rosyjskiego przedstawiciela przy Biurze Narodów Zjednoczonych w Wiedniu Michaiła Uljanowa Rosja odrzucała pomysł wysłania europejskich wojsk pokojowych na Ukrainę, stwierdzając, żę Unia Europejska „nie jest bezstronna, a siły pokojowe muszą być bezstronne”.
Agencja Reuters, powołując się na źródła zaznajomione ze sprawą, podała, że Stany Zjednoczone przygotowywały propozycję potencjalnego złagodzenia sankcji wobec Rosji, podczas gdy prezydent Trump pracuje nad przywróceniem stosunków dyplomatycznych i negocjacjami w sprawie zakończenia wojny na Ukrainie. Biały Dom polecił Departamentom Stanu i Skarbu sporządzenie listy sankcji, które mogłyby zostać zniesione. Urzędnicy amerykańscy mieliby wykorzystać tę listę w nadchodzących rozmowach z przedstawicielami Rosji jako część szerszej strategii poprawy stosunków gospodarczych i politycznych z Rosją.
Dziennik Financial Times poinformował, że Francja, Niemcy i Wielka Brytania badały sposoby przejęcia ponad 210 miliardów dolarów zamrożonych rosyjskich aktywów w ramach wysiłków na rzecz negocjacji zawieszenia broni na Ukrainie. Omawiana propozycja sugerowała przejęcie aktywów, jeśli Rosja naruszyłaby przyszłe porozumienie o zawieszeniu broni, zapewniając tym samym gwarancje bezpieczeństwa dla Ukrainy.

### 4 marca
Siły rosyjskie ogłosiły, że odbiły miejscowość Kuriłowka, położoną na południowy zachód od Sudży w obwodzie kurskim.
W opinii ISW linia frontu na Ukrainie nie była zagrożona rychłym załamaniem, ale skutki wstrzymania pomocy ze strony USA staną się z czasem bardziej dotkliwe. Ukraina znacznie rozszerzyła swoje zdolności produkcji przemysłowej w sektorze obronnym w trakcie wojny, aby ostatecznie samodzielnie zaspokoić swoje potrzeby militarne, jednak zdolność Ukrainy do osiągnięcia samowystarczalności w perspektywie długoterminowej zależy od ciągłego wsparcia ze strony państw partnerskich w perspektywie krótkoterminowej i średnioterminowej. Siły rosyjskie posunęły się naprzód w pobliżu Łymanu i Pokrowska oraz w zachodnim obwodzie zaporoskim, a wojska ukraińskie zrobiły postępy w pobliżu Pokrowska.
Według ukraińskich Sił Powietrznych Rosjanie zaatakowali Ukrainę przy pomocy 99 dronów Shahed 136/131 i dronów-wabików różnych typów, wystrzelonych z Orła, Kurska, Millerowa, Briańska i Primorsko-Achtarsk. Ukraińska obrona przeciwlotnicza zniszczyła 65 dronów nad obwodami charkowskim, połtawskim, sumskim, kirowohradzkim, zaporoskim, dniepropietrowskim, donieckim, mikołajowskim i odeskim, a kolejne 32 zaginęły na Ukrainie w ramach walki elektronicznej. W wyniku ataku doszło do zniszczeń w obwodach odeskim, sumskim i donieckim.
Służba prasowa Państwowej Służby Ratowniczej i gubernator Wadym Fiłaszkin poinformowały, że wojska rosyjskie kontynuowały masowy ostrzał obwodu donieckiego. W ciągu ostatniej doby Rosja zaatakowała region co najmniej 13 razy, uderzając w obszary mieszkalne i infrastrukturę. W Pokrowsku zmarła jedna osoba; jeden dom został zniszczony, a trzy uszkodzone. W rejonie kramatorskim ucierpiały Łyman, Słowiańsk, Konstantynówka i inne miejscowości. W Konstantynówce zniszczony został dom prywatny oraz zostało uszkodzonych 25 budynków mieszkalnych, budynek administracyjny, garaż, linie energetyczne i gazociąg. W rejonie bachmuckim ostrzał objął Siewiersk, gdzie uszkodzeniu uległo osiem domów. Jedna osoba została ranna w hromadzie illiniwskiej.
Ok. 1:00 czasu kijowskiego drony zaatakowały rafinerię ropy naftowej w Syzraniu w obwodzie samarskim. Według rosyjskich źródeł i szefa ukraińskiego Centrum Zwalczania Dezinformacji Andrija Kowalenki doszło do eksplozji, a następnie pożaru. Według Jurija Ślusara w obwodzie rostowskim odnotowano kolejne ataki, w tym podpalenie przez drony rafinerii ropy naftowej w Nowoszachtyńsk (był to piąty atak na to przedsiębiorstwo od początku wojny) i rurociągu naftowego we wsi Sochranowka. Nie odnotowano ofiar, a pożary zostały „natychmiast” ugaszone. Ministerstwo Obrony Rosji poinformowało, w ciągu nocy zestrzelono 18 dronów w sześciu regionach. SG Ukrainy stwierdził, że Siły Powietrzne zaatakowały bazę wojskową w pobliżu Troickojego w obwodzie kurskim, niszcząc schrony i stanowiska strzeleckie oraz zabijając do 30 rosyjskich żołnierzy. Według doniesień obiekt był używany do planowania ataków, w tym wystrzeliwania dronów FPV na pozycje ukraińskie.
Według Ośrodka Studiów Wschodnich (OSW) Ukraińcy przeprowadzili szereg akcji dywersyjnych w Torećku i wdarli się do niego od północy i zachodu. W północnej części dochodziło do walk ulicznych, a swoboda przenikania ukraińskich grup świadczyła o tym, że Rosjanie nie dysponowali możliwością kontrolowania całego zrujnowanego obszaru. Pod kontrolą ukraińską pozostawały północne i północno-zachodnie obrzeża miasta. Rosjanie robili postępy na większości kierunków w Donbasie i obwodzie charkowskim, ale tempo ataków zwolniło, a zyski terenowe nie zmieniły ogólnej sytuacji na żadnym z odcinków frontu. Wzrosła aktywność sił rosyjskich w obwodzie zaporoskim, gdzie wyparły Ukraińców z części pozycji na południowy zachód od Orichiwa. Pod rosyjską kontrolą ogniową znalazła się logistyka zgrupowania ukraińskiego w obwodzie kurskim, a walki przeniosły się do przygranicznych rejonów obwodu sumskiego. Ostrzeliwana przez Rosjan droga z Junakiwki do Sudży była wówczas jedyną, którą Ukraińcy mogą dostarczać zaopatrzenie. Utrzymanie obecnej sytuacji bądź jej dalsze pogorszenie może wymusić na ich ukraińskim dowództwie przyspieszone wycofanie z obwodu kurskiego. Alternatywna opcja polegała na skierowaniu tam kolejnych sił, które mogłyby powstrzymać presję wroga, jednak groziło to dalszym osłabieniem linii obrony na terytorium Ukrainy.
Wicepremier Simon Harris powiedział, że rząd Irlandii podjął decyzję o przyznaniu Ukrainie dodatkowej pomocy w wysokości 100 milionów euro. Środki zostaną przeznaczone na zakup „nieśmiercionośnego sprzętu wojskowego i wsparcia”.
Stacja ABC News, powołując się na dwóch urzędników, podała, że ok. 90% amerykańskiej broni dostarczonej Ukrainie w ramach poprzednich pakietów pomocy wojskowej za prezydentury Joego Bidena zostało już dostarczone. Stwierdzono, że Ukraina otrzymała „ogromną większość niezbędnej amunicji” i systemów obronnych, takich jak Javeliny, natomiast wstrzymanie [przez Trumpa] pomocy wojskowej dla Ukrainy dotyczyła głównie pojazdów opancerzonych, ponieważ ich dostawa i naprawa zajmowały więcej czasu. Dostawę planowano na sierpień 2025 roku. Ponadto stacja podała, że „przepływ broni z USA na Ukrainę będzie kontynuowany, co najmniej przez kilka najbliższych lat, dzięki umowom podpisanym przez Kijów z prywatnymi amerykańskimi firmami”, dodając, że: „Wiele – jeśli nie większość – z tych kontraktów zostało opłaconych. Administracja Trumpa może nadal próbować zakłócić te dostawy, korzystając z uprawnień nadzwyczajnych, ale wówczas nie było żadnych oznak, że próbuje to zrobić”.
Prezydent Wołodymyr Zełenski wyraził ubolewanie, że jego spotkanie z prezydentem Donaldem Trumpem w Waszyngtonie „nie przebiegło zgodnie z planem”. Zełenski przedstawił pierwsze możliwe etapy zawieszenia broni, w tym uwolnienie więźniów, natychmiastowe zawieszenie broni w powietrzu, czyli zakaz używania rakiet, dronów dalekiego zasięgu i ataków na infrastrukturę cywilną, a także zaprzestanie działań wojennych na morzu, jeśli Rosja zrobi to samo. Prezydent Zełenski podczas swojego wieczornego przemówienia powiedział, że polecił ministrowi obrony, szefom wywiadu i dyplomatom skontaktowanie się ze Stanami Zjednoczonymi w celu wyjaśnienia przyszłości amerykańskiej pomocy wojskowej. „Ludzie nie powinni zgadywać. Ukraina i Ameryka zasługują na pełen szacunku dialog i jasne stanowisko wobec siebie. To nie jest 2022 rok. Teraz nasza odporność jest wyższa i dysponujemy środkami obrony, ale normalne stosunki partnerskie z Ameryką są dla nas ważne, aby naprawdę zakończyć wojnę”.
Premier Denys Szmyhal oświadczył, że Ukraina jest gotowa podpisać umowę wydobywczą z USA oraz że Ukraina zrobi wszystko, co w jej mocy, aby utrzymać współpracę ze Stanami Zjednoczonymi na dotychczasowym poziomie. Opisał amerykańską pomoc wojskową jako kluczową i pomagającą uratować dziesiątki milionów istnień ludzkich. Dodał także, że Ukraina ma trudności z pozyskaniem funduszy na krajową produkcję broni, która wówczas zaspokajała ok. 30% jej zapotrzebowania. Później na konferencji prasowej Szmyhal stwierdził, że amerykańska pomoc wojskowa nadal płynęła na Ukrainę; „Według ministra obrony, pomoc z USA nadal płynęła. Pomoc, która była dystrybuowana w paczkach za poprzedniej administracji, trafiała na Ukrainę, a do wczoraj [3 marca] nie mieliśmy żadnych informacji o zawieszeniu”. Z kolei premier Donald Tusk, powołując się na doniesienia z polskiej granicy w Jasionce, oświadczył, ze USA wstrzymały pomoc wojskową dla Ukrainy; „Dzisiaj nie mamy powodu sądzić, że to tylko słowa. Doniesienia płynące z granicy, z naszego ośrodka w Jasionce, potwierdzają oświadczenia strony amerykańskiej”.
W przemówieniu do Izby Reprezentantów i Senatu USA prezydent Trump powiedział, że otrzymał „pozytywny list” od prezydenta Zełenskiego, w którym stwierdził, że Ukraina jest gotowa zakończyć konflikt z Rosją pod przywództwem Stanów Zjednoczonych. W liście napisano, że Ukraina jest gotowa zasiąść do stołu negocjacyjnego tak szybko, jak to możliwe, aby doprowadzić do trwałego pokoju, i że nikt nie pragnie pokoju bardziej niż naród ukraiński.
Sekretarz Skarbu USA Scott Bessent, w odpowiedzi na doniesienia medialne, jakoby prezydent Trump miał ogłosić podpisanie umowy wydobywczej między USA a Ukrainą podczas przemówienia przed Izbą Reprezentantów i Senatem USA, powiedział, że prezydent nie planował tego zrobić w trakcie ani po przemówieniu. Spiker Izby Reprezentantów Mike Johnson stwierdził, że wstrzymanie amerykańskiej pomocy wojskowej dla Ukrainy jest tymczasowe i wiąże się z następstwami ostrej wymiany zdań prezydenta Ukrainy Zełenskiego z prezydentem Trumpem; „To tymczasowa przerwa”. Johnson powiedział, że Zełenski powinien „naprawić to, co wydarzyło się w zeszłym tygodniu. Jeśli to zrobi [podpisze umowę dotyczącą wydobycia minerałów], myślę, że będzie to sytuacja korzystna dla wszystkich zaangażowanych”.
Stacja CNN, powołując się na źródło zaznajomione ze sprawą, podała, że Stany Zjednoczone nadal dzieliły się informacjami wywiadowczymi z Ukrainą pomimo zawieszenia pomocy wojskowej przez prezydenta Trumpa.

### 5 marca
Siły rosyjskie stwierdziły, że przekroczyły granicę międzynarodową w obwodzie charkowskim i zdobyły punkt kontrolny przejścia granicznego Niechotiejewka na wschód od miejscowości Kozacza Łopań. Według projektu DeepState liczba rosyjskich operacji szturmowych na kierunku pokrowskim nadal spadała. Jednocześnie Rosjanom „udało się utworzyć nowe jednostki”. Jedna z nich brała udział w ataku na Uspeniwkę, jednak została pokonana.
Według ISW administracja Trumpa zawiesiła wymianę informacji wywiadowczych z Ukrainą, co było jednym z wielu żądań Rosji wobec USA i Ukrainy.
Zawieszenie wymiany informacji wywiadowczych zaszkodzi zdolności Ukrainy do obrony przed trwającymi atakami rosyjskimi na cele wojskowe i cywilne. Zawieszenie wszelkiej wymiany informacji wywiadowczych umożliwiłoby również Rosjanom nasilenie ataków dronów i rakiet na tyły Ukrainy, co wpłynęłoby na miliony ukraińskich cywilów i rozwój ukraińskiej bazy przemysłu obronnego. Siły ukraińskie zrobiły postępy w pobliżu Torećka i Pokrowska.
Sztab Ukrainy poinformował, że Rosja atakowała w kierunkach Charkowa, Kupiańska, Łymanu, Kramatorska, Torećka, Pokrowska, Nowopawłowska, Hulajpola i Zaporoża, gdzie doszło do 109 starć. W ciągu doby wojska rosyjskie przeprowadziły trzy ataki rakietowe, 86 nalotów, 2547 ataków dronów i 144 ostrzały na pozycje ukraińskie i obszary zaludnione. Operacja w obwodzie kurskim trwała; wojska rosyjskie przeprowadziły 27 ataków, 380 ataków artyleryjskich, 10 ostrzałów i 35 nalotów, używając 46 bomb lotniczych na pozycje ukraińskie i miejscowości. Ukraińskie lotnictwo i artyleria zaatakowały 16 miejsc koncentracji, stanowisko dowodzenia i stację walki radioelektronicznej.
Ukraińskie Siły Powietrzne oświadczyły, że Rosja zaatakowała Ukrainę przy użyciu trzech rakiet balistycznych Iskander-M/KN-23 (wystrzelonych z obwodu woroneskiego), jednej rakiety przeciwlotniczej S-300 (z obwodu kurskiego) oraz 181 dronów Shahed 136/131 (z Orła, Kurska, Millerowa, Briańska, Primorsko-Achtarska i Krymu). Ukraińska obrona przeciwlotnicza zestrzeliła 115 dronów nad obwodami charkowskim, połtawskim, sumskim, czernihowskim, czerkaskim, kijowskim, dniepropetrowskim, donieckim, mikołajowskim i odeskim, a kolejne 55 zaginęło na Ukrainie w ramach walki elektronicznej. Atak dotknął obwody kijowski, odeski, dniepropetrowski i charkowski. Na przedmieściach Odessy zginął 77-letni mężczyzna w wyniku ran odłamkowych otrzymanych podczas ataku dronów.
Gubernator Serhij Łysak poinformował, że ok. 22:00 czasu lokalnego wojska rosyjskie zaatakowały rakietą 5-piętrowy hotel w Krzywym Rogu w obwodzie dniepropetrowskim, zabijając cztery osoby i raniąc co najmniej 32 kolejne (w tym 14 było w ciężkim stanie), w tym dziecko. W wyniku ataku rakietowego uszkodzeniu uległo 14 budynków mieszkalnych, urząd pocztowy, ok. 24 samochody, centrum kulturalne i 12 sklepów. Prokuratura Generalna podała, że wojsko rosyjskie zaatakowało obwód chersoński, wykorzystując artylerię rakietową i drony, w wyniku czego dwie osoby zginęły, a dwie zostały ranne. W atakach uszkodzeniu uległy budynki prywatne i administracyjne, zabudowania gospodarcze oraz pojazdy.
Ukraińskie Zgrupowanie „Chortyca” poinformowała, że drony jednostki „Falcon” z ukraińskiej Brygady „Hart” zniszczyły rosyjski system nadzoru dalekiego zasięgu Murom-M w pobliżu Wołczańska w obwodzie charkowskim. Siły rosyjskie „nie zostały uratowane przez sieć antydronową, która pokrywała je [Murom-M] ze wszystkich stron. Pierwsze dwa „ptaki” pilotów dronów przebiły go, a trzeci ostatecznie zniszczył system”.
Prezydent Wołodymyr Zełenski powiedział, że Ukraina i Europa pracowały nad planem pierwszych kroków w kierunku sprawiedliwego i trwałego pokoju, ponieważ wojna rosyjsko-ukraińska wkraczała w czwarty rok. Dodał, że Europa miał wspólną wizję zakończenia wojny Rosji i zapewnienia długoterminowej stabilności. „Powinna znaleźć się przy stole przyszłych negocjacji razem z Ukrainą i Stanami Zjednoczonymi”. Premier Dick Schoof ogłosił, że Holandia zapewni Ukrainie 3,5 miliarda euro łącznego wsparcia w 2026 roku, dodając, że 700 milionów dolarów zostanie przeznaczonych na inwestycje w produkcję dronów. Ministerstwo Obrony Ukrainy podało, że „koalicja dronów” (pod przewodnictwem Wielkiej Brytanii i Łotwy) zebrała ponad 2 miliardy euro pomocy od partnerów w pierwszym roku swojej działalności. „Głównym celem koalicji jest dostarczenie armii ukraińskiej dronów i wzmocnienie przemysłu obronnego Ukrainy i krajów partnerskich w celu stworzenia przewagi technologicznej nad (...) [Rosją] w perspektywie długoterminowej”.
Dyrektor CIA John Ratcliffe potwierdził, że USA wstrzymały dostawy broni i wymianę informacji wywiadowczych z Ukrainą. Dziennik „Daily Mail” Stany Zjednoczone zakazały Wielkiej Brytanii udostępniania Ukrainie informacji wywiadowczych uzyskanych od amerykańskiego wywiadu. Dotyczyło to informacji oznaczonych jako „Rel UKR”, co było skrótem od „Releasable to Ukraine” („Zezwolenie na transfer na Ukrainę”).
Wicepremier Krzysztof Gawkowski stwierdził, że anulowanie dostępu do Starlink dla Ukrainy doprowadziłoby „dużego kryzysu stosunków międzynarodowych” między Polską a USA. Polska pomagała Ukrainie utrzymać dostęp do Starlinka i dostarczyła połowę wszystkich jej terminali, co dawało łącznie ponad 20 tys. terminali od 2022 roku. Gawkowski powiedział, że: „Nie wyobrażam sobie sytuacji, w której stosunki biznesowe między Polską a amerykańską firmą zostałyby nagle przerwane”.
Minister obrony Bill Blair powiedział, że Kanada jest gotowa wziąć udział w potencjalnej misji pokojowej na Ukrainie, pod warunkiem, że Stany Zjednoczone zapewnią gwarancje bezpieczeństwa. „Kanada jest gotowa i zdolna do wniesienia wkładu do tych sił. Uważamy jednak również, że należy przeprowadzić ważne dyskusje dotyczące gwarancji bezpieczeństwa dla Ukrainy i sił, które miałyby służyć na Ukrainie”.

### 6 marca
W ocenie ISW prezydent Władimir Putin i inni urzędnicy rosyjscy odrzucali jakiekolwiek ustępstwa w przyszłych negocjacjach pokojowych lub zaakceptowanie jakichkolwiek amerykańskich, europejskich lub ukraińskich propozycji pokojowych, a rosyjskie MSZ odrzuciło możliwość negocjowanego zawieszenia broni. Wojska ukraińskie posunęły się w kierunku Pokrowska, z kolei siły rosyjskie zrobiły postępy na kierunku Kupiańska, Borowej, Siewierska, Pokrowska i Kurachowego.
Według ukraińskich Sił Powietrznych w nocy wojska rosyjskie zaatakowały Ukrainę przy wykorzystaniu dwóch rakiet balistycznych Iskander-M/KN-23 (wystrzelonych z obwodu woroneskiego) oraz 112 dronów Shahed 136/131 (z Orła, Kurska, Szatałowa, Briańska i Krymu). Ukraińska obrona przeciwlotnicza zniszczyła 68 dronów nad obwodami charkowskim, połtawskim, sumskim, czernihowskim, czerkaskim, kijowskim, kirowohradzkim, dniepropetrowskim i odeskim, a kolejne 43 zaginęły na Ukrainie w ramach walki elektronicznej. W wyniku ataku ucierpiały obwody charkowski, sumski, odeski i dniepropetrowski. Wojska rosyjskie zaatakowały przy użyciu dronów miejscowość Piwdenne w obwodzie odeskim, gdzie dwie osoby zostały ranne.
Minister obrony Boris Pistorius podczas spotkania z ministrem obrony Rustemem Umierowem ogłosił, że rząd niemiecki prowadził negocjacje w sprawie wypłaty pakietu pomocy wojskowej dla Ukrainy o wartości 3 miliardów euro. „Jeśli uda nam się sfinansować pakiet o wartości 3 miliardów, planujemy również kolejne systemy obrony powietrznej, w tym odpowiednie pociski do systemów”. Premier Jonas Gahr Støre powiedział, że Norwegia zwiększyła pomoc wojskową dla Ukrainy z 3,2 miliarda dolarów w 2024 roku do 7,7 miliarda dolarów wz 2025 roku.
Minister obrony Rustem Umierow powiedział, że Ukraina nie otrzymała jeszcze szczegółowych informacji na temat ograniczeń w wymianie informacji wywiadowczych ze strony USA, ale już badała alternatywy; „Już pracujemy nad alternatywami, w tym nad zwróceniem się o [pomoc] do Niemiec, jeśli będzie to konieczne”. Minister obrony Sébastien Lecornu poinformował, że Francja dostarczała Ukrainie informacje wywiadowcze po tym, jak Stany Zjednoczone wstrzymały wymianę informacji wywiadowczych; „Mamy zasoby wywiadowcze, które dostarczamy Ukraińcom”.
Dziennik The New York Times, powołując się na źródła z USA i Ukrainy, podał, że Stany Zjednoczone zawiesiły wymianę informacji wywiadowczych z Ukrainą, co wpłynęło na możliwość wykrywania rosyjskich ataków dronów i rakiet na ukraińskie cele wojskowe i cywilne oraz utrudniło ukraińskiej armii atakowanie rosyjskich celów. Jednakże Ukraina nadal mogła uzyskać dostęp do innych obrazów satelitarnych. Niektórzy urzędnicy amerykańscy wyrazili nadzieję, że zawieszenie wymiany informacji wywiadowczych będzie krótkotrwałe i nie będzie miało żadnego realnego wpływu. Administracja Trumpa planowała zawiesić wymianę informacji wojskowych i wywiadowczych na tydzień lub dwa w ramach działań mających na celu wywarcie presji na prezencie Zełenskim.
Francuski operator satelitarny Eutelsat prowadził zaawansowane rozmowy z Unią Europejską w sprawie ewentualnej wymiany Starlinka na Ukrainie. Dyrektor generalna spółki Eva Berneke stwierdziła, że: „Wszyscy pytają nas dziś: «Czy możecie wymienić dużą liczbę terminali Starlinka na Ukrainie», i rozważamy to”. Dodała, że firma prowadziła rozmowy z dostawcami w celu dostarczenia zarówno terminali wojskowych, jak i standardowych i że potrzebowałaby „kilku miesięcy” na dostarczenie 40 tys. sztuk.
Sekretarz skarbu Scott Bessent powiedział, że Stany Zjednoczone są gotowe „w pełni” zaangażować się w sankcje wobec Rosji, aby zmusić ją do negocjacji. Przemawiając w Economic Club of New York, Bessent skrytykował byłego prezydenta USA Joego Bidena za nałożenie „rażąco słabych sankcji” na Rosję i powiedział, że obecna administracja jest gotowa wprowadzić surowsze ograniczenia, aby uzyskać przewagę w nadchodzących rozmowach. „Głównym czynnikiem, który umożliwił dalsze finansowanie rosyjskiej machiny wojennej, były rażąco słabe sankcje administracji Bidena na rosyjską energię, wynikające z obaw o rosnącą presję na ceny energii w USA. Ta administracja utrzymała zaostrzone sankcje i nie zawaha się pójść na całość, jeśli zapewni to dźwignię w negocjacjach pokojowych”.
Specjalny wysłannik prezydenta Donalda Trumpa na Ukrainę, Keith Kellogg, powiedział, że rozmowy w Stambule nie mogły służyć jako podstawa do porozumienia pokojowego między Ukrainą a Rosją. „Porozumienia w Stambule miały miejsce 30 dni po inwazji, a żądania [rosyjskie] w Stambule były dość znaczące dla bardzo osłabionej Ukrainy”. Opisał porozumienia jako punkt wyjścia do przyszłych negocjacji, ale wątpił, czy stanowią one uczciwe ramy dla wszystkich stron. Wysłannik prezydenta Trumpa na Bliski Wschód, Steve Witkoff, stwierdził, że delegacje Ukrainy i USA mają w następnym tygodniu w Arabii Saudyjskiej omówić ramy potencjalnego porozumienia pokojowego; „Chodzi o to, aby ustalić ramy porozumienia pokojowego i wstępnego zawieszenia broni”. Ponadto przedstawiciele rządu USA przeprowadzili rozmowy z ukraińskimi politykami Julią Tymoszenko i Petrem Poroszenką na temat przeprowadzenia wyborów prezydenckich na Ukrainie.
Premier Włoch Giorgia Meloni zasugerowała, że NATO mogłoby rozszerzyć ochronę Artykułu 5 na Ukrainę bez przyznawania jej członkostwa w sojuszu. Stwierdziła, że „musimy pomyśleć o trwalszych rozwiązaniach” niż tylko wysłanie europejskich sił pokojowych na Ukrainę. „To co innego niż przystąpienie do NATO, ale oznaczało to rozszerzenie zasięgu, jakie mają kraje NATO, również na Ukrainę”.

### 7 marca
Według doniesień wojska rosyjskie dokonały przełomu na południe od Sudży, grożąc okrążeniem ukraińskich jednostek (10 tys. żołnierzy) w tym rejonie. Wojska ukraińskie próbowały ustabilizować sytuację. Projekt DeepState potwierdził głębokie natarcie (11 km w głąb) na pozycje ukraińskie w kierunku granicy Ukrainy w obwodzie sumskim. Jeden z ukraińskich żołnierzy walczący w obwodzie kurskim opisał sytuację jako „krytyczną”, ostrzegając, że wojska ukraińskie w regionie stanęły w obliczu okrążenia, dodając, że ukraińscy żołnierze stacjonujący w regionie chcieliby się wycofać. Wszystkie mosty w pobliżu Sudży zostały zniszczone, a siły ukraińskie były odcięte od dostaw amunicji i paliwa. Według DeepState „najbardziej krytyczna sytuacja” miała miejsce na granicy obwodu kurskiego i obwodu sumskiego. Rosyjskie wojska próbowały atakować ukraińskie pozycje w pobliżu wsi Żurawka i Nowenke w obwodzie sumskim. Rosja nasiliła również ataki w pobliżu wsi Kuriłowka, ok. 5 km na południe od Sudży. Według The Telegraph, powołującego się na ukraińskiego oficera, Ukraina rozważała wycofanie się z obwodu kurskiego, aby uniknąć dalszych strat. Deepstate ujawnił, że ok. ¾ sił ukraińskich w Rosji było niemal całkowicie okrążonych i niemal podzielonych na dwie części. Podczas ofensywy wojska rosyjskie odbiły wieś Staraja Soroczina.
Według ISW Rosja prawdopodobnie wykorzysta zawieszenie amerykańskiej pomocy wojskowej i wymiany informacji wywiadowczych z Ukrainą, aby zintensyfikować swoją uderzenia dalekiego zasięgu i wyczerpać ukraińskie rakiety obrony powietrznej. Wojska rosyjskie dalej intensyfikowały operacje ofensywne na wybranych obszarach linii frontu, prawdopodobnie w celu wykorzystania natychmiastowych i długoterminowych skutków na polu bitwy zaprzestania pomocy USA dla Ukrainy. Siły rosyjskie wkroczyły do północnego obwodu sumskiego po raz pierwszy od 2022 roku prawdopodobnie zamierzając wykorzystać ograniczone postępy w tym regionie, aby całkowicie wypędzić Ukraińców z obwodu kurskiego.
Rosjanie zintensyfikowały również działania ofensywne mające na celu zajęcie Czasiw Jaru i zaatakowanie Konstantynówki. Tymczasem siły rosyjskie posunęły się naprzód w obwodzie sumskim oraz w pobliżu Borowej, Czasiw Jaru, Torećka i Pokrowska.
Siły Powietrzne Ukrainy oświadczyły, że Rosja przeprowadziła masowy atak rakietowych i dronów na obiekty infrastruktury krytycznej Ukrainy. Podczas ataku wykorzystano 67 rakiet, w tym 35 pocisków manewrujących Ch-101/Ch-55SM, osiem rakiet manewrujących Kalibr, trzy rakiety balistyczne Iskander-M/KN-23, cztery rakiety przeciwlotnicze S-300, osiem rakiet manewrujących Ch-59/Ch-69 oraz 194 drony Shahed 136/131 i drony-wabiki różnych typów. Ukraińska obrona przeciwlotnicza zestrzeliła 134 celów powietrznych, w tym 25 pocisków Ch-101/Ch-55SM, wszystkie Kalibry, jedną rakietę Ch-59/Ch-69 i 100 dronów. Kolejne 10 rakiet nie osiągnęło swoich celów, a 86 dronów zaginęło na Ukrainie w ramach walki elektronicznej. Minister energetyki Herman Hałuszczenko oświadczył, że w wyniku masowego rosyjskiego ataku ucierpiała infrastruktura energetyczna i gazowa w różnych regionach Ukrainy; głównym celem były zakłady wydobycia gazu na Ukrainie. Do odparcia ataku wykorzystano również myśliwce F-16 i Mirage 2000, z czego te drugie zostały po raz pierwszy użyte w walce; „Francuskie myśliwce, które przybyły na Ukrainę zaledwie miesiąc temu, po raz pierwszy wzięły udział w odparciu rosyjskiego ataku powietrznego”.
Według szefa Administracji Wojskowej Wiaczesława Negody na terenie obwodu tarnopolskiego dwa pociski uderzyły w sieć przesyłu gazu. W mieście mogły wystąpić ograniczenia w dostawie ciepłej wody i centralnego ogrzewania, jeśli nie udałoby się przywrócić ciśnienia w sieci gazowej. Wystrzelono w sumie siedem rakiet, z czego pięć zestrzeliła obrona przeciwlotnicza. Zestrzelono także dwa Shahedy. Mer Ihor Terechow poinformował, że liczba osób rannych w porannym rosyjskim ostrzale Charkowa wzrosła do ośmiu. Gubernator Ołeh Siniehubow poinformował, że o 6:33 w mieście w wyniku ataku rakietowego uszkodzony został obiekt infrastruktury krytycznej. Szef Wojskowej Administracji Ołeksandr Honczarenko poinformował, że 12 osób zostało rannych w wyniku rosyjskich ataków w obwodzie donieckim, w tym sześć w Słowiańsku, po dwie w Kramatorsku i Bohatyrze oraz po jednym w Myrnohradzie i Konstantynówce. W Odessie atak dronów doprowadził do kilku pożarów, które dotknęły hangar ze sprzętem rolniczym, budynek stacji benzynowej, sklep z częściami samochodowymi, panele słoneczne zamontowane na otwartej przestrzeni i 4-piętrowy budynek przemysłowy.
Państwowa Służba Ratownicza podała, że ok. 22:00 Rosjanie zaatakowali Dobropole w obwodzie donieckim, zabijając co najmniej 11 osób i raniąc 47 kolejnych (trzy były w stanie ciężkim), w tym siedmioro dzieci. Uszkodzonych zostało osiem 5-piętrowych budynków, budynek administracyjny i 30 samochodów. Pożary wybuchły w dwóch budynkach mieszkalnych i budynku administracyjnym. Podczas akcji gaśniczej Rosja przeprowadziła ponowny atak, uszkadzając wóz strażacki.
Według gubernatora Aleksandra Bogomaza w nocy sześć dronów zaatakowało zakład przemysłowy w Starodubie w obwodzie briańskim. Celem była wojskowa fabryka żywności, w którą według doniesień uderzyły ukraińskie drony „Peklo”. Po atakach słychać było siedem eksplozji oraz wybuchł pożar. „Zakład produkcyjny płonie na terenie jednego z zakładów przetwórczych. Mieszkańcy zostali ewakuowani z najbliższych domów, aby zapewnić bezpieczeństwo”.
Premier Denys Szmyhal poinformował, że Ukraina otrzymała pierwszą transzę środków o wartości ok. 1 miliarda dolarów od rządu brytyjskiego, zabezpieczoną wpływami z zamrożonych rosyjskich aktywów. „Środki zostaną przeznaczone na wzmocnienie zdolności obronnych Ukrainy. Oczekujemy, że wszystkie suwerenne aktywa Federacji Rosyjskiej zostaną skonfiskowane i przekazane na rzecz naszego kraju w przyszłości”.
Amerykańska firma lotniczo-kosmiczna Maxar Technologies odcięła Ukrainie dostęp do swoich zdjęć satelitarnych. Oficjalne uzasadnienie, które użytkownicy otrzymali od administracji Maxar „na prośbę administracyjną”. W rzeczywistości zamknięcie było wynikiem zakazu przekazywania informacji wywiadowczych Ukrainie przez rząd Stanów Zjednoczonych. Stacja CNN, powołując się na dwóch anonimowych urzędników obrony, podała, że Stany Zjednoczone nadal dzieliły się informacjami wywiadowczymi z Ukrainą, aby pomóc w operacjach obronnych, jednak nie w atakach na wojska rosyjskie. USA chcą uniknąć postrzegania jako bezpośrednio popierającego ataki na Rosję. Potwierdzono również, że Starlink, na którym polegała ukraińska armia, nadal działał na Ukrainie. Zablokowanie wymiany informacji wywiadowczych pozwoliło Rosji na rozszerzenie ataków na Ukrainę, zarówno dniem, jak i nocą. Rosja wykorzystała w ten sposób przewagę, jaką dało to atakującemu, oraz wstrzymanie pomocy wojskowej przez rząd USA.
Prezydent USA Donald Trump stwierdził w mediach społecznościowych, że biorąc pod uwagę, iż Rosja znajdowała się na linii frontu i prowadziła zaciekły atak na Ukrainę, poważnie rozważał nałożenie sankcji (na szeroką skalę i celnych) m.in. na rosyjski sektor bankowy, do czasu osiągnięcia zawieszenia broni i ostatecznego porozumienia pokojowego. Wezwał Rosję i Ukrainę do powrotu do stołu negocjacyjnego. Prezydent Trump powiedział w Gabinecie Owalnym, że Rosja zaciekle bombardowała Ukrainę, opisując ją jako kraj cierpiący ciężkie kary, ale uważał, że negocjacje z Ukrainą były trudniejsze niż negocjacje z Rosją w celu osiągnięcia porozumienia pokojowego. Zapytany przez media, dlaczego zdecydował się zawiesić pomoc wojskową dla Ukrainy, Trump powiedział, że musi wiedzieć, że Ukraina chce rozwiązać ten problem. Jeśli Ukraina nie będzie chciała się pogodzić, USA się wycofają i podkreślił, że ciężko pracuje, aby zapobiec ofiarom. Jeśli chodzi o wcześniejsze spotkanie w Europie, Trump ostrzegł, że jeśli problem nie zostanie rozwiązany, może on ostatecznie przerodzić się w III wojnę światową.
Gazeta The Hill podała, że republikańscy ustawodawcy wzywali prezydenta Trumpa do wznowienia amerykańskiej pomocy wojskowej i wywiadowczej dla Ukrainy. Republikanie stwierdzli, że Trump miał prawo tymczasowo zawiesić dostawy broni do Kijowa, aby ocenić wojnę, wywrzeć presję na sojuszników w NATO i stworzyć okno na negocjacje pokojowe między Ukrainą a Rosją. Niektórzy jednak ostrzegali, że zbyt długa przerwa w pomocy wojskowej może mieć niszczycielski wpływ na zdolności bojowe Ukrainy i osłabić jej wpływy podczas rozmów z Rosją. Przewodnicząca Senackiej Komisji ds. Alokacji Susan Collins powiedziała, że: „Nie sądzę, że powinniśmy wstrzymywać nasze wysiłki. To Ukraińcy przelewają krew”, nazywając zawieszenie amerykańskiej pomocy wojskowej „krytycznym momentem dla Ukrainy”. Starszy członek Senackiej Komisji ds. Wywiadu John Cornyn stwierdził, że informacje wywiadowcze, które Ukraińcy otrzymali od USA, „były niezbędne, aby mogli pozostać w walce”. Senator Thom Tillis ostrzegł, że przerwa w pomocy dla Ukrainy „może być pomocna dla Putina”, ale nie sprzeciwił się wstrzymaniu, jeśli było to krótkoterminowe „taktyka negocjacyjna”. Lider większości w Senacie John Thune zasugerował również, że wstrzymanie pomocy wojskowej ze strony USA będzie tymczasowe i może być częścią rozmów.
Prezydent Ukrainy Wołodymyr Zełenski powiedział w swoim wieczornym przemówieniu, że Ukraina ma nadzieję osiągnąć pokój tak szybko, jak to możliwe. Urzędnicy z Ukrainy i Stanów Zjednoczonych przeprowadzili najbardziej intensywne rozmowy telefoniczne na wszystkich szczeblach. Urzędnicy z USA pracują nad „przyspieszeniem pokoju”. „Program jest jasny – pokój tak szybko, jak to możliwe, bezpieczeństwo tak niezawodne, jak to możliwe. Ukraina jest zobowiązana do najbardziej konstruktywnego podejścia”.
Agencja Bloomberg poinformowała, że prezydent Władimir Putin rozważał podobno zawieszenie broni na Ukrainie, jeśli zostaną spełnione pewne warunki. Rosja była otwarta na tymczasowe rozwiązanie pokojowe na Ukrainie, jeśli zostanie poczyniony postęp w kierunku ostatecznego planu pokojowego. Rosjanie nalegali na zorganizowanie ram potencjalnej misji pokojowej na Ukrainie. Obejmowało to m.in. podjęcie decyzji, które kraje wezmą udział w siłach pokojowych.

### 8 marca

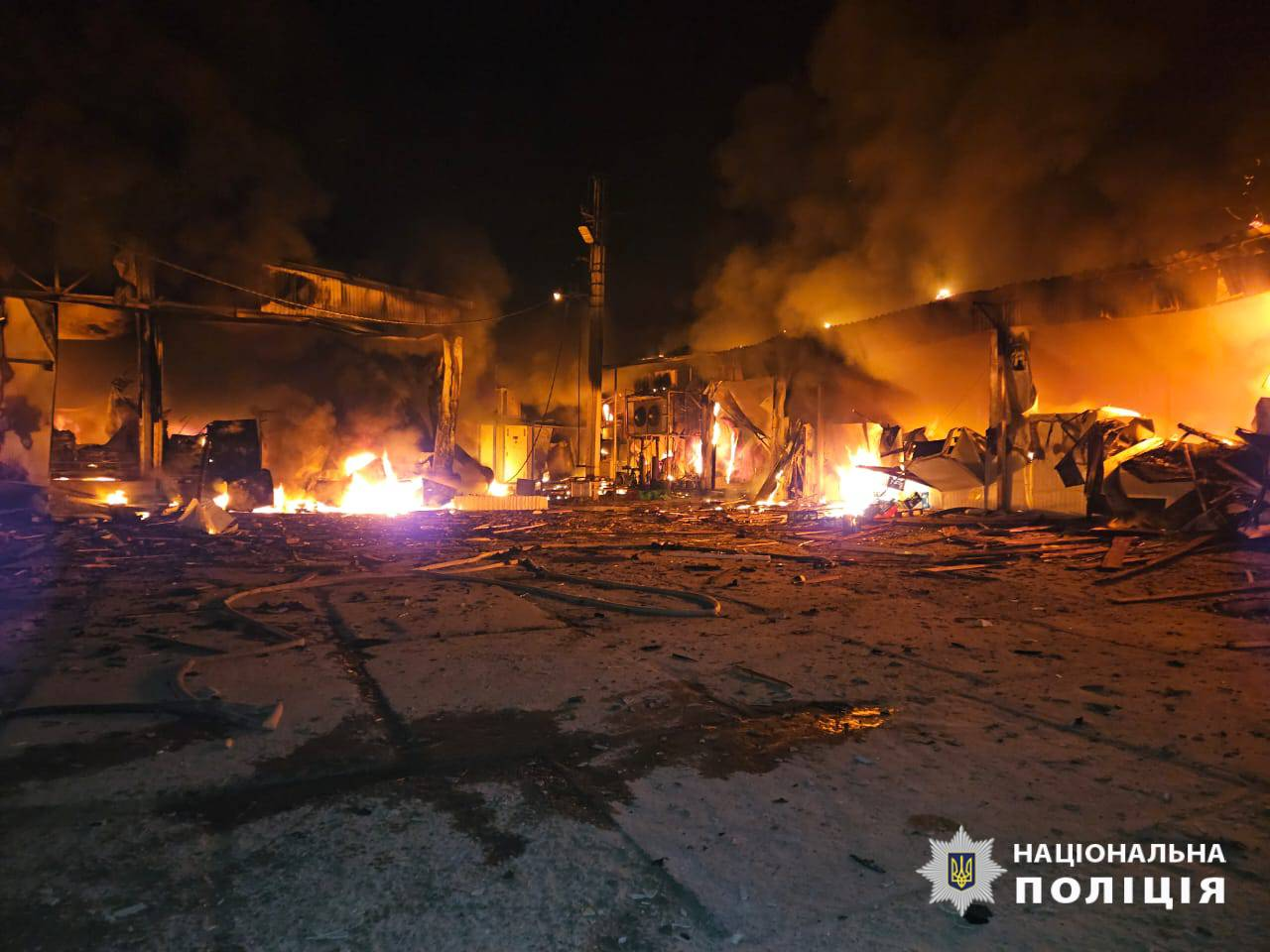
Pożar w zakładzie przetwórstwa mięsnego w Bogoduchowie po nocnym rosyjskim ataku czterch dronów. Zginęły trzy osoby, a siedem zostało rannych.

Materiały geolokalizacyjne pokazały, że siły rosyjskie odbiły Czerkasskoje Poriecznoje w obwodzie kurskim, podczas gdy siły rosyjskie stwierdziły, że odbito miejscowości Lebiediewka, Kubatkin, Wiktorowka, Martynowka i Nikołajewka. Nagrania geolokalizacyjne potwierdziły również rosyjską kontrolę nad Nowenke w obwodzie sumskim. Według redaktora serwisu censor.net Jurija Butusowa i projektu DeepState wojska rosyjskie i północnokoreańskie rozpoczęły ofensywę na szeroką skalę w obwodzie kurskim i na kontrolowane przez Ukrainę miasto Sudża. Biuro prasowe dowództwa wojskowego w Kursku poinformowało, że „największe operacje szturmowe wroga miały miejsce w kierunku od miejscowości Korieniewo w kierunku Sudży, a także w rejonach Nowoiwanowki, Małaja Łoknia i na południe od miasta Sudża. Sytuacja pozostawała trudna, ale jest pod kontrolą dowództwa”, dodając, że siły rosyjskie ponosiły „ciężkie straty” w regionie. „Wróg wysłał do tych ataków swoje najbardziej gotowe do walki jednostki”, zaznaczając, że żołnierze północnokoreańscy utworzyli dwa bataliony, które obecnie atakują linię frontu.
Według doniesień siły rosyjskie wykorzystały nieczynny gazociąg Urengoj–Pomary–Użhorod, aby niezauważenie przebić się na tyły wojsk ukraińskich w pobliżu Sudży. Według Ukraińskiej prawdy liczba rosyjskich żołnierzy biorących udział w tej operacji wyniosła nawet 100 osób, jednak dla wojsk ukraińskich „nie było to zaskoczeniem”. Oficer armii ukraińskiej Myrosław Haj podał, że spadochroniarze w rejonie sudżańskim zaatakowali grupę szturmową, która próbowała przedostać się przez lokalny gazociąg. Stwierdził, że: „Dowództwo jednej z brygad (...) umiejętnie wykorzystało wcześniej uzyskane informacje wywiadowcze o planach wroga, aby wykorzystać podziemne połączenia gazociągu Progres do działań sabotażowych w rejonie sudżańskim. Wróg próbował działać zgodnie ze scenariuszem spod Awdijiwki, wykorzystując konstrukcje inżynieryjne do penetracji terytorium kontrolowanego przez wojska ukraińskie”, dodając, że: „Zręcznie zorganizowana zasadzka pozwoliła nam czekać, aż wróg wyjdzie z tunelu i zgromadzi się w pobliżu wyjścia. Decydujący moment – wyjście z rury zostało zablokowane, uniemożliwiając ewakuację grupy, a następnie – zniszczenie”. Straty rosyjskie oszacowano na 80%.
Według ISW siły rosyjskie zintensyfikowały swoją wielokierunkową kampanię w celu wyeliminowania pozostałego ukraińskiego obszaru w obwodzie kurskim. Wojska rosyjskie wydawały się niszczyć mosty w obwodzie kurskim i wzdłuż granicy z Ukrainą, prawdopodobnie w ramach wysiłków mających na celu zapobieżenie wycofaniu się sił ukraińskich z obwodu kurskiego. Tymczasem wojska ukraińskie posunęły się w pobliżu Torećka i Pokrowska, a siły rosyjskie poczyniły postępy w obwodzie kurskim oraz w pobliżu Torećka i Pokrowska.
Według ukraińskich Sił Powietrznych siły rosyjskie zaatakowały Ukrainę przy pomocy dwóch rakiet balistycznych Iskander-M/KN-23, jednej rakiety manewrującej Iskander-K (wszystkie pociski wystrzelono z obwodu rostowskiego) oraz 145 dronów Shahed 136/131 i dronów-wabików różnych typów (z Millerowa, Kurska, Szatalowa, Briańska, Primorsko-Achtarska i Krymu). Ukraińska obrona przeciwlotnicza zestrzeliła rakietę Iskander-K i 79 dronów nad obwodami charkowskim, połtawskim, sumskim, czernihowskim, czerkaskim, kijowskim, kirowohradzkim, dniepropetrowskim, zaporoskim, donieckim, mikołajowskim i odeskim, a kolejne 64 zaginęły na Ukrainie. W wyniku ataku ucierpiały obwody doniecki, połtawski, charkowski, sumski i odeski.
Gubernator Ołeh Siniehubow poinformował, że w nocy co najmniej trzy osoby zginęły, a siedem zostało rannych w wyniku rosyjskiego ataku (czterech) dronów na budynek cywilny (zakład przetwórstwa mięsnego) w Bogoduchowie w obwodzie charkowskim. Gubernator Wadym Fiłaszkin oświadczył, że jedna osoba zginęła, a pięć zostało rannych w wyniku kolejnego rosyjskiego ostrzału w obwodzie donieckim. „W Pokrowsku Rosjanie zabili mężczyznę urodzonego w 1977 roku i ranili dwie osoby. Dom został uszkodzony. W Konstantynówce trzy osoby zostały ranne, a osiem domów prywatnych, pięć wieżowców, sklep, dwie linie energetyczne i dwa gazociągi zostały uszkodzone”.
Według gubernatora Aleksandra Drozdenki w nocy rafineria ropy naftowej „Kirishinefteorgsintez” w rejonie kiriszskim w obwodzie leningradzkim została zaatakowana przez drony. Drony zostały zniszczony nad obszarem firmy, ale szczątki jednego z nich uszkodziły zewnętrzną konstrukcję jednego ze zbiorników magazynowych. Nie odnotowano ofiar. Według doniesień w nocy z 5 na 6 marca w Woroneżu dwa pociągi, używane do transportu broni i sprzętu wojskowego z Rosji na okupowaną Ukrainę, zostały wyłączone z użytku w wyniku działań ukraińskiego wywiadu.
Minister obrony Sébastien Lecornu powiedział, że Francja zapewni Ukrainie 195 milionów euro w formie pomocy wojskowej, wykorzystując odsetki od zamrożonych rosyjskich aktywów. Stwierdził, że dodatkowa pomoc „umożliwi dostawę pocisków 155 mm, a także bomb szybujących AASM, które uzbrajają ukraińskie Mirage 2000”, dodając, że Francja przyspiesza również transfer starszego sprzętu na Ukrainę, w tym czołgów i pojazdów opancerzonych.
Premier Polski Donald Tusk potępił politykę ustępstw Donalda Trumpa wobec Rosji, nazywając ją niebezpieczną, ponieważ takie podejście jedynie zachęca do większej przemocy, agresji, bombardowań i strat w ludziach, czego dowodem była ówczesna tragiczna sytuacja na Ukrainie.
Szef BND Bruno Kahl powiedział, że Rosja prawdopodobnie chce przetestować jedność Zachodu, zwłaszcza w odniesieniu do Artykułu 5 NATO o wzajemnej pomocy. To, kiedy Rosja może przetestować artykuł o wzajemnej pomocy, zależy również, od przebiegu wojny na Ukrainie. Gdyby proces ten zakończył się wcześniej niż w 2029 lub 2030 roku, Rosja byłaby w stanie wykorzystać swoje zasoby techniczne, materialne i ludzkie do wcześniejszego stworzenia zagrożenia dla Europy.

### 9 marca
Nagrania geolokalizowane wykazały, że wojska rosyjskie zdobyły miejscowości Małaja Łoknia i Nowaja Soroczina w obwodzie kurskim, a także Kostiantynopil w obwodzie donieckim.
W opinii ISW siły rosyjskie niszczyły północną część ukraińskiego obszaru w obwodzie kurskim po kilku dniach wzmożonej aktywności rosyjskiej w tym rejonie. Godna uwagi była korelacja czasowa między zawieszeniem wymiany informacji wywiadowczych USA z Ukrainą a początkiem załamania się ukraińskiego obszaru w regionie Kurska przez Rosję. Tymczasem wojska ukraińskie posunęły się w pobliżu Torećka i Pokrowska, a siły rosyjskie zrobiły postępy w obwodach sumskim i kurskim oraz w pobliżu Siewierska, Torećka, Kurachowego i Robotynego.
Sztab Ukrainy poinformował, że Rosja atakowała w kierunkach Charkowa, Kupiańska, Łymanu, Siewierska, Kramatorska, Torećka, Pokrowska, Nowopawłowska i Zaporoża, gdzie doszło do 151 starć. W ciągu doby wojska rosyjskie przeprowadziły 91 nalotów, 2576 ataków dronów i 186 ostrzałów na pozycje ukraińskie i obszary zaludnione. Operacja w obwodzie kurskim trwała; wojska rosyjskie przeprowadziły 27 ataków, 422 ataki artyleryjskie, 17 ostrzałów i 29 nalotów, używając 35 bomb lotniczych na pozycje ukraińskie i miejscowości. Ukraińskie lotnictwo i artyleria zaatakowały 28 miejsc koncentracji, siedem jednostek artylerii, punkt kontrolny, skład amunicji i stację walki elektronicznej/radarową. Prezydent Wołodymyr Zełenski powiedział, że w ciągu tygodnia siły rosyjskie wystrzeliły ok. 1200 bomb lotniczych, prawie 870 dronów i ponad 80 pocisków różnych typów przeciwko Ukrainie, dodając, że broń, której Rosja użyła przeciwko Ukrainie zawierała ponad 82 tys. zagranicznych komponentów.
Ukraińskie Siły Powietrzne podały, że Rosjanie zaatakowali Ukrainę przy użyciu 119 dronów Shahed 136/131 i dronów-wabików różnych typów, wystrzelonych z Orła, Millerowa, Kurska, Briańska, Primorsko-Achtarska i Krymu. Ukraińska obrona przeciwlotnicza zniszczyła 73 drony w obwodach charkowskim, połtawskim, sumskim, czernihowskim, czerkaskim, kijowskim, kirowohradzkim, żytomierskim, chmielnickim, dniepropietrowskim, zaporoskim i mikołajowskim, a kolejne 37 zaginęły na Ukrainie w ramach walki elektronicznej. Według Administracji Wojskowej Kijów został zaatakowany przez 33 drony, z czego „12 zostało zniszczonych przez systemy obrony powietrznej, reszta zaginęła lub opuściła przestrzeń powietrzną”. Szef Administracji Wojskowej Roman Mroczko podał, że w wyniku rosyjskiego ostrzału artyleryjskiego przeprowadzonego na centralną część Chersonia pięciu cywilów zostało rannych. Szef Administracji Wojskowej Ihor Taburets poinformował, że rosyjskie drony zaatakowały obwód czerkaski, gdzie „jednak jedno z przedsiębiorstw zostało uszkodzone. (...) Ratownicy natychmiast podjęli niezbędne działania, aby wyeliminować skutki”. W regionie zniszczono łącznie dziewięć rosyjskich bezzałogowych statków powietrznych. Nikt nie został ranny, ale odnotowano zniszczenia.
Prorosyjski gubernator Wołodymyr Saldo powiedział, że Ukraińcy przeprowadzili atak za pomocą dwóch pocisków z systemu HIMARS na targ we wsi Wełyki Kopani w okupowanym obwodzie chersońskim. „W tym momencie na targu znajdowały się dziesiątki cywilów, prostych rolników, którzy przyszli sprzedać swoje produkty. Ludzie spokojnie zajmowali się swoimi sprawami, podczas gdy wróg strzelał do nich z zimną krwią. Są zabici i wielu rannych”. Agencja TASS, powołując się na służby ratunkowe, podała, że w ataku rakietowym zginęły trzy osoby, w tym „jedna osoba zmarła w drodze do szpitala, a dwie zginęły na miejscu”. Gubernator Oleg Nikołajew poinformował, że nad ranem ukraiński dron zaatakował skład ropy naftowej „Buriewiestnik” w Czeboksarach w Republice Czuwaskiej (900 km od granicy z Ukrainą); był to pierwszy atak dronów na Czuwaszję od początku rosyjskiej inwazji. Nie zgłoszono żadnych ofiar. Według rosyjskiego Ministerstwa Obrony w nocy obrona przeciwlotnicza zestrzeliła ok. 96 dronów nad obwodami biełgorodzkim (52), lipieckim (13), rostowskim (9), woroneskim (8), astrachańskim (3), riazańskim (1), kurskim (1) i Krajem Krasnodarskim (1). Grupa partyzancka „Atesz” sabotowała linię kolejową łączącą okupowany Krym z linią frontu w obwodzie zaporoskim, zakłócając rosyjskie linie zaopatrzeniowe. Agent spalił szafę przekaźnikową w pobliżu wioski Stolbowe na Krymie.
Minister obrony Rustem Umierow powiedział, że Ukraina podpisała memorandum z niemieckim producentem obronnym Diehl Defence w celu potrojenia dostaw systemów obrony powietrznej i pocisków IRIS-T.
Amerykański miliarder Elon Musk podkreślił znaczenie sieci satelitarnej Starlink obsługiwanej przez firmę SpaceX, stwierdzając, że: „Gdybym to zamknął, cały ich front załamałby się”. Starlink stanowił kręgosłup armii ukraińskiej. Odnosząc się do wojny, Musk napisał, że jest zmęczony latami „rzezi” w impasie oraz że Ukraina i tak ostatecznie przegra. Dlatego konieczne jest natychmiastowe zawarcie pokoju. W odpowiedzi na uwagi Muska, minister spraw zagranicznych Radosław Sikorski powiedział, że jeśli SpaceX, obsługujący Starlinka, zostanie uznany za niepewnego dostawcę, Polska będzie szukać alternatywnych dostawców. Sekretarz stanu USA Marco Rubio również odpowiedział na uwagi Sikorskiego, mówiąc, że Sikorski „po prostu zmyśla” i że: „Nikt nie groził odcięciem Ukrainy od Starlinka. I podziękuj, ponieważ bez Starlinka Ukraina dawno przegrałaby tę wojnę, a Rosjanie byliby teraz na granicy z Polską”. Musk stwierdził również, że Polska płaci tylko „niewielką część” opłat za dostęp do Starlinka na Ukrainie: „Bądź cicho, mały człowieku. Płacisz niewielką część kosztów. I nie ma substytutu dla Starlinka”. Musk napisał później w mediach społecznościowych, że „bez względu na to, jak bardzo nie zgadzam się z polityką Ukrainy, Starlink nigdy nie wyłączy swoich terminali”. Gdyby Ukraina nie miała satelitów Starlink, armia rosyjska mogłaby „zagłuszyć” wszelkie połączenia z Ukrainą, więc nie był to element przetargowy.
Prezydent Donald Trump w wywiadzie dla Fox News ponownie skrytykował prezydenta Zełenskiego za rzekomą niewdzięczność za amerykańską pomoc wojskową oraz obwinił byłego prezydenta Joego Bidena za hojne rozdzielanie funduszy na Ukrainę. „[Zełenski] zabrał pieniądze z tego kraju za Bidena jak cukierki od dziecka. To było takie łatwe. Z tym samym nastawieniem. Po prostu nie sądzę, żeby był wdzięczny”. Odpowiadając na krytykę, że jego administracja jest przyjazna wobec Rosji, Trump stwierdził, że: „Nikt nie był bardziej stanowczy wobec Rosji. To ja nałożyłem sankcje na Rosję”. W szczególności powtórzył swoje twierdzenie, że „zatrzymał” budowę gazociągu Nord Stream 2. W wywiadzie dla Fox Trump powiedział, że Ukraina „może nie przetrwać” rosyjskiej inwazji, czy to z amerykańskim wsparciem czy bez niego. Korespondentka Fox News Maria Bartiromo zapytała Trumpa o wypowiedź prezydenta Andrzeja Dudy, który powiedział, że Ukraina nie przetrwa bez wsparcia USA; „Czy to ci odpowiada? Fakt, że odszedłeś, a Ukraina może nie przetrwać?”. Trump odpowiedział: „Cóż, może i tak nie przetrwać”. Prezydent Trump powiedział, że USA „prawie” zakończyły zamrożenie wymiany informacji wywiadowczych z Ukrainą.
Stacja NBC News, powołując się na oświadczenia przedstawicieli władz USA, poinformowała, że prezydent Donald Trump dał prywatnie do zrozumienia swoim współpracownikom, że umowa o minerałach podpisana między USA a Ukrainą nie wystarczy, aby wznowić pomoc i wymianę informacji wywiadowczych z Ukrainą. Trump chce umowy, która da Stanom Zjednoczonym udział w ukraińskich zasobach mineralnych, ale chce również zobaczyć zmianę w nastawieniu Zełenskiego do rozmów pokojowych, w tym gotowość do ustępstw, takich jak ustępstwa terytorialne na rzecz Rosji. Jak stwierdzili urzędnicy, Trump chce również, aby Zełenski podjął jakieś kroki w kierunku przeprowadzenia wyborów na Ukrainie i być może rezygnacji z funkcji przywódcy kraju.

### 10 marca
Siły rosyjskie stwierdziły, że zajęły miasta Bogdanowka, Mirnyj i Kołmakow w obwodzie kurskim. W ostatnich dniach wojska ukraińskie w regionie kurska były coraz bardziej wypierane. Ponadto wojska rosyjskie próbowały odciąć linie zaopatrzeniowe Ukrainy. Naczelny dowódca Ołeksandr Syrski powiedział, że ukraińskie jednostki nie były wówczas zagrożone okrążeniem w obwodzie kurskim; „Obecnie nie ma zagrożenia okrążenia naszych jednostek. (...) Jednostki podejmowały odpowiednie działania, aby manewrować na korzystne linie obrony”, dodając, że siły ukraińskie „kontrolowały sytuację” na granicy obwodów sumskiego i kurskiego. Rzecznik Państwowej Służby Granicznej Andrij Demczenko powiedział, że siły rosyjskie próbowały ustanowić przyczółek w pobliżu Nowenke, wioski w obwodzie sumskim, niedaleko granicy z rosyjskim obwodem kurskim. „To małe oddziały szturmowe, składające się z kilku osób. Próbowały wkroczyć na nasze terytorium, zgromadzić siły i posunąć się dalej w głąb Ukrainy, prawdopodobnie w celu odcięcia szlaków logistycznych”.
W ocenie ISW siły rosyjskie konsolidowały swoje zdobycze w obwodzie kurskim i prawdopodobnie przygotowywały się do ataku na Sudzę w nadchodzących dniach. Siły ukraińskie posunęły się w pobliżu Torećka i Pokrowska, a wojska rosyjskie poczyniły postępy w obwodzie kurskim oraz w pobliżu Torećka i Pokrowska. Ponadto Ukraina nadal rozszerzała krajową produkcję dronów i systemów obrony powietrznej, aby wesprzeć swoje wysiłki wojenne.
Według brytyjskiego MON siły rosyjskie skoncentrowały główną ofensywę w rejonie Kurska, a na innych odcinkach frontu Ukraińcy zyskali okazje do kontrataków. Wojska rosyjskie głównie zwiększały presję na siły ukraińskie w obwodzie kurskim od zachodu, północy i wschodu. Siły ukraińskie prawdopodobnie utrzymywały kontrolę nad ok. 300 km² terytorium w obwodzie kurskim. Tymczasem Rosjanie przeprowadzali mniej ofensyw w innych rejonach frontu w porównaniu z końcem 2024 roku i początkiem 2025 roku. W pobliżu Pokrowska, gdzie skoncentrowane były siły rosyjskie, ukraińskie wojsko przeprowadziło kilka kontrataków w okolicach Piszczane, Udacznego, Szewczenki i na południe od autostrady T-0506. „Możliwości ukraińskich kontrofensyw zostały zwiększone dzięki zmniejszeniu liczby ataków lądowych przeprowadzanych przez Rosję. Rosyjskie linie logistyczne na osi Pokrowska zostały zdegradowane przez ukraińskie ataki drony FPV”.
Siły Powietrzne Ukrainy poinformowały, że Rosja zaatakowała terytorium Ukrainy za pomocą 176 dronów Shahed 136/131 i dronów-wabików różnych typów, wystrzelonych z Szatałowa, Millerowa, Kurska, Briańska, Primorsko-Achtarsk i Krymu. Ukraińska obrona przeciwlotnicza zniszczyła 130 dronów w obwodach charkowskim, połtawskim, sumskim, czernihowskim, czerkaskim, kijowskim, kirowohradzkim, żytomierskim, winnickim, dniepropetrowskim, zaporoskim, donieckim, odeskim, mikołajowskim i chersońskim, a kolejne 42 zaginęły na Ukrainie w ramach walki elektronicznej. Obwody charkowski, połtawski i kijowski zostały dotknięte rosyjskim atakiem. W wyniku ataku drona zostały uszkodzone trzy budynki mieszkalne i linie energetyczne w obwodzie połtawskim, gdzie doszło też do przerwy w dostawie prądu.
Według doniesień ok. 2:00 czasu lokalnego ukraińskie drony zaatakowały rafinerię ropy naftowej (urządzenia produkcyjne) w Nowokujbyszewsku w obwodzie samarskim. Miejscowi mieszkańcy informowali o serii eksplozji w mieście. Zakład produkuje paliwo do silników odrzutowych samolotów naddźwiękowych (m.in. Su-27, Tu-22M3 i innych), olejów do wyrzutni rakietowych i samochodów osobowych. Jego wydajność wynosi 8,8 mln ton ropy naftowej rocznie. Samoloty ukraińskich Sił Powietrznych zaatakowały koncentrację piechoty rosyjskiej w miejscowości Tiotkino w obwodzie kurskim. Według doniesień ataku dokonał myśliwiec MiG-29 za pomocą bomb precyzyjnych AASM (Hammer).
Ukraińska Agencja Zamówień Obronnych zapłaciła dostawcom ok. 6 mld dolarów w ramach kontraktów do 2024 roku i otrzymała produkty warte ok. 3,62 mld dolarów. Biuro prasowe Ministerstwa Obrony Narodowej Portugalii poinformowało, że przekazano Ukrainie osiem śmigłowców transportowych Aérospatiale SA 330 Puma w ramach pakietu pomocy wojskowej zatwierdzonego pod koniec 2024 roku.
Naczelny dowódca armii ukraińskiej generał Ołeksandr Syrski poinformował, że liczba rosyjskich celów zniszczonych przez ukraińskie drony wzrosła o 22% w lutym 2025 roku w porównaniu ze styczniem, podkreślając znaczenie dronów na polu bitwy. „Bezzałogowe systemy stały się jednym z najważniejszych elementów wojny, które ratują życie naszych żołnierzy”. Ostrzegł również, że Rosja szybko dostosowywała się do ukraińskich strategii wojny dronów i rozwijała własne technologie, w tym drony światłowodowe. „Nie mamy prawa pozostawać w tyle... w wojnie technologicznej i musimy się wzmocnić kosztem naszych własnych zasobów”. Ministerstwo Obrony Ukrainy podało, że Ukraina planowała zakupić w 2025 roku 4,5 miliona dronów FPV o wartości 2,6 miliarda dolarów.
Prezydent Wołodymyr Zełenski przybył do Dżuddy w Arabii Saudyjskiej, aby spotkać się z następcą tronu Muhammadem ibn Salmanem ibn Abd al-Aziz Al Su’udem (przed planowanym spotkaniem przedstawicieli USA i Ukrainy) i omówić potencjalną rolę Arabii Saudyjskiej w mediacji w sprawie uwolnienia ukraińskich jeńców wojennych, a także powrotu ukraińskich dzieci, które zostały nielegalnie deportowane do Rosji. Ukraiński serwis Suspilne podał, że podczas rozmów z USA delegacja ukraińska ma zaproponować zawieszenie broni w powietrzu i na morzu oraz zakaz ataków dalekiego zasięgu.
Prezydent USA Donald Trump powiedział, że ani Ukraina, ani Rosja „nie mają kart” w potencjalnych negocjacjach pokojowych; „Mówię, że oni [Ukraina] nie mają kart. Nikt tak naprawdę nie ma kart. Rosja nie ma kart. To, co musicie zrobić, to zawrzeć umowę i powstrzymać zabijanie. To bezsensowna wojna i my ją powstrzymamy”. Sekretarz stanu USA Marco Rubio stwierdził, że Stany Zjednoczone mogą wznowić pomoc wojskową dla Ukrainy, jeśli na spotkaniu w Arabii Saudyjskiej nastąpi postęp w rozmowach z Ukrainą. „Myślę, że ogólnie rzecz biorąc, idea wstrzymania pomocy jest czymś, co mam nadzieję, że uda nam się rozwiązać. Oczywiście, to, co wydarzy się jutro, będzie kluczowe”. Rubio oświadczył także, że Ukraina będzie musiała dokonać ustępstw terytorialnych w ramach jakiegokolwiek porozumienia mającego na celu zakończenie wojny, stwierdzając, że: „Najważniejszą rzeczą, z którą musimy stąd wyjść, jest silne poczucie, że Ukraina jest gotowa zrobić trudne rzeczy, takie jak to, że Rosjanie będą musieli zrobić trudne rzeczy, aby zakończyć ten konflikt lub przynajmniej go w jakiś sposób zatrzymać”. Specjalny wysłannik prezydenta USA na Bliski Wschód Steve Witkoff powiedział, że prezydent Zełenski wysłał list z przeprosinami do prezydenta Trumpa za ostrą wymianę zdań w Białym Domu, a USA nigdy nie wstrzymały żadnych informacji wywiadowczych związanych z obronnością, potrzebnych Ukrainie. Jednakże kilka amerykańskich mediów potwierdziło, że USA zaprzestały wymiany informacji wywiadowczych z Ukrainą, a nawet ostrzeżono Wielką Brytanię, aby nie dzieliła się informacjami wywiadowczymi.
Według raportu Sztokholmskiego Międzynarodowego Instytutu Badań nad Pokojem (SIPRI) Ukraina była największym importerem broni na świecie w latach 2020–2024, a największym eksporterem Stany Zjednoczone, a następnie Francja i Rosja. Eksport broni z Rosji spadł w 2024 roku o 47% w porównaniu z okresem poprzedzającym inwazję Rosji na Ukrainę w 2022 roku, głównie z powodu priorytetu Rosji, jakim była produkcja broni na potrzeby własnej armii, sankcji Zachodu oraz presji ze strony Stanów Zjednoczonych i ich sojuszników na kraje kupujące rosyjską broń.
Kuzyn wiceprezydenta USA J.D. Vance’a, Nate Vance, podzielił się swoimi wrażeniami z Le Figaro. Początkowo, powodowany ciekawością, wstąpił w szeregi armii ukraińskiej, aby bronić Kijowa. Dołączył do batalionu „Wilki Da Vinci” 59 Brygady Szturmowej, z którym spędził prawie 3 lata na polu walki, w tym 2,5 roku na linii frontu (Kupiańsk, Bachmut, Awdijiwka i Pokrowsk). Jednak w styczniu 2025 roku został zmuszony wrócić do Stanów Zjednoczonych ze względu na powiązania rodzinne z wiceprezydentem. Nate ostro krytykował spotkanie prezydenta Zełenskiego z prezydentem Trumpem, które nazwał dyplomatyczną porażką i wyrażał rozczarowanie swoim kuzynem J.D. Vance’em z powodu jego sceptycyzmu wobec Ukrainy, opartego raczej na doniesieniach niż na faktach. Żałował, że J.D. Vance nigdy nie próbował zrozumieć rzeczywistości konfliktu, pomimo własnych zeznań. Stwierdził, że Stany Zjednoczone, próbując uspokoić prezydenta Władimira Putina, odgrywały rolę „pożytecznego idioty” wobec Rosji.

### 11 marca

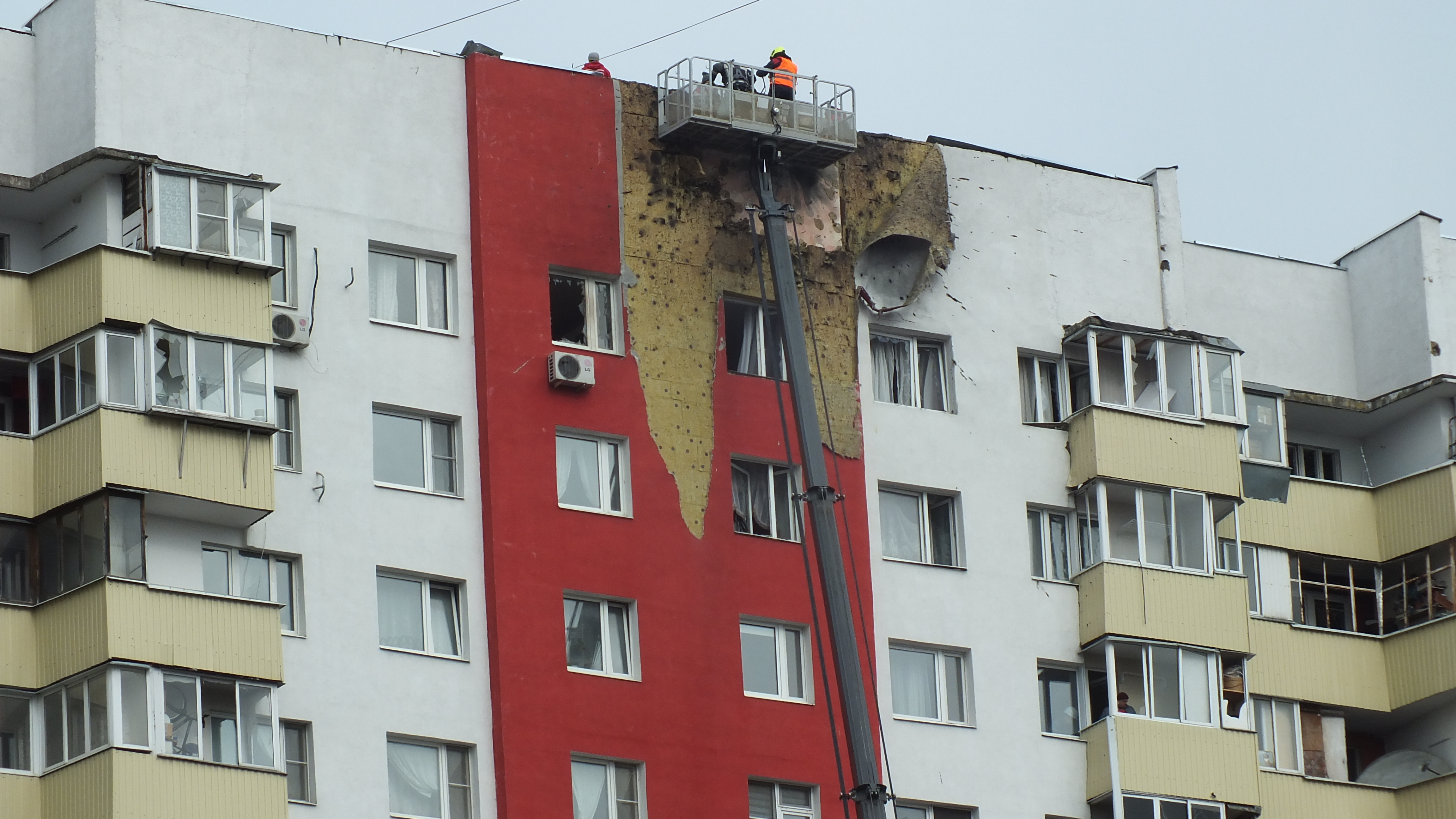
Budynek mieszkalny w Moskwie uszkodzony w wyniku spadających szczątków zestrzelonego ukraińskiego drona.

Siły rosyjskie odbiły miejscowości Bondariewka, Zamostje, Machnowka, Kazaczja Łoknia, 2-oj Kniażyj i 1-yj Kniażyj w obwodzie kurskim. Rosyjscy blogerzy wojenni stwierdzili również, że Rosjanie zajęli Kołmakow i Dmitriukow. Rosyjskie Ministerstwo Obrony podało, siły rosyjskie odzyskały 12 miejscowości (Agronom, Bogdanowka, Bondariewka, Dmitriukow, Zazulewka, IIwaszkowskij, Kołmakow, Kubatkin, Martynowka, Michajłowka, Prawda i Jużnyj) i 100 km² w obwodzie kurskim. Podczas operacji odbijania obwodu kurskiego Rosjanie zdobyli w pełni sprawny i nieuszkodzony ukraiński czołg M1A1 Abrams.
Według ISW Stany Zjednoczone i Ukraina zgodziły się na natychmiastowe 30-dniowe zawieszenie broni na Ukrainie pod warunkiem zgody Rosji, a USA podobno wznowiły wymianę informacji wywiadowczych i pomoc wojskową. Wojska rosyjskie nadal potwierdzały postępy w obwodzie kurskim i prawdopodobnie rozpoczęły atak na Sudżę. Siły ukraińskie posunęły się w pobliżu Torećka i Pokrowska, z kolei wojska rosyjskie zrobiły postępy w pobliżu Siewierska i Robotynego oraz w obwodzie kurskim.
Według ukraińskich Sił Powietrznych siły rosyjskie zaatakowały Ukrainę przy użyciu rakiety balistycznej Iskander-M (wystrzelonej z obwodu rostowskiego) oraz 126 dronów Shahed 136/131 i dronów-wabików różnych typów (z Orła, Szatałowa, Millerowa, Kurska, Briańska i Primorsko-Achtarska). Ukraińska obrona przeciwlotnicza zniszczyła rakietę i 79 dronów obwodach charkowskim, połtawskim, sumskim, czernihowskim, kijowskim, żytomierskim, winnickim, dniepropetrowskim, zaporoskim, odeskim i chersońskim, a kolejne 35 zaginęło na Ukrainie w ramach walki elektronicznej. Obwody doniecki, odeski, charkowski, sumski i kijowski zostały dotknięte rosyjskim atakiem. W rejonie boryspolskim siedem domów prywatnych i dwa samochody zostało uszkodzonych przez odłamki zestrzelonych dronów. Nie odnotowano uszkodzeń obiektów infrastruktury krytycznej, nie było też ofiar wśród ludności.
Przewodniczący rady społecznej przy Administracji Wojskowej Serhij Bratczuk poinformował, że wieczorem wojska rosyjskie przeprowadziły atak rakietowy na infrastrukturę portową w Odessie, trafiając w zagraniczny statek towarowy „MJ Pinar” pływający pod banderą Barbadosu i obsługiwany przez greckiego operatora. Po ataku na pokładzie wybuchł pożar, w którym zginęło czterech członków załogi (trzech Syryjczyków i jeden Ukrainiec), a co najmniej jeden został ranny. W wyniku ataku uszkodzony został również inny statek, nabrzeże i magazyny zbożowe. Gubernator Wadym Fiłaszkin podał, że w Siewiersku Rosjanie zrzucili bombę lotniczą na wieżowiec, w wyniku czego jedna osoba zginęła, a cztery zostały ranne. „Eksplozja spowodowała znaczne zniszczenia i pożar na dużą skalę”. Według doniesień w ciągu dnia armia rosyjska zaatakowała 10 wiosek na granicy obwodu czernihowskiego, używając różnych rodzajów broni. Łącznie naliczono 36 eksplozji.
Siły ukraińskie przeprowadziły „masowy” atak dronów na FR. Ministerstwo Obrony Rosji podało, że obrona przeciwlotnicza zestrzeliła 337 dronów, w tym 91 nad obwodem moskiewskim, 126 nad obwodem kurskim, 38 nad obwodem briańskim oraz kolejne nad obwodami biełgorodzkim, riazańskim, kałuskim, lipieckim, orłowskim, woroneskim i niżnonowogrodzkim. Mer Siergiej Sobianin stwierdził, że nad ranem rosyjska obrona przeciwlotnicza zestrzeliła 74 drony nad Moskwą, dodając, że był to „największy” atak dronów na Moskwę od początku wojny. Loty z lotnisk Domodiedowo, Szeremietiewo, Wnukowo i Żukowskij zostały ograniczone. Gubernator Andriej Worobjow powiedział, że w ataku zginęły trzy osoby, a co najmniej 20 zostało rannych, w tym troje dzieci. Kilka wysokich budynków zostało uszkodzonych przez spadające szczątki, a ponad 20 samochodów zostało zniszczonych przez pożar na parkingu. Ukraiński SG stwierdził, że celem ataku były obiekty strategiczne w Moskwie i Orle, m.in. obiekty produkcyjne Moskiewskiej Rafinerii Ropy Naftowej (450 km od granicy z Ukrainą). Eksplozje odnotowano również w pobliżu stacji dyspozytorskiej linii produkcyjnej „Stalnoj Kon” w obwodzie orłowskim.
Według OSW w dniach 8–9 marca miało miejsce załamanie ukraińskiej obrony na północ i wschód od Sudży. Wojska rozpoczęły wycofywanie się w kierunku miasta, jednak część z 10 tys. zgrupowania została odcięta na terenach zajmowanych przez siły rosyjskie, a nieznana ich liczba trafiła do niewoli. Do rana 11 marca kontrolowany przez siły ukraińskie obszar w obwodzie kurskim skurczył się do Sudży wraz z okalającymi ją miejscowościami oraz terenami na zachód od niej, wzdłuż trasy Sumy–Kursk. Ukraińcy utrzymywali się też na odciętym od głównego rejonu walk skrawku obwodu kurskiego w okolicach Gujewa, a pod ich kontrolą pozostało mniej niż 200 km² terytorium. Rosjanie kontynuowali ataki na skrzydłach zgrupowania ukraińskiego w obwodzie kurskim, dążąc do całkowitego odcięcia go od zaplecza. Poszerzyli zyski terytorialne w przygranicznym obwodzie sumskim, gdzie podobno zajęli dwie miejscowości na kierunku Junakiwki. Jednocześnie nacierali szerokim frontem, spychając wojska ukraińskie w stronę Sudży, gdzie w północno-wschodniej części trwały walki. Ponadto do Sudży podeszły od wschodu główne siły rosyjskie.
Trwające od końca lutego ataki sił ukraińskich w północnej i zachodniej części Torećka przyczyniły się do odzyskania przez nie ok. 20% powierzchni miasta. Niepowodzeniem zakończyły się kontrataki rosyjskie, a ponowne wyparcie Ukraińców z miasta najpewniej nie będzie możliwe bez zwiększenia zgrupowania. Aktywność wojsk ukraińskich wzrosła także na innych kierunkach, a na południowy zachód od Pokrowska udało im się odzyskać część pozycji. Siły rosyjskie zlikwidowały ukraiński obszar na zachód od Kurachowego i kontynuowały ataki wzdłuż drogi Donieck–Zaporoże, jednak ich tempo jest znacząco mniejsze niż kilka tygodni wcześniej. Do nieznacznych przesunięć na korzyść Rosjan miało dojść również w rejonie Wełykiej Nowosiłki, Czasiw Jaru, Siewierska oraz na kierunku Łymanu i w okolicach Kupiańska.

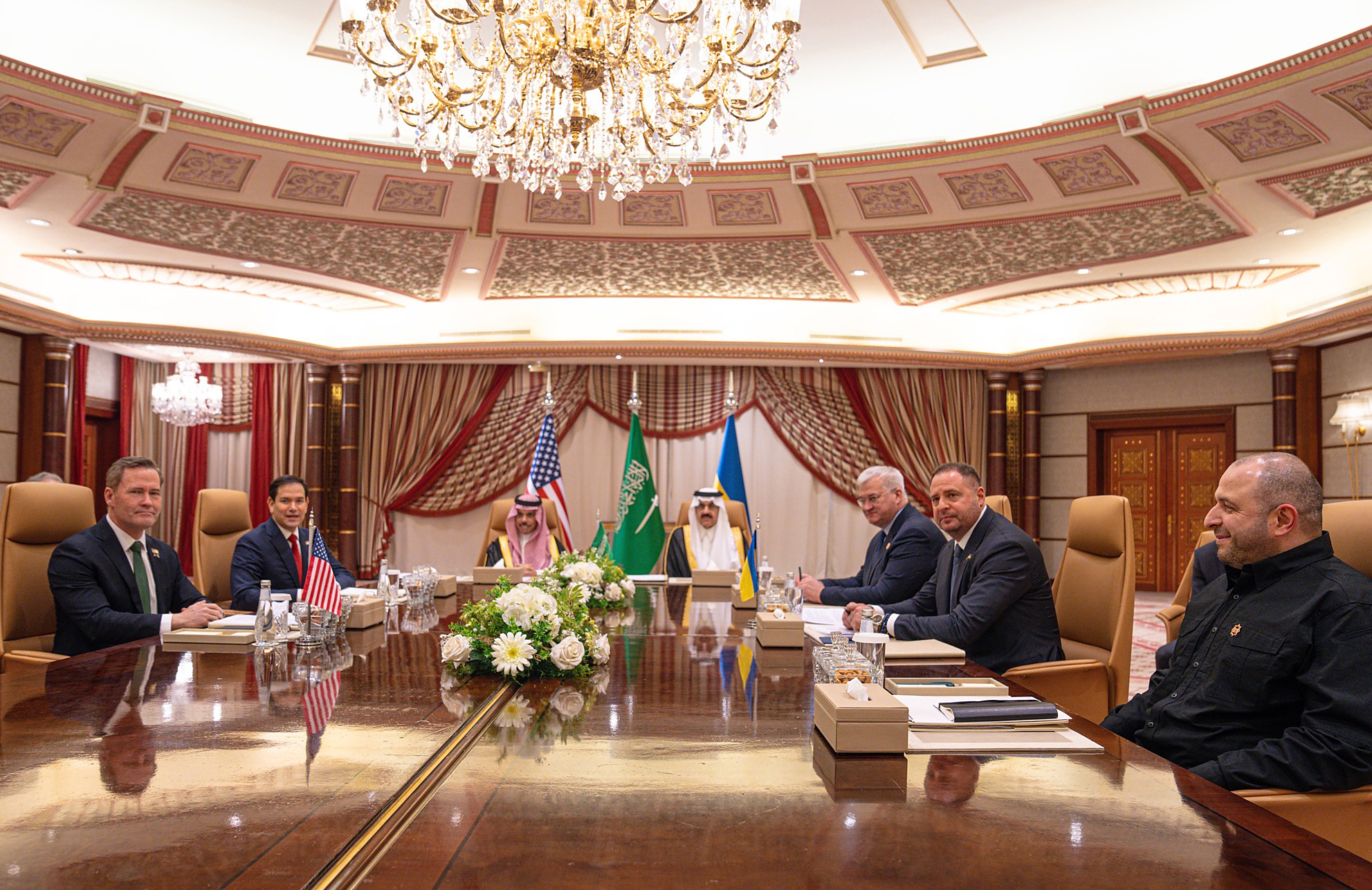
Sekretarz stanu Marco Rubio i doradca ds. bezpieczeństwa narodowego Michael Waltz spotkali się z ministrem spraw zagranicznych Andrijem Sybihą, szefem Kancelarii Prezydenta Andrijem Jermakiem i ministrem obrony Rustemem Umierowem w Dżuddzie w Arabii Saudyjskiej.

W Arabii Saudyjskiej odbyły się negocjacje między delegacjami Ukrainy i Stanów Zjednoczonych, w wyniku których Ukraina poparła propozycję USA dotyczącą natychmiastowego 30-dniowego zawieszenia broni z Rosją, a w zamian USA zobowiązały się znieść ograniczenia dotyczące pomocy wojskowej i wymiany informacji wywiadowczych. We wspólnym oświadczeniu podano, że: „Ukraina wyraziła gotowość do zaakceptowania propozycji USA dotyczącej wprowadzenia natychmiastowego, tymczasowego 30-dniowego zawieszenia broni, które może zostać przedłużone za obopólną zgodą stron i które podlega akceptacji i równoczesnemu wdrożeniu przez FR. Stany Zjednoczone przekażą Rosji, że jej wzajemność jest kluczem do osiągnięcia pokoju. Ponadto USA natychmiast zniosą przerwę w wymianie informacji wywiadowczych i wznowią pomoc w zakresie bezpieczeństwa dla Ukrainy”. Delegacja ukraińska podkreśliła również, że partnerzy europejscy powinni być zaangażowani w proces pokojowy. Omawiano również kwestie humanitarne, w tym wymianę jeńców wojennych, uwolnienie zatrzymanych cywilów i powrót tysięcy ukraińskich dzieci porwanych przez Rosjan. Po rozmowach obie strony zgodziły się na zawarcie „tak szybko, jak to możliwe” umowy dotyczącej ukraińskich minerałów.
Prezydent USA Donald Trump pochwalił zgodę Ukrainy na proponowane przez USA 30-dniowe zawieszenie broni jako znaczący krok naprzód w kierunku „całkowitego zawieszenia broni”. Stwierdził, że: „Teraz musimy udać się do Rosji i miejmy nadzieję, że prezydent Putin również się na to zgodzi. I możemy ruszyć z tym przedstawieniem”, dodając, że jeśli Rosja odmówi, wojna będzie trwała, co doprowadzi do dalszych strat w ludziach. Trump potwierdził, że urzędnicy amerykańscy spotkają się z przedstawicielami Rosji w nadchodzących dniach, aby omówić zawieszenie broni. Senator Lindsey Graham również pochwalił decyzję Ukrainy o poparciu zawieszenia broni. „Bardzo mnie cieszy, że Ukraina zgodziła się na propozycję USA dotyczącą 30-dniowego zawieszenia broni. Dobra robota dla zespołu Trumpa. Mam nadzieję, że Rosja pójdzie w jej ślady. Jeśli Rosja odmówi, powinniśmy nałożyć na nią sankcje”. Graham obiecał wprowadzić nowe sankcje kongresowe wymierzone w Rosję i państwa, które nadal kupują rosyjskie towary, w tym ropę, gaz i uran, dodając, że „Rosja już dawno powinna odczuć przytłaczający ból gospodarczy w wyniku brutalnej inwazji na Ukrainę”. 
Agencja Bloomberg zacytowała anonimowych zachodnich urzędników, którzy powiedzieli, że prezydent Władimir Putin nadal nie chciał iść na kompromis w rozmowach pokojowych. Wiedząc, że Ukraina i Europa tego nie zaakceptują, nadal celowo stawiał „ekstremistyczne” żądania dotyczące terytorium, sił pokojowych i neutralności Ukrainy, komplikując wysiłki prezydenta Donalda Trumpa zmierzające do osiągnięcia pojednania.
Bloomberg podał także, że eksport rosyjskiej ropy naftowej do Azji zaczął stopniowo rosnąć po dostosowaniu się do sankcji nałożonych przez administrację prezydenta USA Joe Bidena 10 stycznia 2025 roku. Chiny i Indie były gotowe na zwiększenie importu, ponieważ handlowcy i rafinerie znalazły sposoby na obejście sankcji.

### 12 marca
Według DeepState siły ukraińskie utraciły kontrolę nad Sudżą w obwodzie kurskim, podczas gdy wojska rosyjskie zdobyły również Dniproenerhiję w obwodzie donieckim. Conflict Intelligence Team poinformował o systematycznym wycofywaniu się wojsk ukraińskich Sudży. Dzięki wycofaniu się bez walki większość budynków pozostała nieuszkodzona. Prorosyjskie kanały na Telegramie opublikowały nagranie przedstawiające podniesienie flagi Rosji w centrum Sudży. „Agentstvo” ustaliło, że płyty widoczne na jednym z filmów odpowiadają płytom pokrywającym plac Sowiecki obok urzędu miejskiego w Sudży. Szef Sztabu Generalnego armii rosyjskiej Walerij Gierasimow powiedział, że wojska rosyjskie odzyskały kontrolę nad ponad 86% terytorium obwodu kurskiego zdobytego przez Ukrainę, w tym 24 miejscowości i 259 km² terytorium.
Rzecznik Państwowej Służby Granicznej Andrij Demczenko powiedział, że Rosjanie próbowali wkroczyć do obwodu sumskiego, aby otoczyć siły ukraińskie stacjonujące w obwodzie kurskim; „Twierdzenie, że Rosjanie przełamali tam granicę, jest nieprawdą. Oczywiście, próbując wypchnąć Siły Obronne z obwodu kurskiego, Rosjanie przeprowadzali dziesiątki operacji szturmowych. Aby wykorzystać swój sukces, próbowali również przekroczyć naszą linię graniczną, aby otoczyć nasze siły znajdujące się w obwodzie kurskim”. Sztab Ukrainy również potwierdził znaczące postępy Rosji w obwodzie kurskim. Rosjanie próbowali przeciąć drogę Sudża–Sumy, aby stworzyć operacyjne okrążenie wojsk ukraińskich. Ukraińskie media, powołując się na swoje źródła, pisały, że wojska rosyjskie próbowały przebić się do Basiwki i Junakiwki w obwodzie sumskim.
Rzecznik ukraińskiego Dowództwa „Południe” Władysław Wołoszyn powiedział, że w ciągu ostatnich dwóch tygodni małe rosyjskie grupy piechoty nasiliły operacje szturmowe na południu Ukrainy, próbując poprawić swoje pozycje na polu bitwy. Do tej pory odnotowano 35 ataków w tym rejonie, a siły rosyjskie nacierały na kierunku Hulajpola i Orichiwa w obwodzie zaporoskim. „To nie była ofensywa ani część strategicznych działań wroga, ale taktyczne próby poprawy ich pozycji w stosunku do linii frontu”.
W ocenie ISW siły ukraińskie posunęły się w pobliżu Torećka i Pokrowska, a wojska rosyjskie poczyniły postępy w obwodzie kurskim oraz w pobliżu Borowej, Torećka i Wełykiej Nowosiłki.
Ukraińskie Siły Powietrzne podały, że w nocy Rosjanie zaatakowali terytorium Ukrainy za pomocą trzech rakiet balistycznych Iskander-M oraz 133 dronów Shahed 136/131 i dronów-wabików różnych typów. Ukraińska obrona przeciwlotnicza zestrzeliła 98 dronów w obwodach charkowskim, połtawskim, sumskim, czernihowskim, czerkaskim, kijowskim, żytomierskim, chmielnickim, winnickim, tarnopolskim, rówieńskim, dniepropetrowskim, zaporoskim, odeskim i chersońskim, a kolejne 20 zaginęło na Ukrainie w ramach walki elektronicznej. Obwody odeski, dniepropetrowski, charkowski, sumski i kijowski zostały dotknięte atakiem dronów. Spadające szczątki rosyjskich dronów w obwodzie kijowskim wywołały pożary, w tym prywatnego budynku mieszkalnego i sklepu meblowego. Doniecka Prokuratura Obwodowa poinformowała, że nad ranem Rosjanie przeprowadzili kolejny atak na Pokrowsk i Myrnohrad, w wyniku czego trzy osoby zginęły, a dwie zostały ranne. Gubernator Serhij Łysak oświadczył, że rano Rosjanie zaatakowali Krzywy Róg rakietami balistycznymi, zabijając jedną osobę i raniąc 15 kolejnych, w tym dziewięć trafiło do szpitala, a pięć było w ciężkim stanie.
P.o. gubernatora Aleksandr Chinsztejn stwierdził, że rano czterech pracowników zginęło, a co najmniej dwóch zostało rannych w ukraińskim ataku na młyn paszowy w Kozyrewce w obwodzie kurskim (ok. 30 km od granicy z Ukrainą). Jeden z budynków młyna został zniszczony, a inna nieruchomość została uszkodzona. Gubernatorzy Aleksandr Gusiew i Jurij Ślusar stwierdzili, że obiekty infrastruktury w obwodach woroneskim i rostowskim stanęły w płomieniach po licznych atakach dronów. Rosyjska obrona przeciwlotnicza rzekomo zestrzeliła pięć dronów w obwodzie rostowskim, z czego jeden spadł na teren zakładu przemysłowego. Ukraińskie media podały, że 43 Samodzielna Brygada Artylerii zniszczyła wyrzutnię systemu obrony powietrznej S-400. Szef wydziału łączności Dowództwa Sił Powietrznych Jurij Ihnat ujawnił, że włosko-francuski system obrony powietrznej SAMP/T zestrzelił rosyjski samolot wojskowy Suchoj podczas walk na Ukrainie.
Dania przeznaczyła 98 milionów euro na bezpieczeństwo energetyczne Ukrainy w ramach wspólnego partnerstwa. Środki zostaną przeznaczone na zakup urządzeń solarnych i agregatów gazowo-tłokowych, które wzmocnią system energetyczny. Ambasador Danii na Ukrainie Ole Egberg Mikkelsen podkreślił, że efektywność energetyczna pozostaje kluczowym obszarem współpracy między krajami. Associated Press, powołując się na anonimowych urzędników amerykańskich i ukraińskich, poinformował, że Ukraina nie ma już w swoim arsenale dalekiego zasięgu pocisków ATACMS.
Po rozmowach między urzędnikami amerykańskimi i ukraińskimi w Dżuddzie w Arabii Saudyjskiej, Stany Zjednoczone wznowiły pomoc wojskową i wymianę informacji wywiadowczych z Ukrainą. Amerykańska firma lotniczo-kosmiczna Maxar Technologies potwierdziła, że przywróciła Ukrainie dostęp do swoich zdjęć satelitarnych.
Prezydent Wołodymyr Zełenski wyjaśnił, że Ukraina zgodziła się na propozycję tymczasowego rozejmu złożoną przez USA, ponieważ chciała pokazać prezydentowi Donaldowi Trumpowi i europejskim partnerom, że poważnie podchodziła do kwestii zakończenia wojny. „Wielokrotnie podkreślałem, że nikt z nas nie ufa Rosji... ale nie będziemy bawić się narracjami, że chcemy, aby wojna trwała. Jestem bardzo poważny i ważne jest dla mnie zakończenie wojny. Chcę, żeby prezydent USA to zobaczył; żeby Europa i wszyscy zjednoczyli się, aby popchnąć Rosję w kierunku zakończenia wojny”. Zełenski stwierdził także, że Ukraina nie uzna żadnych terytoriów okupowanych jako części Rosji w ramach potencjalnego przyszłego porozumienia pokojowego. „Walczymy o naszą niepodległość. Dlatego nie uznamy żadnych terytoriów okupowanych za rosyjskie. To jest fakt. Nasz naród walczył o to, nasi bohaterowie zginęli. Ilu rannych, ilu zmarło. Nikt o tym nie zapomni... To jest najważniejsza czerwona linia. Nie pozwolimy nikomu zapomnieć o tej zbrodni przeciwko Ukrainie”.
Prezydent Donald Trump podczas spotkania z premierem Irlandii Micheálem Martinem powiedział, że przedstawiciele USA jadą do Rosji, aby omówić proponowane 30-dniowe zawieszenie broni na Ukrainie. Ostrzegł także, że Rosja może ponieść „niszczycielskie” konsekwencje finansowe, jeśli zdecyduje się kontynuować wojnę totalną przeciwko Ukrainie. „Są rzeczy, które możesz zrobić, a które nie byłyby przyjemne w sensie finansowym. Byłoby to bardzo złe dla Rosji. Nie chcę tego robić, bo chcę pokoju”. Sekretarz stanu Marco Rubio potwierdził, że rozmowy Ukraina–USA w Arabii Saudyjskiej obejmowały dyskusje na temat potencjalnych „koncesji terytorialnych” jako części negocjowanego porozumienia z Rosją, dodając, że rozmowy dotyczyły „tego, jak wyglądałby proces negocjacyjny”, jednak „nie ma militarnego rozwiązania tego konfliktu”. Urzędnik przyznał, że Ukraina potrzebuje zapewnień bezpieczeństwa, aby powstrzymać możliwą przyszłą rosyjską agresję i podkreślił, że „Europejczycy będą musieli się w to zaangażować”.
Kancelaria prezydenta Rosji ostrożnie podchodziła do propozycji 30-dniowego zawieszenia broni. Rzecznik Kremla Dmitrij Pieskow poinformował, że oświadczenie zostanie szczegółowo przeanalizowane po zakończeniu rozmów amerykańsko-ukraińskich. Sekretarz stanu Marco Rubio i doradca ds. bezpieczeństwa narodowego Michael Waltz powinni jednak przedstawić rosyjskiemu rządowi dalsze szczegóły. Zastępca przewodniczącego Rady FR Konstantin Kosaczew powiedział, że Rosja nie zgodzi się na warunki amerykańskie, ponieważ jej pozycja rośnie. „Wszystkie umowy muszą być zawierane na naszych warunkach, a nie amerykańskich”.
Generał major i dowódca ukraińskiego Dowództwa Operacyjnego „Północ”, Dmytro Krasylnykov powiedział ukraińskiemu serwisowi Suspilne, że został zwolniony ze stanowiska z „niejasnych powodów” i przydzielony do batalionu rezerwowego, dodając, że generał brygady Ołeksij Szandar, który wcześniej pełnił funkcję zastępcy dowódcy Sił Powietrznodesantowych, został mianowany jego następcą.
Wicepremier Ukrainy i minister jedności narodowej Ołeksij Czernyszow powiedział, że po zakończeniu wojny z Rosją wszystkie ograniczenia w podróżowaniu zostaną zniesione, w rezultacie czego Ukrainę może opuścić od 200 do 500 tys. osób w latach 2025–2027. Ok. 32 miliony ludzi żyło na terenach kontrolowanych przez Ukrainę, ok. 5 milionów ukraińskich uchodźców pozostawało poza granicami kraju, a miliony żyły na terenach okupowanych przez Rosję. Minister oszacował, że tylko ok. 30% Ukraińców mieszkających za granicą prawdopodobnie powróci do kraju w ciągu roku od potencjalnego zakończenia wojny, a kolejne 30% może w ogóle nie wrócić.

### 13 marca
Siły rosyjskie ogłosiły, że odbito i oczyszczono miejscowości Sudża, Podoł, Gonczarowka, Zaoleszenka, Rubanszczina i Mołowoj w obwodzie kurskim.
W ocenie ISW prezydent Władimir Putin odrzucił propozycję zawieszenia broni, którą USA i Ukraina uzgodniły w Arabii Saudyjskiej i zaproponował alternatywną propozycję, która podważała deklarowany cel prezydenta Donalda Trumpa, jakim było zapewnienie trwałego pokoju na Ukrainie. Wyobrażone przez Putina porozumienie o zawieszeniu broni przyznałoby Rosji znacznie nieproporcjonalne korzyści i ustaliłoby warunki, na których Rosja mogłaby wznowić działania wojenne. Siły rosyjskie nadal wypierały Ukraińców z Sudży i jej okolic, a wojska rosyjskie zbliżały się do granicy w obwodzie kurskim, jednak ich postępy spowolniły w porównaniu z ostatnimi dniami. Tymczasem wojska ukraińskie posunęły się w pobliżu Pokrowska, a siły rosyjskie zrobiły postępy w obwodzie sumskim i w pobliżu Łymanu, Siewierska i Torećka.
Sztab Ukrainy poinformował, że Rosja atakowała w kierunkach Charkowa, Kupiańska, Łymanu, Siewierska, Kramatorska, Torećka, Pokrowska, Nowopawłowska Hulajpola i Zaporoża, gdzie doszło do 146 starć. W ciągu doby wojska rosyjskie przeprowadziły 103 naloty, 2509 ataków dronów i 166 ostrzałów na pozycje ukraińskie i obszary zaludnione. Operacja w obwodzie kurskim trwała; wojska rosyjskie przeprowadziły 22 ataki, 203 ataki artyleryjskie, trzy ostrzałów i 37 nalotów, używając 54 bomby lotnicze na pozycje ukraińskie i miejscowości. Ukraińskie lotnictwo i artyleria zaatakowały 13 miejsc koncentracji, pięć jednostek artylerii i jeden skład amunicji.
Według Sił Powietrznych Ukrainy wojska rosyjskie zaatakowały terytorium Ukrainy przy użyciu rakiety balistycznej Iskander-M (wystrzelonej z obwodu kurskiego oraz 117 dronów Shahed 136/131 i dronów-wabików (z Szatałowa, Millerowa, Kurska, Briańska i Primorsko-Achtarska). Ukraińska obrona przeciwlotnicza zniszczyła 74 drony nad obwodami charkowskim, połtawskim, sumskim, czernihowskim, kijowskim, chmielnickim, winnickim, dniepropetrowskim, zaporoskim, odeskim i mikołajowskim, a kolejne 38 zaginęło na Ukrainie w ramach walki elektronicznej. Obwody sumski, dniepropietrowski, charkowski, kijowski, czernihowski, odeski i zaporoski ucierpiały w wyniku ataku dronów. W obwodzie charkowskim uszkodzeniu uległo pięć ciężarówek, budynek administracyjny i garaż przedsiębiorstwa.
Mer Ihor Terechow podał, że ok. 21:30 czasu lokalnego w wyniku ataku rosyjskiego drona na rejon osnowański w Charkowie co najmniej siedem osób zostało rannych, w tym troje dorosłych i czworo dzieci. Odnotowano wiele eksplozji. Biuro prasowe Administracji Wojskowej podało, że wojska rosyjskie ostrzelały 10 miejscowości w obwodzie sumskim. Według doniesień ciągu doby Rosjanie przeprowadzili 93 ostrzały (przy użyciu dronów, artylerii, bomb lotniczych i moździerzy), w trakcie których doszło do 127 eksplozji. W wyniku ataku drona na wieś Chocim trzech cywilów zostało rannych, a w miejscowości Myropyl zniszczony został most. Szef Administracji Wojskowej Wołodymyr Artiuch poinformował, że Rada Obrony obwodu sumskiego podjęła decyzję o przeprowadzeniu obowiązkowej ewakuacji mieszkańców ośmiu miejscowości w gminach Junakiwka i Myropilla w rejonie sumskim; „Ze względu na eskalację sytuacji operacyjnej w obwodzie, ciągły ostrzał ze strony Rosji i ochronę życia cywilnego, Rada Obrony podjęła decyzję (...) o przeprowadzeniu obowiązkowej ewakuacji z ośmiu osiedli w gminach Yunakivka i Myropillia w rejonie sumskim. Łącznie 543 osoby, w tym dzieci, muszą zostać ewakuowane tak szybko, jak to możliwe”.
Ministerstwo Obrony Rosji stwierdziło, że obrona przeciwlotnicza zestrzeliła 77 dronów, w tym 30 nad obwodem briańskim, 25 nad obwodem kałuskim i kolejne nad obwodami kurskim, woroneskim, rostowskim i biełgorodzkim. Wieczorem drony wywiadu ukraińskiego zaatakowały ukrytą rosyjską fabrykę dronów w Obuchowie w rejonie dzierżyńskim w obwodzie kałuskim. Miejscowi informowali o potężnych eksplozjach i pożarze w fabryce. Gubernator Władysław Szapsza przyznał, że drony uderzyły w zakład przemysłowy oraz w obiekt infrastruktury komunikacyjnej i energetycznej. Tej samej nocy drony zaatakowały również obwód saratowski, w którym znajduje się rafineria ropy naftowej Saratów o wydajności ok. 7 milionów ton rocznie, gdzie słychać było eksplozje.
Minister obrony Antti Häkkinen ogłosił, że Finlandia przekaże Ukrainie 28. pakiet pomocy wojskowej o wartości ok. 200 milionów euro. Minister handlu zagranicznego i międzynarodowej współpracy rozwojowej Benjamin Duza oświadczył, że Szwecja przekaże Ukrainie ok. 138 milionów dolarów na odbudowę, rozwój i pilne potrzeby humanitarne. Minister obrony Pål Jonson powiedział, że Szwecja dostarczyła Ukrainie 18 kolejnych systemów artyleryjskich Archer w ramach rozszerzonej pomocy wojskowej oraz pięć systemów radarowych Arthur służących do zwalczania artylerii. Ministerstwo Finansów Ukrainy poinformowało, że na mocy specjalnej umowy pożyczkowej Ukraina otrzymała pierwszą transzę pożyczek od Kanady w wysokości ok. 1,7 miliarda dolarów, które zostaną spłacone z zysków z zamrożonych aktywów rosyjskich.
Prezydent Wołodymyr Zełenski powiedział, że Rosja starała się opóźniać pokój tak długo, jak to możliwe, biorąc pod uwagę brak jasnego stanowiska w sprawie 30-dniowego zawieszenia broni. Według Zełenskiego Ukraina była zdeterminowana, aby szybko zmierzać w kierunku pokoju i była gotowa zrobić swoją część w tworzeniu „wszystkich warunków dla niezawodnego, trwałego i przyzwoitego pokoju”. „Niestety, od ponad dnia świat nie usłyszał jeszcze żadnej znaczącej odpowiedzi od Rosji na złożone propozycje. To kolejny dowód na to, że Rosja dąży do przedłużenia wojny i odłożenia pokoju na tak długo, jak to możliwe”. Zełenski stwierdził, że Stany Zjednoczone są gotowe zorganizować techniczne aspekty kontroli nad tymczasowym rozejmem oraz wyraził nadzieję, że naciski USA będą „wystarczające”, aby zmusić Rosję do zakończenia wojny. Szef Kancelarii Prezydenta Andrij Jermak powiedział, że USA sprzeciwiały się rozwiązaniu wojny rosyjsko-ukraińskiej jako zamrożonego konfliktu. „Wyraźnie stwierdziliśmy, że nigdy nie zgodzimy się na zamrożony konflikt. Jesteśmy temu zdecydowanie przeciwni, a nasze stanowiska są zgodne z naszymi amerykańskimi partnerami”, dodając, że USA sprzeciwiły się porozumieniu, które byłoby podobne do memorandum budapeszteńskiego lub porozumień mińskich.
Prezydent Władimir Putin powiedział, że Rosja jest gotowa zgodzić się na zaproponowane przez Stany Zjednoczone zawieszenie broni na Ukrainie, żądając jednak gwarancji, że Ukraina nie zmobilizuje ani nie wyszkoli wojsk, ani nie otrzyma pomocy wojskowej w trakcie trwania zawieszenia broni. Przemawiając na konferencji prasowej z prezydentem Alaksandrem Łukaszenką, Putin powiedział, że zakończenie działań wojennych powinno „zająć się pierwotnymi przyczynami kryzysu”, powtarzając tym samym długotrwałą narrację Rosji o totalnej wojnie przeciwko Ukrainie. „Pomysł sam w sobie jest dobry i popieramy go, ale jest kilka kwestii, które należy omówić”. Putin oświadczył, że nie zgodzi się na bezwarunkowe zawieszenie broni, którego żądał sekretarz stanu Marco Rubio. Prezydent Trump, w przeciwieństwie do wielu zachodnich polityków, nazwał oświadczenie Putina „obiecującym” i dodał, że wiele szczegółów zostało już omówionych. Jeśli Putin się nie zgodzi, będzie to „bardzo rozczarowujący moment dla świata”. Doradca prezydenta Jurij Uszakow stwierdził, że Rosja stawia na długoterminowe rozwiązanie konfliktu na Ukrainie, a nie na tymczasowe zawieszenie broni, nazywając propozycję rozejmu „wytchnieniem dla ukraińskiego wojska”. „Uważamy, że naszym celem jest długoterminowe pokojowe rozwiązanie i dążymy do tego, pokojowego rozwiązania, które bierze pod uwagę uzasadnione interesy naszego kraju i nasze znane obawy”.
Agencja Reuters podała, że Rosja przedstawiła Stanom Zjednoczonym listę żądań dotyczących potencjalnego porozumienia, które zakończy wojnę z Ukrainą i zresetuje stosunki z USA. Według źródeł, rosyjscy i amerykańscy urzędnicy omawiali te żądania podczas rozmów w ciągu ostatnich trzech tygodni. Te warunki miały w dużej mierze obejmować te, które Rosja wcześniej przedstawiała Ukrainie, USA i NATO, w tym trwałe wycofanie się Ukrainy z aspiracji NATO, zakaz rozmieszczania wojsk zagranicznych na terytorium Ukrainy oraz uznanie Krymu i czterech okupowanych obwodów za terytorium Rosji. Reuters poinformował także, że Stany Zjednoczone przygotowywały się do wznowienia wysyłki dalekosiężnych pocisków odpalanych z ziemi (GLSDB) na Ukrainę.
Francuskie Zgromadzenie Narodowe przyjęło rezolucję wzywającą do zwiększenia pomocy dla Ukrainy i konfiskaty zamrożonych aktywów rosyjskich w celu wsparcia finansowego strony ukraińskiej. Francuscy posłowie mieli nadzieję, że uchwała pozwoli im wpłynąć na linię rządu, który wówczas sprzeciwiał się aresztowaniom rosaktywistów.

### 14 marca
Siły rosyjskie prawdopodobnie zdobyły miejscowość Gonczarowka w obwodzie kurskim. Prezydent Wołodymyr Zełenski poinformował o zakończeniu operacji SZ Ukrainy w obwodzie kurskim, stwierdzając, że wypełniły one swoje zadania polegające na zmniejszeniu presji wojsk rosyjskich na kierunku charkowskim i wschodnim.
Armia ukraińska wycofała się z obwodu kurskiego, który był okupowany od sierpnia 2024 roku, ponosząc duże straty. Kluczowym czynnikiem było zaprzestanie przez USA udostępniania danych wywiadowczych, w tym obrazów satelitarnych. Gdy Stany Zjednoczone nagle zawiesiły wsparcie wywiadowcze i komunikacyjne dla Ukrainy, siły ukraińskie walczące w obwodzie kurskim znalazły się w wyjątkowo trudnej sytuacji. Ich łączność, świadomość sytuacyjna całego pola bitwy, a nawet funkcjonowanie artylerii zależały od wsparcia USA, a po zaprzestaniu wsparcia armia ukraińska nagle stała się „ślepa”. Nawet systemy HIMARS przestały działać, ponieważ nie można było już wprowadzać informacji o celu, gdyż nie były dostępne. Wojska rosyjskie natychmiast wykorzystały okazję i nasiliły ataki na ukraiński obszar ze wszystkich kierunków. W związku z tym całemu ukraińskiemu zgrupowaniu groziło okrążenie. Ponadto siły rosyjskie próbowały zinfiltrować pozycje ukraińskie przez nieczynny gazociąg, co spowodowało jeszcze większe zamieszanie. Najpierw załamała się północna część frontu, a potem jego flanki. Ataki rosyjskiej artylerii i dronów zadały Ukraińcom w Kursku ciężkie straty w ludziach i sprzęcie.
Według ISW nie było żadnych dowodów geolokalizacyjnych wskazujących na to, że siły rosyjskie otoczyły znaczną liczbę sił ukraińskich w obwodzie kurskim lub gdzie indziej wzdłuż linii frontu na Ukrainie. Wojska rosyjskie nieznacznie zbliżyły się do granicy międzynarodowej w obwodzie kurskim, jednak siły ukraińskie nadal utrzymywały ograniczone pozycje w obwodzie kurskim. Tymczasem Ukraińcy posunęli się naprzód w Torećku, a wojska rosyjskie poczyniły postępy w Torećku oraz w pobliżu Siewierska i Pokrowska. Ponadto armia ukraińska zreorganizowała 3 Samodzielną Brygadę Szturmową w 3 Korpus Armijny, co wskazywało wysiłki ukraińskie zmierzające do przejścia na strukturę korpusu.
Ukraińskie Siły Powietrzne podały, że Rosjanie zaatakowali Ukrainę przy pomocy 27 dronów Shahed 136/131 i dronów-wabików, wystrzelonych z Millerowa i Primorsko-Achtarska. Ukraińska obrona przeciwlotnicza zestrzeliła 16 dronów nad obwodami dniepropietrowskim, zaporoskim, donieckim i charkowskim, a kolejne dziewięć zaginęło na Ukrainie w ramach walki elektronicznej. Skutki rosyjskiego ataku odnotowano w obwodach charkowskim i donieckim. W godzinach nocnych wojska rosyjskie przeprowadziły atak dronów na Zołocziw w obwodzie charkowskim w wyniku czego wybuchł pożar w szpitalu, a 33-letni ratownik medyczny został ranny. Gubernator Serhij Łysak poinformował, że dzielnica mieszkaniowa w Krzywym Rogu została uderzona rosyjską rakietą balistyczną, w wyniku czego 14 osób zostało rannych, w tym dwoje dzieci. „1-piętrowy budynek ośrodka rozrywkowego został zniszczony. Infrastruktura została uszkodzona, ponad tuzin budynków mieszkalnych i 10 domów prywatnych, dwie placówki edukacyjne i sportowe. Sklepy, apteka, salon kosmetyczny, kawiarnia i samochód zostały uszkodzone”. Według Prokuratury Regionalnej na obwód chersoński zrzucono osiem bomb lotniczych. W centrum Chersonia doszło do zniszczeń, a władze lokalne poinformowały o jednej ofierze śmiertelnej i trzech osobach rannych.

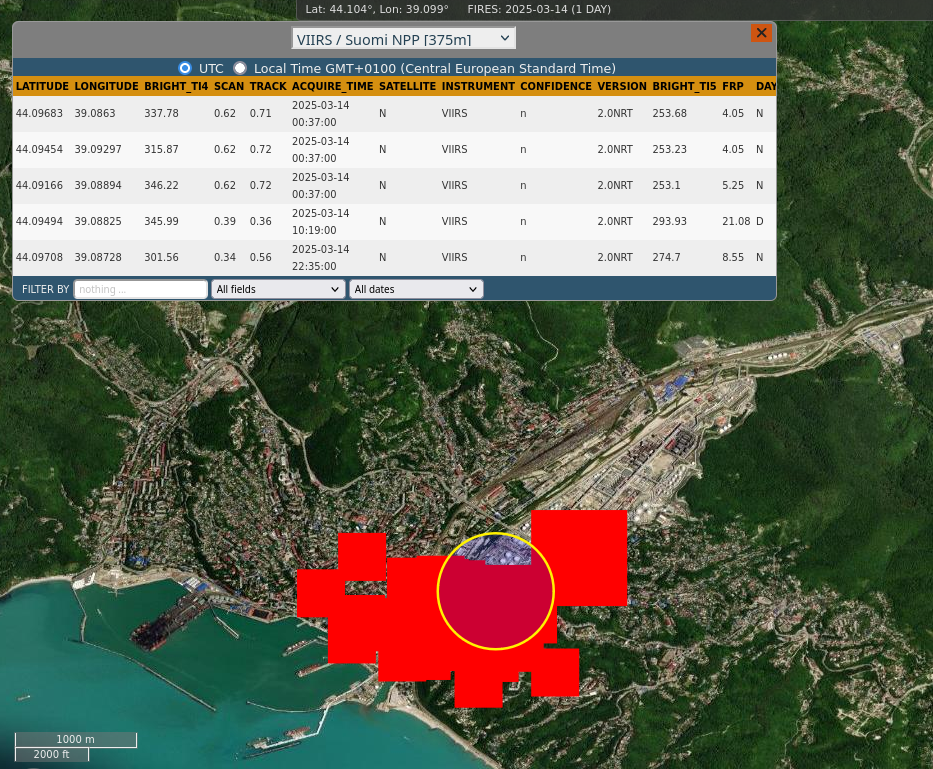
Zdjęcia NASA FIRMS ukazujące rozległy pożar 14 marca 2025 roku o 0:37 (UTC) w Tuapse.

Gubernator Wieniamin Kondratjew oświadczył, że w nocy rafineria ropy naftowej Tuapse w Kraju Krasnodarskim została zaatakowana przez ukraińskie drony, powodując pożar (zbiornika na benzynę) o powierzchni 1000 m². W gaszeniu pożaru brało udział 39 wozów strażackich i 121 strażaków. Według doniesień ukraińskie drony po raz drugi w ciągu tygodnia zaatakowały stolicę i obwód moskiewski, które uszkodziły kilka budynków mieszkalnych (mer Siergiej Sobianin i gubernator obwodu moskiewskiego Andriej Worobjow poinformowali, że odparto atak czterech dronów oraz nie odnotowano ofiar). Rosyjskie media, że jeden dron spadł na dach wejścia do wieżowca, drugi na teren eksmitowanego osiedla mieszkaniowego, a trzeci na teren nowego budynku, do którego mieszkańcy jeszcze się nie wprowadzili. Po południu ukraiński dron zaatakował terytorium poligonu wojskowego i jednostki wojskowej w Mulino w obwodzie niżnonowogrodzkim, gdzie według białego wywiadu mieści się 333. Ośrodek Szkolenia Bojowego ZOW. Drony SBU skutecznie zaatakowały dwie stacje tłoczące gaz, Dawydowską w obwodzie tambowskim i Nowopietrowską w obwodzie saratowskim. Drony SBU zaatakowały również magazyn rakiet S-300/S-400 w pobliżu wsi Radkowka w obwodzie biełgorodzki, powodując eksplozję zmagazynowanej amunicji.
Prezydent Zełenski powiedział, że podczas rozmów w Arabii Saudyjskiej urzędnicy Stanów Zjednoczonych i Ukrainy omawiali przyszłość terytoriów okupowanych przez Rosję, zwłaszcza miasta Enerhodar połączonego z Zaporoską Elektrownią Jądrową. Powtórzył też, że Ukraina nie uzna żadnych terytoriów okupowanych jako części Rosji w potencjalnym porozumieniu pokojowym.
Prezydent USA Donald Trump stwierdził, że otrzymał „całkiem dobre wieści” w związku ze swoimi próbami uzyskania 30-dniowego zawieszenia broni między Rosją a Ukrainą. „Dziś odbyliśmy kilka bardzo dobrych rozmów z Rosją i Ukrainą. Zgodzili się na zawieszenie broni. Jeśli uda nam się je uzyskać z Rosją, a to nie jest łatwe. To trudne. Ale myślę, że to robimy. (...) Myślę, że osiągnęliśmy bardzo dobre wyniki. Nie byłem w stanie powiedzieć tego nikomu innemu, nie chciałem tego mówić, dopóki tuż przed przyjazdem tutaj nie dostałem całkiem dobrych wiadomości”. Sekretarz stanu Marco Rubio powiedział, że wysłuchał raportu po spotkaniu wysłannika prezydenta USA na Bliski Wschód Steve'a Witkoffa z prezydentem Putinem i wyraził „ostrożny optymizm” co do perspektyw trwających negocjacji w sprawie zawieszenia broni. „Są powody do ostrożnego optymizmu, ale z drugiej strony nadal zdajemy sobie sprawę, że jest to trudna i złożona sytuacja. To nie będzie łatwe i proste, ale z pewnością czujemy, że jesteśmy przynajmniej o krok bliżej zakończenia tej wojny i zaprowadzenia pokoju”.
Minister spraw zagranicznych Andrij Sybiha poinformował, że Ukraina rozpoczęła tworzenie zespołu, który ma opracować mechanizm monitorujący ewentualne 30-dniowe zawieszenie broni, podkreślając wyzwania logistyczne, przed którymi stanęła Ukraina, aby wyegzekwować zawieszenie broni na linii frontu o długości 1300 km. Ukraina nadal obawiała się naruszeń zawieszenia broni przez Rosję i powtórzyła, że już wcześniej strona rosyjska naruszyła porozumienie mińskie 25 razy, więc teraz wszystko będzie skupione na tym, aby Ukraina była gotowa, dysponując odpowiednimi zespołami, rozwiązaniami i modelami.
Były dowódca rosyjskiej paramilitarnej Grupy Rusicz Jan Pietrowski, aresztowany w Finlandii w 2023 roku, został skazany przez sąd w Helsinkach na dożywocie za cztery zbrodnie wojenne popełnione na Ukrainie.

### 15 marca
Siły rosyjskie stwierdziły, że zajęły wieś Stepowe, na południe od miejscowości Mali Szczerbaky i Szczerbaky w obwodzie zaporoskim.
Analitycy DeepState poinformowali, że Rosjanie posuwali się naprzód w regionie Kurska i na tym odcinku frontu udało im się zdobyć dwie miejscowości, Sudżę i Rubanszczinę. Udało im się również zająć wieś Nowolubiwka w obwodzie ługańskim. Prezydent Wołodymyr Zełenski poinformował, że rosyjscy żołnierze gromadzili się na granicy, aby przygotować się do ataku na północno-wschodni obwód sumski, stwierdzając, że Ukraina zaobserwowała obszary wzdłuż wschodniej granicy, gdzie rosyjska armia zbierała siły; „To świadczy o chęci przeprowadzenia ataku na nasz obwód sumski. Rozumiemy to i podejmiemy środki zaradcze”. Dodał także, że „sytuacja na froncie pokrowskim ustabilizowała się”.
W opinii ISW rosyjscy blogerzy wojenni i ukraińscy urzędnicy nadal zaprzeczali bezpodstawnym twierdzeniom prezydenta Putina, jakoby siły rosyjskie otoczyły znaczną liczbę ukraińskich żołnierzy w obwodzie kurskim. Rosjanie kontynuowali działania ofensywne w obwodzie kurskim, ale nie wyparły całkowicie wojsk ukraińskich z tego obszaru. Tymczasem siły ukraińskie posunęły się w pobliżu Torećka, a wojska rosyjskie zrobiły postępy się w obwodzie sumskim oraz w pobliżu Czasiw Jaru i Pokrowska.
Według Sił Powietrznych Ukrainy Rosja zaatakowała terytorium ukraińskie przy wykorzystaniu dwóch rakiet balistycznych Iskander-M (wystrzelonych z obwodu kurskiego) oraz 178 dronów Shahed 136/131 i dronów-wabików różnych typów (Orła, Millerowa, Kurska, Briańska, Primorsko-Achtarska i Krymu). Ukraińska obrona przeciwlotnicza zniszczyła 130 dronów w obwodach charkowskim, połtawskim, sumskim, czernihowskim, czerkaskim, kijowskim, żytomierskim, chmielnickim, kirowohradzkim, dniepropetrowskim, donieckim, zaporoskim, odeskim i mikołajowskim, a kolejne 38 zaginęło na Ukrainie w ramach walki elektronicznej. Skutki ataku odnotowano w obwodach dniepropetrowskim, charkowskim, odeskim, sumskim, czernihowskim i kijowskim. W obwodzie odeskim rosyjski atak wywołał pożar, uszkodził infrastrukturę i ranił jedną osobę. Prywatny dostawca energii DTEK stwierdził, że nocne rosyjskie ataki powietrzne „znacznie uszkodziły” obiekty energetyczne w obwodach dniepropetrowskim i odeskim, w wyniku czego niektórzy konsumenci zostali pozbawieni prądu.
Gubernator Serhij Łysak poinformował, że Rosja zaatakowała Nikopol w obwodzie dniepropetrowskim ponad tuzin razy, zabijając 70-letnią kobietę i raniąc trzy osoby, w tym dwoje dzieci w wieku 3 i 11 lat. Gubernator Ołeh Siniehubow podał, że w nocy Rosjanie zaatakowali Bogoduchów przy użyciu dronów. „Dwa drony uderzyły w dach placówki edukacyjnej, powodując pożar o powierzchni 500 m². Wcześniej uszkodzeniu uległo 18 domów prywatnych i pięć autobusów szkolnych. Ranne zostały trzy kobiety w wieku 72, 76, 56 lat i jeden mężczyzna w wieku 53 lat”. Później odnotowano kolejny atak drona, który uderzył w budynek niemieszkalny. Państwowa Służba Ratownicza poinformowała, że w ratownicy zostali dwukrotnie zaatakowani. Nikt nie odniósł obrażeń, ale dwa pojazdy zostały uszkodzone.
Rosja stwierdziła, że w ciągu nocy obrona przeciwlotnicza zestrzeliła 126 ukraińskich dronów, głównie nad południowymi obwodami wołgogradzkim i woroneskim. W godzinach nocnych w Wołgogradzie ukraińskie drony zaatakowały rafinerię ropy naftowej. Mieszkańcy informowali o 10 eksplozjach w rejonie sowieckim i wiosce Kotłubań. 
Premier Anthony Albanese poinformował, że Australia przeznaczyła 1,5 miliarda dolarów na pomoc dla Ukrainy, w tym 1,3 miliarda dolarów na niezbędny sprzęt i szkolenie wojskowe. Stwierdził także, że: „Australia jest otwarta na rozpatrzenie wszelkich próśb o udział w przyszłej misji pokojowej na rzecz sprawiedliwego i trwałego pokoju (...)”. Prezydent Zełenski powiedział, że Ukraina, wspólnie z partnerami międzynarodowymi, podpisała i już zapłaciła za inicjatywę dotyczącą dostaw amunicji artyleryjskiej 155 mm. Ponadto Ukraina zwróciła się pilnie do rządów Włoch i Francji z prośbą o dostarczenie dodatkowych pocisków Aster-30 dla baterii przeciwlotniczych SAMP/T, gdyż istniejąca amunicja była niemal na wyczerpaniu.
Prezydent Zełenski ogłosił, że armia ukraińska z powodzeniem zastosowała nową rakietę „Długi Neptun” w warunkach bojowych, dodając, że rakieta trafiła w cel znajdujący się w odległości 1000 km; „Długi Neptun przeszedł testy i pomyślnie przeszedł bojowe użycie. Nowa ukraińska rakieta, precyzyjne uderzenie. Dystans – tysiąc kilometrów”.
Premier Wielkiej Brytanii Keir Starmer, podczas internetowego spotkania przywódców ok. 25 krajów, które tworzyły tzw. „koalicję chętnych”, wezwał zaangażowane państwa do podjęcia jasnych zobowiązań w celu wsparcia Ukrainy. Celem było zwiększenie presji na prezydenta Władimira Putina, aby zmusić go do wyrażenia zgody na zawieszenie broni. Starmer ogłosił, że rozszerzona koalicja narodów zwiększała wysiłki na rzecz wsparcia Ukrainy w negocjacjach pokojowych z Rosją. Koalicja przeprowadziła również rozmowy wojskowe 20 marca 2025 roku w celu opracowania „silniejszych i solidnych planów” gwarancji bezpieczeństwa Ukrainy. Starmer stwierdził, że: „Przejdziemy teraz do fazy operacyjnej”, podkreślając, że nadchodzące dyskusje wojskowe skupią się na konkretnych gwarancjach bezpieczeństwa, które mogą obejmować „wojska na ziemi i samoloty w powietrzu”. „Wiemy z historii, niedawnej historii, że umowa bez ustaleń dotyczących bezpieczeństwa nie jest czymś, co Putin szanuje”, ostrzegając, że bez odpowiednich gwarancji „Putin ponownie przekroczy linię”.
Prezydent Wołodymyr Zełenski wydał dekret powołujący nową delegację do międzynarodowych negocjacji pokojowych, której będzie przewodził szef Kancelarii Prezydenta Andrij Jermak, a w jej skład weszli minister spraw zagranicznych Andrij Sybiha, minister obrony Rustem Umierow i zastępca Jermaka, Pawło Palisa. Zgodnie z dekretem Jermak miał prawo modyfikować jej skład za zgodą szefa MSZ oraz mógł zaprosić dodatkowych urzędników rządowych, ekspertów i doradców.

### 16 marca
Według doniesień Ukraina wycofała się z niemal całego terytorium obwodu kurskiego, z wyjątkiem niewielkiego obszaru przy granicy rosyjsko-ukraińskiej; według fińskiego analityka wojskowego Pasiego Paroinena z firmy Black Bird Group Ukraińcy trzymali się wąskiego pasa ziemi wzdłuż granicy, który zajmował powierzchnię ok. 77 km². Walki w regionie skupiały się mniej na utrzymaniu terytorium Rosji, a bardziej na kontrolowaniu najlepszych pozycji obronnych, mających na celu uniemożliwienie Rosjanom wkroczenia do obwodu sumskiego. Z kolei Sztab Generalny Ukrainy opublikował mapy pola bitwy w mediach społecznościowych, ostatecznie potwierdzając wycofanie wojsk ukraińskich z Sudży w obwodzie kurskim.
Według ISW doradca ds. bezpieczeństwa narodowego USA Michel Waltz oświadczył, że Ukraina otrzyma nieokreślone gwarancje bezpieczeństwa w zamian za nieokreślone ustępstwa terytorialne. Ówczesne linie frontu nie zapewniały strategicznej głębi, jakiej Ukraina potrzebowała, aby w odpowiedni bronić się przed ponowną agresją Rosji. Rosyjscy urzędnicy podtrzymywali swoje maksymalistyczne roszczenia terytorialne do całej okupowanej Ukrainy i znacznych części nieokupowanej Ukrainy oraz nie dawali żadnych publicznych sygnałów, że byli gotowi na ustępstwa w kwestii swoich żądań terytorialnych lub bezpieczeństwa wobec Ukrainy. Wojska ukraińskie posunęły się w pobliżu Borowej, a Rosjanie posunęli się w obwodzie sumskim i w pobliżu Wełykiej Nowosiłki.
Sztab Ukrainy oświadczył, że Rosja atakowała w kierunkach Charkowa, Kupiańska, Łymanu, Siewierska, Kramatorska, Torećka, Pokrowska, Nowopawłowska Hulajpola i Zaporoża, gdzie doszło do 112 starć. W ciągu doby wojska rosyjskie przeprowadziły 81 nalotów i 2534 ataki dronów na pozycje ukraińskie i obszary zaludnione. Operacja w obwodzie kurskim trwała; wojska rosyjskie przeprowadziły 14 ataków, 289 ataków artyleryjskich, 12 ostrzałów i 11 nalotów, używając 18 bomb lotniczych na pozycje ukraińskie i miejscowości. Ukraińskie lotnictwo i artyleria zaatakowały sześć miejsc koncentracji i jedno stanowisko artylerii.
Ukraińskie Siły Powietrzne poinformowały, że siły rosyjskie zaatakowały Ukrainę za pomocą 90 dronów Shahed 136/131 i dronów-wabików różnych typów, wystrzelonych z Millerowa, Briańska, Szatałowa, Primorsko-Achtarska i Krymu. Ukraińska obrona przeciwlotnicza zestrzeliła 47 dronów w obwodach charkowskim, połtawskim, sumskim, czerkaskim, kijowskim, żytomierskim, dniepropetrowskim, donieckim i odeskim, a kolejne 33 zaginęły na Ukrainie w ramach walki elektronicznej. W wyniku ataku ucierpiały obwody czernihowski, kijowski, charkowski i odeski.
Premier Wielkiej Brytanii Keir Starmer ogłosił plany wysłania na Ukrainę kontyngentu pokojowego liczącego ok. 10 tys. żołnierzy, a pozostałe 35 krajów zgodziło się dostarczyć broń oraz wsparcie logistyczne i wywiadowcze dla operacji pokojowej na Ukrainie. Trzon kontyngentu będą prawdopodobnie stanowić wojska Wielkiej Brytanii i Francji.
Prezydent Wołodymyr Zełenski oskarżył Rosję o brak zainteresowania zakończeniem wojny w świetle setek nalotów na miasta ukraińskie. „Ci, którzy chcą jak najszybciej zakończyć wojnę, nie postępują w ten sposób”. W ciągu tygodnia doszło do ataków z wykorzystaniem ponad 1000 dronów i ponad 1300 bomb szybowcowych. Agencja The Independent, powołując się na wysokich rangą ukraińskich urzędników, podała, że Ukraina była gotowa negocjować porozumienie pokojowe z Rosją, ale pozostawała stanowcza w kilku kluczowych kwestiach, w tym: żadnego dalszego oddawania Rosji terytorium, w tym obszarów w częściowo okupowanych obwodach, powrót tysięcy ukraińskich dzieci nielegalnie deportowanych do Rosji, powrót tysięcy cywilów nielegalnie przetrzymywanych przez Rosję i międzynarodowe gwarancje bezpieczeństwa w przypadku złamania przez Rosję warunków jakiegokolwiek przyszłego zawieszenia broni.
Sekretarz stanu Marco Rubio opisał niedawne spotkanie wysłannika USA Steve'a Witkoffa z prezydentem Rosji Władimirem Putinem jako „obiecujące”, jednocześnie uznając złożoność zakończenia trwającej wojny. Przedstawił także dwuetapowe podejście administracji USA do zakończenia wojny Rosji z Ukrainą: „Plan A to zatrzymanie strzelaniny, abyśmy mogli przejść do Planu B, fazy drugiej, który polegała na tym, aby wszyscy zasiedli przy stole (...) może z pewną dyplomacją wahadłową, aby znaleźć sposób na trwałe zakończenie tej wojny w sposób, który będzie trwały i będzie uwzględniał potrzeby wszystkich itd.”. 
Specjalny wysłannik USA na Bliski Wschód Steve Witkoff powiedział, że prezydent Trump prawdopodobnie przeprowadzi w tym tygodniu rozmowę telefoniczną z Władimirem Putinem. „Spodziewam się, że w tym tygodniu odbędzie się rozmowa telefoniczna między prezydentami, a także kontynuujemy współpracę i rozmowy z Ukraińcami”. Witkoff stwierdził również, że USA miały nadzieję na „zawieszenie broni w ciągu kilku tygodni”, dodając, że „cztery regiony [obwody doniecki, ługański, chersoński i zaporoski] mają tutaj kluczowe znaczenie”. USA prowadziło rozmowy z Ukrainą, Rosją i europejskimi sojusznikami, w tym Francją, Wielką Brytanią, Finlandią i Norwegią. Witkoff podkreślił także wyzwania związane z wprowadzeniem zawieszenia broni na Ukrainie, powołując się na ogromną skalę wojny, czyli „jak sprawić, aby ludzie nie walczyli ze sobą o granicę o długości 2000 km”. Wskazał również na kluczowe pola bitew, w tym Kursk, i podkreślił potrzebę zajęcia się kwestiami strategicznymi, w tym kontrolą nad ukraińską infrastrukturą jądrową i dostępem do portów Morza Czarnego.
Doradca prezydenta Rosji ds. polityki zagranicznej Jurij Uszakow powtórzył, że Rosja uważała wezwanie do zawieszenia broni na Ukrainie jedynie jako próbę dania armii ukraińskiej czasu na reorganizację i przezbrojenie. Rosja przekazała Stanom Zjednoczonym swoje zaniepokojenie i oświadczyła, że w razie potrzeby może szybko zorganizować spotkanie prezydenta Donalda Trumpa z prezydentem Władimirem Putinem.
Prezydent Zełenski na wniosek ministra obrony Rustema Umierowa mianował generała majora Andrija Hnatowa szefem Sztabu Generalnego Ukrainy, zastępując na tym stanowisku generała porucznika Anatolija Barhyłewycza, który został Inspektorem Generalnym Ministerstwa Obrony Ukrainy. Zmianę tę argumentowano „kontynuacją reform armii”.

### 17 marca
Siły rosyjskie stwierdziły, że zajęły miejscowości Mali Szczerbaky i Szczerbaky w obwodzie zaporoskim. Minister obrony Rustem Umierow powiedział, że ukraińskie wojsko nadal utrzymywało pozycje w obwodzie kurskim, nawet po wycofaniu się z Sudży. „Wciąż kontrolujemy znaczną liczbę km² terytorium wroga”, dodając, że obecnie nie było tam okrążonych jednostek ukraińskich. „Oświadczenia o tysiącach żołnierzy ukraińskich są zatem nieprawdziwe”. Chociaż Umierow potwierdził wycofanie się na „korzystniejsze pozycje obronne”, ogłosił również, że Ukraina będzie kontynuować aktywną walkę w obwodzie kurskim, przynajmniej do czasu osiągnięcia porozumienia w sprawie zawieszenia broni. 
W ocenie ISW rezydent Władimir Putin najwyraźniej odniósł częściowy sukces w trzymaniu propozycji zawieszenia broni jako zakładnika w ramach swoich wysiłków na rzecz uzyskania prewencyjnych ustępstw od prezydenta Donalda Trumpa w negocjacjach mających na celu zakończenie wojny. Siły ukraińskie posunęły się w kierunku Torećka, z kolei wojska rosyjskie zrobiły postępy w kierunku Torecka i Wełykiej Nowosiłki oraz w zachodnim obwodzie zaporoskim.
SG Ukrainy podał, że Rosja atakowała w kierunkach Charkowa, Kupiańska, Łymanu, Siewierska, Kramatorska, Torećka, Pokrowska, Nowopawłowska, Hulajpola, Zaporoża i Chersonia, gdzie doszło do 155 starć. W ciągu doby wojska rosyjskie przeprowadziły 90 nalotów, 2506 ataków dronów i 145 ostrzałów na pozycje ukraińskie i obszary zaludnione. Operacja w obwodzie kurskim trwała; wojska rosyjskie przeprowadziły 18 ataków, 301 ataków artyleryjskich, dziewięć ostrzałów i 30 nalotów, używając 42 bomby lotnicze na pozycje ukraińskie i miejscowości. Ukraińskie lotnictwo i artyleria zaatakowały osiem miejsc koncentracji, dwa stanowiska dowodzenia, system obrony powietrznej i trzy jednostki artylerii. Prezydent Wołodymyr Zełenski, że w ciągu tygodnia FR użyła przeciwko Ukrainie ponad 1020 dronów, prawie 1360 bomb lotniczych i ponad 10 rakiet różnego typu. Naczelny dowódca SZ Ukrainy generał Ołeksandr Syrski podał, że: „Dzięki skoordynowanej i profesjonalnej pracy naszych obrońców, łączne straty okupantów w sile roboczej od początku tego roku przekroczyły 100 tys. osób”.
Według Sił Powietrznych Ukrainy wojska rosyjskie zaatakowały Ukrainę przy użyciu 174 dronów Shahed 136/131 i dronów-wabików różnych typów, wystrzelonych z Orła, Szatałowa, Kurska, Briańska i Primorsko-Achtarska. Ukraińska obrona przeciwlotnicza zniszczyła 90 dronów w obwodach charkowskim, połtawskim, sumskim, czernihowskim, czerkaskim, kijowskim, kirowohradzkim, dniepropetrowskim, zaporoskim i odeskim, a kolejne 70 zaginęło na Ukrainie w ramach walki elektronicznej. Skutki rosyjskiego ataku odnotowano w obwodach odeskim, charkowskim, dniepropetrowskim, kirowohradzkim, sumskim, czernihowskim i kijowskim. W obwodzie odeskim jedna osoba została ranna, a ok. 500 rodzin zostało pozbawionych prądu z powodu uszkodzeń infrastruktury energetycznej na przedmieściach Odessy. Gubernatorzy Iwan Fedorow i Serhij Łysak poinformowali, że siły rosyjskie zaatakowały obiekty infrastruktury krytycznej w obwodach zaporoskim i dniepropetrowskim. W regionie Zaporoża ponad 3 tys. abonentów pozostało bez prądu, a trzy wsie bez dostępu do wody.
Gubernator obwodu Igor Babuszkin stwierdził, że ukraińskie drony zaatakowały kompleks paliwowo-energetyczny w obwodzie astrachańskim, powodując pożar i raniąc jedną osobę. Ministerstwo Obrony Rosji poinformowało, że obrona przeciwlotnicza zniszczyła 13 dronów nad obwodem.
Niemcy dostarczyły Ukrainie trzy systemy przeciwlotnicze Gepard z 10 tys. szt. amunicji, 24 pojazdy MRAP, 5 tys. pocisków artyleryjskich 155 mm, 2 tys. pocisków 122 mm, 8 tys. pocisków moździerzowych 120 mm oraz amunicję do czołgów Leopard 1, bojowych wozów piechoty Marder 1 i systemów obrony powietrznej IRIS-T. Ukraina otrzymała także wsparcie w postaci bezzałogowców, w tym 50 dronów rozpoznawczych Vector, 30 dronów śledzących Gereon RCS i 30 systemów wykrywania dronów oraz broń strzelecką, apteczki pierwszej pomocy, sprzęt do rozminowywania i sprzęt do ochrony granic.
Rada Unii Europejskiej zatwierdziła wypłatę Ukrainie trzeciej transzy bezzwrotnych dotacji i pożyczek w wysokości ok. 3,5 miliarda euro w ramach programu Ukraine Facility, którego głównym celem było wsparcie stabilności makrofinansowej oraz odbudowa i modernizacja Ukrainy. Wysoki Przedstawiciel UE ds. Polityki Zagranicznej i Bezpieczeństwa Kaja Kallas powiedziała, że inicjatywa zapewnienia Ukrainie 43,6 mld dolarów pomocy wojskowej uzyskała szerokie poparcie wśród państw członkowskich UE. Inicjatywa proponowała podwojenie pomocy wojskowej dla Ukrainy, głównie dlatego, że polityka administracji Trumpa zmieniła zaangażowanie USA w bezpieczeństwo Ukrainy.
Prezydent Zełenski ogłosił, ze dron dalekiego zasięgu krajowej produkcji pomyślnie przeszedł testy na Ukrainie; „Są dobre wieści dotyczące dronów dalekiego zasięgu. Nasz dron zdał test na dystansie 3 tys. km. Wdzięczny twórcom i producentom. Opracowujemy linię broni dalekiego zasięgu, która pomoże zagwarantować bezpieczeństwo naszego państwa”. Zełenski podpisał ustawę, która przewidywała możliwość wysyłania jednostek ukraińskich do innych państw „w celu zapewnienia bezpieczeństwa narodowego, odparcia i powstrzymania zbrojnej agresji, ochrony suwerenności i integralności terytorialnej Ukrainy, a także w celu realizacji prawa do samoobrony zgodnie z artykułem 51 Karty Narodów Zjednoczonych”.
Prezydent Trump ogłosił, że 18 marca br. odbędzie rozmowę telefoniczną z prezydentem Putinem. Zapytany, jakie ustępstwa będą wymagane od każdej ze stron konfliktu, Trump stwierdził, że dyskusja będzie dotyczyła głównie roszczeń terytorialnych i elektrowni. Tymczasem Putin zażądał, aby Ukrainie nie pozwolono na odbudowę własnej armii w czasie zawieszenia broni. Szefowa unijnej dyplomacji Kaja Kallas uważała, że Rosja nie jest zainteresowana pokojem, ponieważ wszystkie cele wojenne formułowała jako warunki pokoju. Otwarte kwestie pozostawały do wyjaśnienia po tym, jak Putin zakwestionował plan zawieszenia broni, który miał utorować drogę do negocjacji w sprawie długoterminowego pokoju. Żądał gwarancji dla Rosji, które oznaczałyby, że Ukraina zostanie zdemilitaryzowana, jej armia drastycznie zredukowana, a kraj ten wystąpi z członkostwa w NATO. Jednakże w czasie zawieszenia broni dla Rosji nie istniałyby żadne tego typu ograniczenia. Putin zażądał także poddania się oddziałów ukraińskich w obwodzie kurskim. Rosja nadal zamierzała uczynić z Ukrainy państwo wasalne, instalując na Ukrainie prorosyjski reżim. Znaczna część kraju miałaby stać się częścią FR. Rosja zajmowała ok. 20% terytorium Ukrainy i w swojej konstytucji rościła sobie prawa do dalszych, jeszcze niezajętych części.
Według doniesień administracja prezydenta Donalda Trumpa rozważała formalne uznanie Krymu za terytorium Rosji i wzywała ONZ do uznania go jako części szerszego porozumienia mającego na celu zakończenie wojny Rosji z Ukrainą. Rzecznik Rady Bezpieczeństwa Narodowego Brian Hughes zaprzeczył, jakoby rozważano taką możliwość, podkreślając, że rząd nie będzie negocjował za pośrednictwem mediów. Stany Zjednoczone wycofały się z Międzynarodowej Grupy do Badania Zbrodni Rosyjskiej Agresji przeciwko Ukrainie. Decyzja ta była kolejnym dowodem na to, że administracja Trumpa odmawia pociągnięcia prezydenta Władimira Putina do odpowiedzialności za zbrodnie popełnione na Ukraińcach.
Centrum Narodowego Ruchu Oporu poinformowało, że na okupowanych terenach obwodu ługańskiego administracja rosyjska rozdzieła ziemię między żołnierzy rosyjskich. „Okupanci kontynuowali grabież ziemi ukraińskiej – w obwodzie ługańskim trwała nowa fala «dystrybucji» zajętych działek terrorystom z „SOW” i rodzinom zmarłych okupantów”. W tym celu ŁRL uchwaliła kolejną „ustawę” o wywłaszczaniu gruntów. „Działki były zabierane pod byle pretekstem: «nieprawidłowe dokumenty», brak obywatelstwa rosyjskiego, albo po prostu jeśli ziemia jest «nieuprawiana». Nawet te formalne powody są czasami niepotrzebne – wystarczyło, że któryś ze współpracowników ją lubił”.

### 18 marca

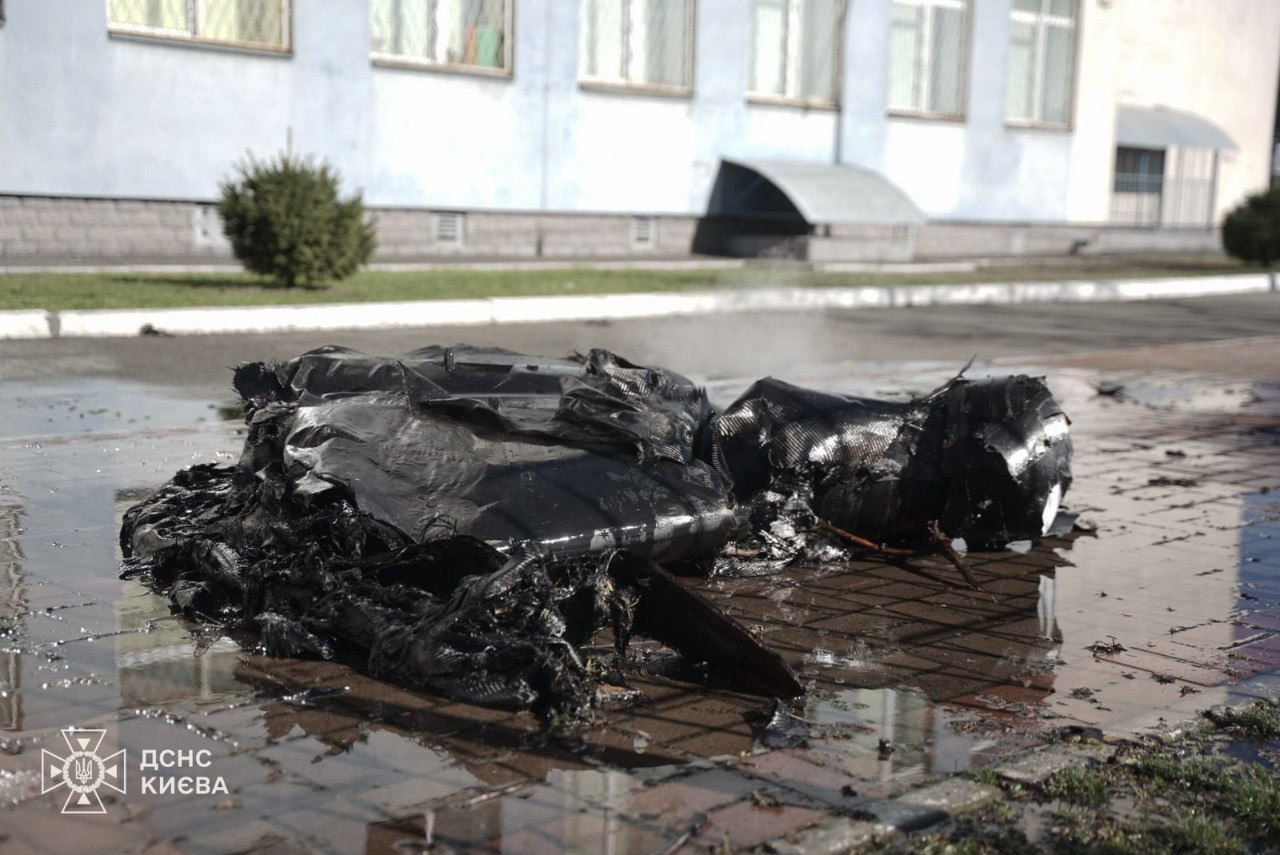
W wyniku ataku rosyjskiego drona na Kijów na terenie jednej ze szkół odkryto płonące szczątki rosyjskiego drona. Dzięki szybkiej reakcji strażaków pożar udało się szybko ugasić. Saperzy z Państwowej Służby Ratowniczej i technicy ds. materiałów wybuchowych z Policji Krajowej dokładnie sprawdzili teren i wrak drona w poszukiwaniu ładunków wybuchowych. Podczas ataku na miasto wszyscy uczniowie i nauczyciele znajdowali się w schronach, co pozwoliło im uniknąć obrażeń.

Ukraiński generał porucznik Serhij Najew powiedział, że siły ukraińskie wycofały się z nieokreślonego sektora na linii frontu w obwodzie donieckim, aby zachować swoje siły i uzyskać lepsze pozycje; „To pozwoliło nam nie tylko uratować naszych żołnierzy, ale także usprawnić naszą obronę. [Rosja] ponosiła straty, a my możemy działać skuteczniej. To znacznie zmniejszyło liczbę rosyjskich ataków w naszym kierunku”. Według Ukraińskiej prawdy wycofanie nastąpiło w lutym 2025 roku i dotyczyło jednostek ukraińskich w rejonie wsi Dachne, Zełeniwka i Andrijiwka na północ od Wełykiej Nowosiłki, aby uniknąć okrążenia w tzw. „kieszeni” Kurachowego. Naczelny dowódca armii ukraińskiej generał Ołeksandr Syrski stwierdził, że nie będzie wycofywania wojsk z obwodu kurskiego. Pozycja ta będzie utrzymywana „tak długo, jak będzie to rozsądne i konieczne”. Źródła rosyjskie rozpowszechniały informacje o tym, że wojska ukraińskie przeprowadziły atak z obwodu sumskiego na rosyjskie wioski Demidowka, Grafowka i Prilesje w obwodzie biełgorodzkim, który został później odparty przez wojska rosyjskie. Według strony ukraińskiej były to doniesienia propagandowe.
Prezydent Władimir Putin podczas rozmowy telefonicznej z prezydentem Donaldem Trumpem nie zgodził się na 30-dniową propozycję zawieszenia broni, jednak nakazał siłom rosyjskim wstrzymanie ataków na ukraińską infrastrukturę energetyczną na okres 30 dni i zgodził się na dalszą wymianę jeńców. Putin wskazał Trumpowi, że „kluczowym warunkiem zapobieżenia eskalacji konfliktu i dążenia do jego rozwiązania za pomocą środków politycznych i dyplomatycznych powinno być całkowite zaprzestanie zagranicznej pomocy wojskowej i dostarczania informacji wywiadowczych”. Prezydent Donald Trump powiedział, że odbył owocną rozmowę telefoniczną z Putinem, w trakcie której osiągnięto porozumienie w sprawie natychmiastowego zaprzestania ataków na obiekty energetyczne i infrastruktury. Dodał że Rosja miała wówczas przewagę i otoczyła tysiące ukraińskich żołnierzy. Minister obrony Ukrainy Rustem Umierow nazwał to oświadczenie fałszywym. Minister obrony Niemiec Boris Pistorius uważał, że ta umowa nie miała sensu, ponieważ infrastruktura energetyczna i tak była najlepiej chroniona, i zauważył, że rosyjskie ataki na infrastrukturę cywilną na Ukrainie nie ustały po rozmowie telefonicznej.
Według ISW prezydent Rosji nie zaakceptował amerykańsko-ukraińskiej propozycji tymczasowego zawieszenia broni na linii frontu i powtórzył swoje żądania rozwiązania wojny, które były równoznaczne z kapitulacją Ukrainy. Trump i Putin uzgodnili tymczasowe moratorium na dalekosiężne ataki na infrastrukturę energetyczną. Putin nadal trzymał tymczasowe zawieszenie broni jako zakładnika, prawdopodobnie w celu wymuszenia dalszych ustępstw od prezydenta Donalda Trumpa i opóźnienia lub zniweczenia negocjacji w sprawie trwałego pokoju na Ukrainie. Siły rosyjskie posunęły się naprzód w zachodnim obwodzie zaporoskim pośród zintensyfikowanych działań ofensywnych w tym rejonie, prawdopodobnie w ramach wysiłków mających na celu wykorzystanie celowego odwlekania przez Rosję tymczasowego zawieszenia broni w celu osiągnięcia zdobyczy na polu bitwy. Tymczasem wojska rosyjskie posunęły się naprzód w kierunkach Łymanu, Czasiw Jaru i Torećka, z kolei siły ukraińskie i rosyjskie poczyniły postępy w kierunku Kurachowego.
Sztab Ukrainy poinformował, że Rosja atakowała w kierunkach Charkowa, Kupiańska, Łymanu, Siewierska, Kramatorska, Torećka, Pokrowska, Nowopawłowska, Hulajpola, Zaporoża i Chersonia, gdzie doszło do 140 starć. W ciągu doby wojska rosyjskie przeprowadziły 65 nalotów, prawie 2200 ataków dronów i 88 ostrzałów na pozycje ukraińskie i obszary zaludnione. Operacja w obwodzie kurskim trwała; wojska rosyjskie przeprowadziły 21 ataków, 209 ataków artyleryjskich, trzy ostrzały i 27 nalotów, używając 33 bomby lotnicze na pozycje ukraińskie i miejscowości. Ukraińskie lotnictwo i artyleria zaatakowały 16 miejsc koncentracji, dwie jednostki artylerii oraz magazyny broni i sprzętu wojskowego.
Siły Powietrzne Ukrainy podały, że Rosjanie zaatakowali Ukrainę przy pomocy 137 dronów Shahed 136/131 i dronów-wabików różnych typów, wystrzelonych z Szatałowa, Kurska, Millerowa i Primorsko-Achtarska. Ukraińska obrona przeciwlotnicza zestrzeliła 63 drony w obwodach obwodach charkowskim, połtawskim, sumskim, czernihowskim, czerkaskim, kijowskim, winnickim, kirowohradzkim, dniepropetrowskim, zaporoskim, mikołajowskim i chersońskim, a kolejne 64 zaginęły na Ukrainie w ramach walki elektronicznej. Skutki rosyjskiego ataku odnotowano w obwodach charkowskim, sumskim, połtawskim, dniepropietrowskim i czerkaskim. W Czerkasach w wyniku ataku rosyjskiego drona wybuchł pożar w magazynie z żywnością. W nocy rosyjskie drony zaatakowały rafinerię ropy naftowej w mieście Merefa, należącą do charkowskiej grupy inwestycyjno-przemysłowej AES Group. Na przedsiębiorstwo wystrzelono ok. 20 dronów, a ataki trwały 2h.
Rosyjskie Ministerstwo Obrony poinformowało, że rosyjski śmigłowiec szturmowy Mi-28 rozbił się w rejonie wołosowskim w obwodzie leningradzkim. Załoga zginęła. Rozpoznanie lotnicze ukraińskiego 14 Samodzielnego Pułku Bezzałogowych Statków Powietrznych, we współpracy z jednostką artylerii rakietowej, zniszczyło trzy północnokoreańskie działa samobieżne M-1978 Koksan w obwodzie kurskim przy użyciu systemu HIMARS, który uderzył je za pomocą amunicji z głowicami odłamkowo-burzącymi i kasetowymi.
Według OSW wojska rosyjskie zajęły Sudżę i okoliczne miejscowości, jednakże Ukraińcom udało się ustabilizować obronę w przygranicznych rejonach obwodu kurskiego. Pod kontrolą SZ Ukrainy pozostawałą kilkadziesiąt km² terytorium FR z dwiema miejscowościami, a o dwie inne toczyły się walki. Rosjanie w dalszym ciągu bez większego powodzenia próbowali odciąć logistykę przeciwnika, atakując w przygranicznej części obwodu sumskiego. Szczególnie zacięte walki toczyły się o Basiwkę, leżącą po stronie ukraińskiej 2,5 km od drogi Sumy–Kursk. Ukraińską linię obrony stanowił pas przygranicznych wzgórz, co znacząco utrudniało ataki rosyjskie od strony Sudży. 18 marca siły ukraińskie wkroczyły na terytorium FR w obwodzie biełgorodzkim, 30 km na południe od Sudży, prawdopodobnie w celu odciągnięcia części sił rosyjskich atakujących na granicy obwodów kurskiego i sumskiego.
Od kilku dni toczyły się walki na zachód od Orichiwa na pierwszej linii ukraińskiej obrony w obwodzie zaporoskim. Po trwających od początku miesiąca działaniach dywersyjnych 15 marca Rosja rozpoczęła atak na tym kierunku, wbijając się na głębokość do 5 km w pasie o szerokości 10 km pomiędzy miejscowościami Stepowe i Szczerbaky. Z obszaru walk dochodziły sprzeczne informacje, lecz prawdopodobnie wciąż trwały walki o obie wsie, a Rosjanom nie udało się przekroczyć drogi, na której opierała się pierwsza linia ukraińskiej obrony. Do ustabilizowania sytuacji doszło na południowy zachód od Pokrowska i w Torećku, gdzie Rosja przeszła do działań zaczepnych i wyparła Ukraińców z części odzyskanych przez nich pozycji. Wówczas żadna ze stron nie dysponowała tam siłami umożliwiającymi rozwinięcie ataku na większą skalę. Rosjanie kontynuowali działania na północ od Wełykiej Nowosiłki, gdzie zajęły kolejne dwie miejscowości. Do nieznacznych postępów rosyjskich doszło w okolicach Siewierska i Kupiańska. Na granicy obwodów charkowskiego i ługańskiego mieli skutecznie kontratakować Ukraińcy.
Armia rosyjska, zgodnie z decyzją Putina o wstrzymaniu ataków na obiekty energetyczne, zestrzeliła nad obwodem mikołajowskim siedem własnych dronów zmierzających w kierunku ukraińskich „obiektów energetycznych”, które były połączone z „ukraińskim kompleksem wojskowo-przemysłowym”. Sześć zostało zestrzelonych przez rosyjski system rakietowy Pancyr-S1, a ostatni przez rosyjski myśliwiec.
Specjalny wysłannik prezydenta Trumpa Steve Witkoff powiedział, że rozmowy dyplomatyczne między USA i Rosją odbędą się 23 marca 2025 roku w Dżuddzie w Arabii Saudyjskiej. „Do niedawna nie mieliśmy konsensusu w tych dwóch kwestiach – zawieszenia broni w kwestiach energetycznych i infrastrukturalnych oraz moratorium na ostrzał na Morzu Czarnym – a dziś dotarliśmy do tego punktu i myślę, że stąd do całkowitego zawieszenia broni jest stosunkowo niedaleko. Myślę, że Rosjanie już się na to zgodzili. Mam nadzieję, że Ukraińcy się na to zgodzą”.
Wywiad ukraiński poinformował, że Rosja zwiększała liczbę jednostek operacji informacyjno-psychologicznych w swoich siłach zbrojnych. Wskazywało to na zamiar Rosjan do zwiększenia presji informacyjnej na Ukrainę. Specjalne jednostki oddziałów informacyjnych powstały w ramach 3 i 51 Armii Ogólnowojskowej.
Dziennik Financial Times podał, że niemiecki parlament zatwierdził historyczny projekt ustawy, który umożliwił zainwestowanie do 1 biliona euro w armię i infrastrukturę kraju. Bundestag zdecydowaną większością głosów poparł projekt ustawy o zmianie konstytucji, który umożliwiłaby wydatkowanie środków budżetowych przekraczających limit zadłużenia na wydatki obronne i potrzeby krajów związkowych, omijając w ten sposób konstytucyjny „hamulec zadłużenia”, mechanizm, dzięki któremu rząd musiał oszczędnie wydawać środki budżetowe i mógł wydać tylko tyle, ile zarobił.

### 19 marca
Według ISW Rosja i Ukraina nie ogłosiły formalnego wprowadzenia tymczasowego zawieszenia broni w postaci uderzeń dalekiego zasięgu. Oficjalne oświadczenia amerykańskie, ukraińskie i rosyjskie wskazywały, że strony nie sfinalizowały jeszcze szczegółów porozumienia. Siły ukraińskie posunęły się naprzód w obwodzie biełgorodzkim i w pobliżu Pokrowska, a wojska rosyjskie zrobiły postępy w pobliżu Czasiw Jaru, Torećka, Pokrowska i Wełykiej Nowosiłki.
SG Ukrainy podał, że Rosja atakowała w kierunkach Charkowa, Kupiańska, Łymanu, Siewierska, Kramatorska, Torećka, Pokrowska, Nowopawłowska, Hulajpola i Zaporoża, gdzie doszło do 155 starć. W ciągu doby wojska rosyjskie przeprowadziły 72 naloty i 2560 ataków dronów na pozycje ukraińskie i obszary zaludnione. Operacja w obwodzie kurskim trwała; wojska rosyjskie przeprowadziły 22 ataki, 333 ataki artyleryjskie, 12 ostrzałów i 23 naloty, używając 28 bomb lotniczych na pozycje ukraińskie i miejscowości. Ukraińskie lotnictwo i artyleria zaatakowały 10 miejsc koncentracji, cztery stanowiska dowodzenia, dwa systemy przeciwlotnicze, 10 jednostek artylerii i dwie stacje walki radioelektronicznej.
Ukraińskie Siły Powietrzne oświadczyły, że Rosjanie zaatakowali terytorium Ukrainy przy użyciu dwóch rakiet balistycznych Iskander-M, czterech pocisków przeciwlotniczych S-300 oraz 145 dronów Shahed 136/131 i dronów-wabików różnych typów, wystrzelonych z Briańska, Orła, Szatałowa, Kurska, Millerowa i Primorsko-Achtarska. Ukraińska obrona przeciwlotnicza zniszczyła 72 drony w obwodach charkowskim, połtawskim, sumskim, czernihowskim, czerkaskim, kijowskim, żytomierskim, winnickim, kirowohradzkim, dniepropetrowskim, zaporoskim i odeskim, a kolejne 56 zaginęło na Ukrainie w ramach walki elektronicznej. Skutki rosyjskiego ataku odnotowano w obwodach sumskim, odeskim, połtawskim, dniepropietrowskim, kijowskim i czernihowskim. W obwodzie połtawskim szczątki drona uszkodziły magazyn przedsiębiorstwa w rejonie mirhorodzkim.
Prezydent Wołodymyr Zełenski poinformował, że Rosja wysłała 40 dronów w celu zaatakowania dwóch szpitali w Sumach i infrastruktury energetycznej w obwodzie donieckim. Stało się to kilka godzin po 90-minutowej rozmowie prezydenta Putina z prezydentem Trumpem, podczas której Rosja oświadczyła, że zaprzestała ataków na obiekty energetyczne. Władze ukraińskie podały, że oddzielny rosyjski atak na budynek mieszkalny w obwodzie sumskim zabił 29-letniego mężczyznę i zranił trzy kolejne osoby. Państwowa Służba Ratownicza oświadczyła, że wieczorem Rosjanie zaatakowali dronami Słowiańsk w obwodzie donieckim, w wyniku czego dwie osoby zostały ranne oraz zostały uszkodzone dwa wieżowce, budynek administracyjny, budynek biurowy i firma. Siły rosyjskie zaatakowały nad ranem dronami sieć energetyczną ukraińskich kolei państwowych w obwodzie dniepropetrowskim. Ukrzaliznycia podała, że na niektórych odcinkach nie było zasilania, ale „pociągi kursowały zgodnie z rozkładem”.
Władze regionalne podały, że wczesnym rankiem ukraińskie drony zaatakowały stację pompowania ropy naftowej w pobliżu Kawkazskaja w rejonie kawkaskim w Kraju Krasnodarskim i uszkadzając infrastrukturę. Atak podobno uszkodził rurociąg łączący zbiorniki magazynowe, a w składzie ropy wybuchł poważny pożar. Nie zgłoszono żadnych ofiar. Strażacy przez cały dzień kontynuowali gaszenie pożaru, jednak wieczorem powierzchnia pożaru na terenie bazy paliwowej powiększyła się 2,5-krotnie i osiągnęła 4250 m². Społeczność „Cyber Flour” dzięki zdjęciom satelitarnym odkryła uszkodzenie infrastruktury rurociągu „Przyjaźń”, a także została uszkodzona liniowa stacja produkcyjno-dyspozytorska Unecha (LPDS) w obwodzie briańskim.
Prezydent Zełenski potwierdził, że na Ukrainę przybyło kilka dodatkowych myśliwców F-16. „Dodatkowe myśliwce F-16 dotarły na Ukrainę. Rosjanie kłamali, że zestrzelili tam coś, nie zestrzelili niczego. A dobrą wiadomością jest to, że kilka samolotów F-16 dotarło na Ukrainę”. Zełenski na konferencji prasowej z prezydentem Alexandrem Stubbem ogłosił, że na Ukrainie powstaje „koalicja obrony cywilnej” pod przewodnictwem Finlandii, która będzie pomagać w budowie schronisk i pozyskiwaniu partnerów. Rzecznik niemieckiego Ministerstwa Finansów potwierdził, że ustępujący rząd niemiecki zgodził się przekazać Ukrainie dodatkowe 3 miliardy euro na pomoc wojskową.
Siły Systemów Bezzałogowych przechwytywały rosyjskie drony kamikadze Shahed („Gerań”) przy użyciu najnowocześniejszych środków. Według doniesień operatorzy oddziału „Darknode” z 412 Pułku „Nemesis” zniszczyli już ponad 10 dronów Shahed 136/131 przy użyciu środka, którego nazwy i typu nie ujawniono. SSB stwierdziło, że produkt kosztuje ok. 5 tys. dolarów, podczas gdy cena rosyjskich dronów to ponad 150 tys. dolarów.
Wieczorem odbyła się godzinna rozmowa telefoniczna między prezydentem Donaldem Trumpem a prezydentem Wołodymyrem Zełenskim, po której prezydent Ukrainy zgodził się zaprzestać ataków na rosyjską infrastrukturę energetyczną i „inną cywilną” na 30 dni. Następnie przedstawiciele obu krajów będą musieli „rozwiązać kwestie techniczne”. Prezydent Trump oświadczył, że był zadowolony z osiągniętych rezultatów. „Właśnie zakończyłem bardzo dobrą rozmowę telefoniczną z prezydentem Zełenskim. (...) Duża część rozmowy opierała się na wczorajszej rozmowie z prezydentem Putinem, której celem była koordynacja próśb i potrzeb Rosji i Ukrainy. Jesteśmy na dobrej drodze”. Z kolei Zełenski potwierdził, że zgodził się na wstrzymanie ataków na obiekty energetyczne i napisał na platformie X: „Miałem pozytywną, bardzo znaczącą i szczerą rozmowę z prezydentem Trumpem. Podziękowałem mu za dobry i produktywny początek pracy ukraińskich i amerykańskich zespołów w Dżuddzie 11 marca – to spotkanie zespołów znacząco pomogło w zakończeniu wojny. Uzgodniliśmy, że Ukraina i Stany Zjednoczone powinny kontynuować współpracę, aby osiągnąć rzeczywiste zakończenie wojny i trwały pokój. Wierzymy, że wspólnie z Ameryką, z prezydentem Trumpem i pod amerykańskim przywództwem, trwały pokój może zostać osiągnięty w tym roku”.
Prezydent Zełenski stwierdził, że kwestia terytoriów będzie najtrudniejszą kwestią w negocjacjach. Podkreślił potrzebę ochrony Ukrainy, ale przyznał, że będzie to wyzwanie. Według niego Ukraina nie może kończyć się na linii frontu, ponieważ w niektórych miejscach dzieli miejscowości. „Są regiony, są miasta, są miasteczka, które są odcięte jedną lub drugą linią kontaktową. A jeśli w niektórych miejscach opuścisz tę linię, po prostu zostawisz miejsca lub miasteczka bez życia. Nikt nie wróci do połowy miasta. A jeśli gdzieś wróci, jeśli zdarzy się to w przypadku niektórych dużych miast, to będzie to Berlin]. (...) Szczerze powiedziałem prezydentowi Trumpowi: „Czy chcemy Berlina, czy chcemy wielu takich miast?”. Według Zełenskiego Trumo zgodził się, że „Mur Berliński nie jest opcją, dlatego będziemy starali się zarządzać tą kwestią”.
Specjalny wysłannik prezydenta Trumpa na Bliski Wschód Steve Witkoff powiedział, że zawieszenie broni na Ukrainie może zostać osiągnięte w ciągu kilku tygodni. „Myślę, że za kilka tygodni dojdziemy do tego [zawieszenia broni]. (...) Teraz zespoły techniczne muszą postawić kropki nad i. I wszyscy są zaangażowani w ten proces”. Witkoff podkreślił, że osiągnięcie pełnego zawieszenia broni zależy od 2000 km linii frontu, na której walczą wojska ukraińskie i rosyjskie, zauważając, że warunki znacznie się różnią na różnych odcinkach.
Wysoki Przedstawiciel UE ds. Zagranicznych i Polityki Bezpieczeństwa Kaja Kallas powiedziała, że Biała Księga Unii Europejskiej dotycząca przyszłej obronności zakładała dostarczanie Ukrainie co najmniej 2 milionów pocisków artyleryjskich rocznie. Zawierała ona także nową strategię wzmocnienia europejskiej obronności i zwiększenia wsparcia wojskowego dla Ukrainy.
Według doniesień dwóch źródeł wojskowych brytyjskie siły specjalne rzekomo przygotowywały się do wysłania na Ukrainę żołnierzy w ramach brytyjskiej misji pokojowej. Jednostki sił specjalnych otrzymały polecenie przygotowania się do mobilizacji na Ukrainie od planistów wojskowych odpowiedzialnych za szkolenie sił. Brytyjskie centrum planowania, Stała Połączona Kwatera Główna (PJHQ), otrzymało w zeszłym tygodniu dyrektywy nakazujące rozpoczęcie procesu rozmieszczania personelu i zasobów.
Rosja i Ukraina poinformowały, że dzięki pomocy Zjednoczonych Emiratów Arabskich doszło do kolejnej wymiany jeńców, podczas której obie strony przekazały po 175 osób. Prezydent Zełenski powiedział, że: „Przywracamy żołnierzy, sierżantów i oficerów, wojowników, którzy walczyli o naszą wolność w szeregach Sił Zbrojnych, Marynarki Wojennej, Gwardii Narodowej, Wojsk Obrony Terytorialnej i Straży Granicznej”. Ponadto na drodze negocjacji innych niż wymiana jeńców na Ukrainę powróciło 22 ukraińskich żołnierzy.

### 20 marca
W opinii ISW Rosja, Ukraina i USA nie ustaliły jeszcze szczegółów moratorium na ataki na infrastrukturę energetyczną; ukraiński atak na bazę lotniczą Engels nie podlegałby temu moratorium w żadnym wypadku, ponieważ jest to cel wojskowy. Siły ukraińskie posunęły się naprzód w obwodzie biełgorodzkim, a wojska rosyjskie poczyniły postępy w obwodzie kurskim oraz w pobliżu Torećka, Pokrowska i Wełykiej Nowosiłki.
SG Ukrainy podał, że Rosja atakowała w kierunkach Charkowa, Kupiańska, Łymanu, Siewierska, Kramatorska, Torećka, Pokrowska, Nowopawłowska i Zaporoża, gdzie doszło do 166 starć. Operacja w obwodzie kurskim trwała; wojska rosyjskie przeprowadziły 18 ataków, 363 ataków artyleryjskich, cztery ostrzałów i 18 nalotów, używając 27 bomb lotniczych na pozycje ukraińskie i miejscowości. Ukraińskie lotnictwo i artyleria zaatakowały 11 miejsc koncentracji, cztery stanowiska dowodzenia, dwa sysatemy przeciwlotnicze, dwie jednostki artylerii, skład amunicji i jedną przeprawę pontonową.
Według Sił Powietrznych Ukrainy wojska rosyjskie zaatakowały Ukrainę przy wykorzystaniu 171 dronów Shahed 136/131 i dronów-wabików, wystrzelonych z Orła, Szatałowa, Millerowa, Primorsko-Achtarska i Krymu. Ukraińska obrona przeciwlotnicza zestrzeliła 75 dronów nad obwodami charkowskim, połtawskim, sumskim, czernihowskim, czerkaskim, kijowskim, żytomierskim, winnickim, kirowohradzkim, dniepropetrowskim, zaporoskim i chersońskim, a kolejne 63 zaginęły na Ukrainie w ramach walki elektronicznej. W wyniku ataku wojsk rosyjskich ucierpiały obwody kirowohradzki, sumski i doniecki. 
Gubernator Andrij Rajkowicz powiedział, że w nocy wojska rosyjskie przeprowadziły „największy atak w ostatnich latach” na Kropywnycki w obwodzie kirowohradzkim, wystrzeliwując ponad 20 dronów oraz uderzając w domy i budynki mieszkalne. W mieście doszło do co najmniej 30 eksplozji. W wyniku ataku 10 osób zostało rannych (jedna była w stanie krytycznym), w tym czworo dzieci. Prokuratura Obwodowa podała, że ok. 15:20 siły rosyjskie dokonały nalotu na budynek mieszkalny w Krasnopolu w obwodzie sumskim, w wyniku czego zginęło dwóch cywilów, 69-letnia kobieta i 51-letni mężczyzna. Gubernator Serhij Łysak powiedział, że 73-letni mężczyzna zginął, a jedna kobieta została ranna w wyniku rosyjskiego ostrzału artyleryjskiego i dronów na obwód dniepropetrowski (rejony nikopolski i synelnykowski). Państwowa Służba Ratownicza podała, że w nocy wojska rosyjskie przeprowadziły ataki za pomocą bomb lotniczych na miejscowości w rejonie zaporoskim, w wyniku czego zapaliły się samochody i budynki mieszkalne o łącznej powierzchni 700 m², a pięć osób zostało rannych, w tym dziecko. Późnym wieczorem Rosjanie zaatakowali obwód odeski, w rezultacie czego trzech nastolatków zostało rannych, a w trzech miejscach wybuchły duże pożary. Doszło także do lokalnych przerw w dostawie prądu w trzech rejonach Odessy.
Ministerstwo Obrony Rosji stwierdziło, że w nocy zestrzelono 132 ukraińskie drony w obwodach saratowskim (54), woroneskim (40), biełgorodzkim (22), rostowskim (9), kurskim (3), lipieckim (1) i Krymem (3). Rosyjscy i ukraińscy urzędnicy donosili, że ok. 4:00 rano Ukraina zaatakowała dronami główne rosyjskie lotnisko bombowców strategicznych (Tu-160 i Tu-95) Engels-2 w obwodzie saratowskim, wywołując ogromną eksplozję i pożar. Ukraiński wywiad stwierdził, że podobno użyto 50 dronów, niszcząc magazyn z bombami lotniczymi i pociskami manewrującymi (w tym Ch-101 i Ch-555). Gubernator Roman Busargin potwierdził, że atak „pozostawił lotnisko w ogniu”, a okolicznych mieszkańców trzeba było ewakuować. Zdjęcia satelitarne pokazały kilka dużych kraterów. Według doniesień trzech pracowników służb zostało rannych, a dwóch zginęło. Ok. 120 cywilów zostało ewakuowanych, a ok. 180 domów prywatnych zostało uszkodzonych z powodu fali uderzeniowej powstałej w wyniku eksplozji. Miejski Szpital Kliniczny nr. 1 w Engels został uszkodzony przez spadające szczątki, a pięciu cywilów zostało rannych. 
SG Ukrainy podał, że 18 marca br. wojska ukraińskie „zniszczyły” stanowisko dowodzenia 3 Dywizji Zmotoryzowanej 20 Armii w pobliżu Demidowki w obwodzie biełgorodzkim. Według armii ukraińskiej Rosja wykorzystywała stanowisko dowodzenia do planowania i przeprowadzania operacji bojowych przeciwko Ukraińcom w obwodzie sumskim. Wywiad ukraiński poinformował, że o 20:40 czasu lokalnego samochód z dwoma rosyjskimi oficerami eksplodował w okupowanym Skadowsku w obwodzie chersońskim.
Minister przemysłu strategicznego Herman Smetanin poinformował, że Norweska firma Nammo i ukraińskie przedsiębiorstwo zbrojeniowe podpisały umowę o współpracy strategicznej. Porozumienia pogłębiało istniejącą współpracę, która odbywała się przy wsparciu rządów Norwegii i Ukrainy na szczeblu dwustronnym. Obejmowała szerszy zakres amunicji, jej komponentów i materiałów. Według ministra współpraca ta pomoże zaspokoić potrzeby Ukrainy w zakresie krajowej produkcji amunicji.
Komisja Europejska przyznała Ukrainie dodatkową transzę w wysokości 1 mld euro w ramach pomocy makrofinansowej, która miała zostać spłacona ze środków uzyskanych z zamrożonych rosyjskich aktywów w UE. Wysoki Przedstawiciel UE ds. Zagranicznych i Polityki Bezpieczeństwa Kaja Kallas powiedziała, że ze względu na brak konsensusu w sprawie udzielenia Ukrainie pomocy na większą skalę w wysokości 43 miliardów dolarów, najpierw zostanie omówione i osiągnięte porozumienie w sprawie dostarczenia Ukrainie amunicji o wartości 5,4 mld dolarów. Europejski Komisarz ds. handlu i bezpieczeństwa gospodarczego Valdis Dombrovskis poinformował, że grupa G7 podjęła decyzję, iż zamrożone aktywa rosyjskie nie zostaną zwrócone Rosji, dopóki ta nie zrekompensuje strat. Nawet jeśli USA wycofają się z tej decyzji, Unia Europejska nie zwróci Rosji zamrożonych aktywów, chyba że Rosja wypłaci Ukrainie odszkodowanie. Jego zdaniem była to ważna karta przetargowa w stosunkach z FR.
Prezydent Wołodymyr Zełenski powiedział, że delegacje ukraińskie i amerykańskie planują przeprowadzić nową rundę rozmów w Arabii Saudyjskiej, aby omówić kroki w kierunku zawieszenia broni z Rosją. Według niego Ukraina był gotowy na proponowane przez USA 30-dniowe zawieszenie broni – w powietrzu, na morzu i na ziemi – ale jest gotowy „zrobić krok wstecz” i porozmawiać o częściowym zawieszeniu broni, biorąc pod uwagę odrzucenie przez Rosję całkowitego zawieszenia broni. Specjalny Wysłannik na Ukrainę Keith Kellogg ogłosił, że Stany Zjednoczone planowały przeprowadzenie pośrednich rozmów między Rosją a Ukrainą w Arabii Saudyjskiej, aby zrozumieć warunki każdej ze stron. Rozmowy będą obejmować „dyplomację wahadłową”, z przedstawicielami Rosji i Ukrainy obecnymi w oddzielnych pokojach.
Według sekretarza stanu Marco Rubio, prezydent Donald Trump złożył podczas rozmowy telefonicznej z prezydentem Zełenskim ofertę, że przejęcie przez USA czterech ukraińskich elektrowni jądrowych byłoby najlepszą ochroną dla tej infrastruktury i wsparciem dla ukraińskiej infrastruktury energetycznej. Zełenski zaprzeczył tej wersji wydarzeń w jednej ważnej kwestii; według niego jedyną omawianą kwestią była okupowana przez Rosję Zaporoska Elektrownia Jądrowa, której ponowne uruchomienie może zająć ponad 2 lata. Podkreślił znaczenie tego obiektu zarówno dla Ukrainy, jak i dla reszty Europy. Zełenski podkreślił, że Ukraina jest gotowa zaakceptować zaprzestanie ataków na obiekty energetyczne i inną infrastrukturę cywilną. Ukraina zaakceptowałaby również amerykańską propozycję bezwarunkowego zawieszenia broni na linii frontu. Prezydent Donald Trump stwierdził, że Stany Zjednoczone spodziewają się podpisania umowy z Ukrainą w sprawie dostępu do kluczowych minerałów i zasobów naturalnych „w bardzo krótkim czasie”, dodając, że: „Radzimy sobie bardzo dobrze w stosunkach z Ukrainą i Rosją”.
Wiceminister obrony Luke Pollard oświadczył, że Wielka Brytania nie wyśle sił pokojowych na Ukrainę bez gwarancji bezpieczeństwa ze strony Stanów Zjednoczonych. Wszyscy przywódcy Unii Europejskiej, z wyjątkiem premiera Węgier Viktora Orbána, poparli oświadczenie potwierdzające niezachwiane poparcie dla integralności terytorialnej Ukrainy. Minister ds. Unii Europejskiej János Bóka powiedział, że Węgry nie popierały integracji Ukrainy z europejskimi strukturami obronnymi, postrzegając ten kraj jako strefę buforową między Europą a Rosją, „która służyłaby interesom zarówno Rosji, jak i Europy”. Boka stwierdził, że potencjalna rola Ukrainy jako „strefy buforowej” zależy od „konsensusu między globalnymi aktorami”, dodając, że jeśli „zarówno USA, jak i UE zrobią coś na Ukrainie bez zgody Putina, to samo w sobie będzie źródłem konfliktu”.
Prezydent Władimir Putin podpisał dekret, zgodnie z którym „obywatele Ukrainy, którzy nielegalnie przebywali w Rosji [i na okupowanych przez Rosję obszarach Ukrainy], byli zobowiązani opuścić kraj do 10 września 2025 roku lub zalegalizować swój pobyt”. Rozporządzenie nie dotyczyło Ukraińców, którzy zarejestrowali swoją tożsamość w rosyjskim MSW przed 10 września. Ustawa nakłada również na wszystkich „obywateli zagranicznych i bezpaństwowców” mieszkających na okupowanych obwodach donieckim, ługańskim, chersońskim i zaporoskim obowiązek poddania się badaniom lekarskim w celu wykrycia obecności narkotyków i chorób zakaźnych przed 10 czerwca 2025 roku.

### 21 marca

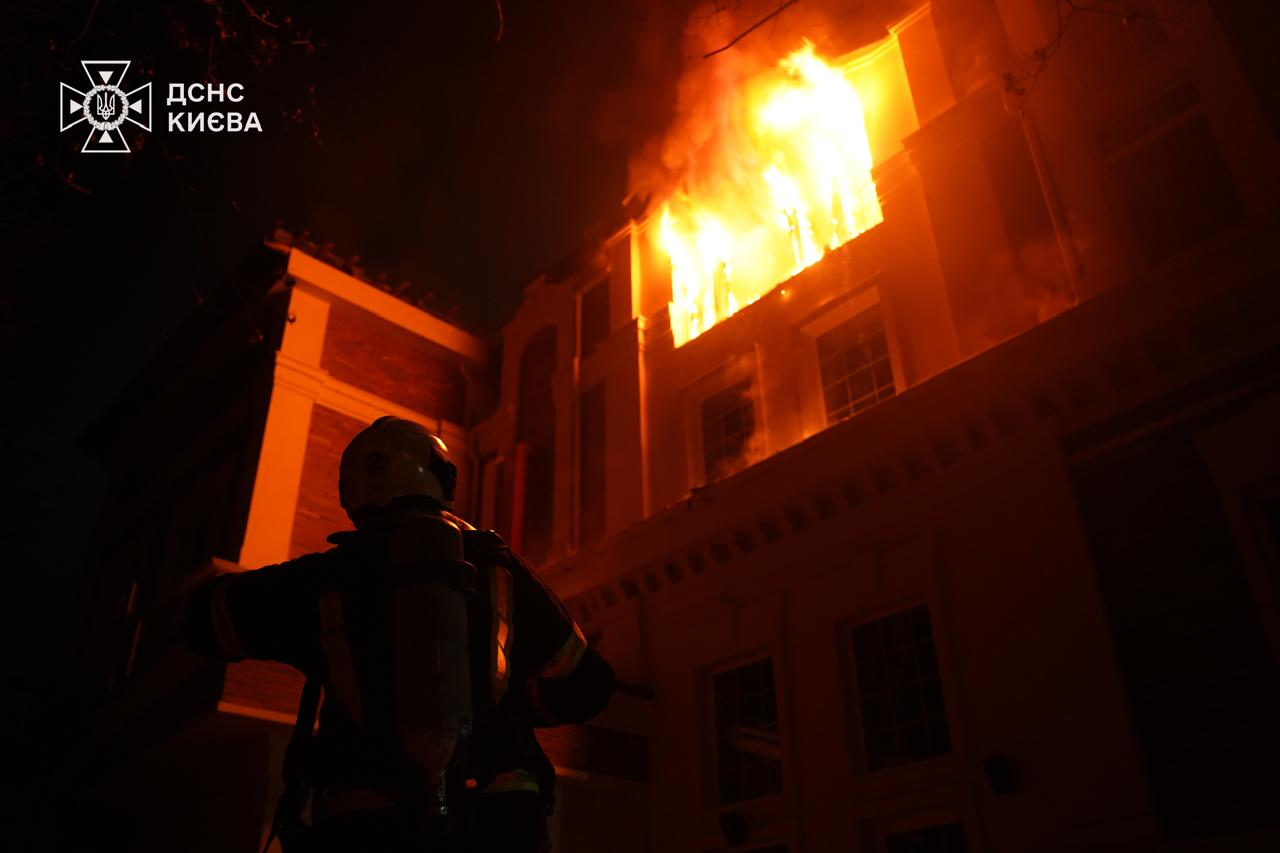
W wyniku rosyjskiego ataku drona na Kijów w rejonie podolskim wybuchł pożar w budynku mieszkalnym. Pożar wybuchł na 3. piętrze 3-piętrowego budynku mieszkalnego. Pożar rozprzestrzenił się na poddasze. Podczas gaszenia pożaru strażacy ewakuowali cztery osoby. Pożar ugaszono o godzinie 23:29. na powierzchni 100 m².

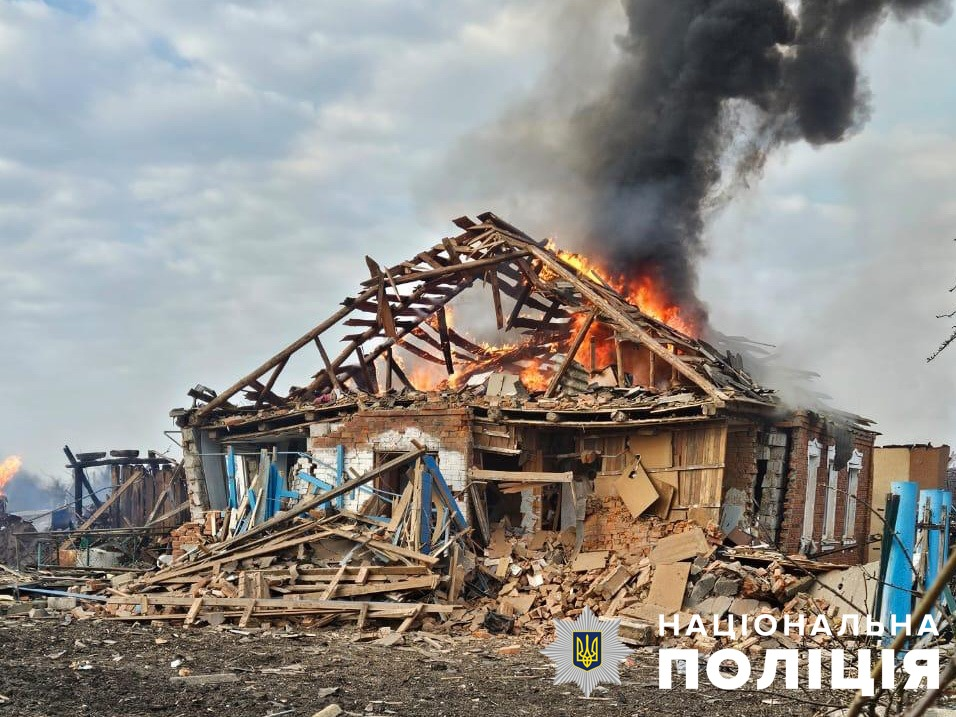
Dom w obwodzie sumskim po rosyjskim ataku.

Według ISW Rosja wykorzystywała trwające negocjacje o zawieszeniu broni jako broń oraz celowo błędnie przedstawiała status i warunki przyszłego porozumienia, aby podważyć i opóźnić negocjacje w sprawie zakończenia wojny. Siły ukraińskie posunęły się naprzód w obwodzie biełgorodzkim, a wojska rosyjskie zrobiły postępy w obwodzie sumskim oraz w pobliżu Kupiańska, Torećka i Pokrowska.
Ukraińskie Siły Powietrzne podały, że w nocy wojska rosyjskie zaatakowały terytorium Ukrainy przy pomocy 214 dronów Shahed 136/131 i dronów-wabików, wystrzelonych z Kurska, Briańska, Millerowa, Primorsko-Achtarska i Krymu. Ukraińska obrona przeciwlotnicza zniszczyła 114 dronów na południu, północy i w centrum kraju, a kolejne 81 zaginęło na Ukrainie w ramach walki elektronicznej. Obwody odeski, chmielnicki, sumski i kijowski zostały dotknięte rosyjskim atakiem. Gubernator Iwan Fedorow powiedział, że armia rosyjska zaatakowała Zaporoże, zabijając trzy osoby, w tym 14-letnią dziewczynkę, i raniąc 12 kolejnych. Uszkodzone zostały obiekty infrastruktury, restauracja, budynek przedszkola, samochody, wysokie budynki i domy prywatne. Gubernator Wadym Fiłaszkin podał, że Rosjanie zaatakowali trzy miasta w obwodzie donieckim, w wyniku czego zginęli i zostali ranni cywile. „W okolicach Konstantynówki Rosjanie zaatakowali cywilny samochód dronem FPV, zabijając 52-letniego mężczyznę”. Wojska rosyjskie ostrzelały Łyman pięcioma rakietami Smiercz, wyniku czego dwie osoby zostały ranne oraz zostały uszkodzone 23 domy, linia energetyczna, gazociąg, samochód i garaż. Kolejna osoba została ranna w Pokrowsku. Gubernator Ołeksandr Prokudin oświadczył, że nad ranem w Biłozerce w obwodzie chersońskim siły rosyjskie zaatakowały dronem mężczyznę na motorowerze, zabijając go. Ponadto cztery osoby zostały ranne wskutek rosyjskich ataków.
Stacja pompowania i pomiaru gazu w Sudży w obwodzie kurskim została ostrzelana, co spowodowało dużą eksplozję. Rosja i Ukraina przerzucały się odpowiedzialnością za ten atak. Rosja stwierdziła, że ataku dokonali Ukraińcy, z kolei Sztab Generalny Ukrainy podał, że stacja była wielokrotnie ostrzeliwana przez samych Rosjan, głównie latem 2024 roku, kiedy armia rosyjska zaatakowała ją pociskami KAB. Następnie 18 marca 2025 roku siły rosyjskie ponownie zaatakowały ją pociskami KAB, a dzień wcześniej ostrzelali artylerią bazę wojskową w Sudży. Według doniesień rosyjska stacja pomp w Kraju Krasnodarskim wciąż płonęła po tym, jak 19 marca została uderzona przez ukraińskie drony. „W trakcie gaszenia, na skutek dekompresji płonącego zbiornika, doszło do wybuchu produktów naftowych i wycieku płonącego oleju”. Pożar obejmował wówczas obszar 10 tys. m², a podczas gaszenia pożaru rannych zostało dwóch strażaków. Gubernator Wiaczesław Gładkow poinformował, że co najmniej jedna osoba zginęła, a druga została poważnie ranna w ataku ukraińskiego drona na wieś Dobrino w rejonie rakitiańskim w obwodzie biełgorodzkim. Trzecia została ranna we wsi Lobkowka. Ukraińskie drony spowodowały również szkody materialne i pożary w co najmniej sześciu innych rejonach wzdłuż granicy rosyjsko-ukraińskiej.
Komisja budżetowa niemieckiego Bundestagu zatwierdziła nowy pakiet pomocy wojskowej dla Ukrainy w wysokości 3 miliardów euro. Fundusze zostaną wykorzystane na zakup amunicji, dronów, pojazdów opancerzonych i systemów obrony powietrznej na potrzeby bieżących działań obronnych Ukrainy. Dziennik The Economist poinformował, że rząd Wielkiej Brytanii i irlandzki firma Thales podpisały kontrakt na produkcję ponad 5 tys. wyrzutni przeciwpancernych pocisków NLAW dla armii ukraińskiej. Transakcja o wartości do 1,6 miliarda funtów była finansowana z brytyjskiej pożyczki w wysokości 3,5 miliarda funtów. Prezydent Petr Pavel oświadczył, że Czechy i Ukraina rozpoczęły realizację trzech wspólnych projektów obronnych, obejmujących nie tylko dostawy amunicji, ale także wymianę wiedzy specjalistycznej.
Rzecznik Kremla Dmitrij Pieskow poinformował, że rozporządzenie prezydenta Władimira Putina o zawieszeniu ataków na infrastrukturę energetyczną Ukrainy pozostawało w mocy; „Rozkaz Naczelnego Dowódcy jest w mocy, a armia rosyjska wstrzymuje się na razie od ataków na infrastrukturę energetyczną Ukrainy zgodnie z porozumieniem osiągniętym między USA i Rosją”. Dodał, że Rosja zawiesiła ataki jedynie na infrastrukturę energetyczną, kontynuując jednocześnie ataki na inne obiekty.
Prezydent Stanów Zjednoczonych Donald Trump powiedział, że w ramach negocjacji mających na celu zakończenie wojny Rosja i Ukraina osiągną porozumienie w sprawie kompleksowego zawieszenia broni i „podziału terytorialnego”. „Toczą się właśnie negocjacje”. Trump nie odpowiedział na pytania mediów o to, czy należy nałożyć nowe sankcje na Rosję w związku z jej dalszymi atakami na Ukrainę. Powiedział jedynie, że obie strony toczyły ze sobą walkę. Specjalny wysłannik prezydenta Trumpa na Bliski Wschód, Steve Witkoff, powiedział w wywiadzie, że władze Ukrainy zgodziły się na przeprowadzenie wyborów prezydenckich. Zgodził się także z argumentem Rosji, że Zełenski „nie został wybrany” na drugą kadencję prezydencką i dlatego „nie może podpisać żadnego traktatu”.
Niemieckie służby celne przejęły tankowiec „Eventin”, który zakotwiczył u wybrzeży wyspy Rugia, mając na pokładzie 99 tys. ton ropy naftowej o wartości 40 milionów euro. Według Unii Europejskiej pływający pod banderą Panamy statek jest w rzeczywistości częścią rosyjskiej „floty cieni”, której Rosja używa do obejścia zachodnich sankcji nałożonych w związku z wojną na Ukrainie.

### 22 marca

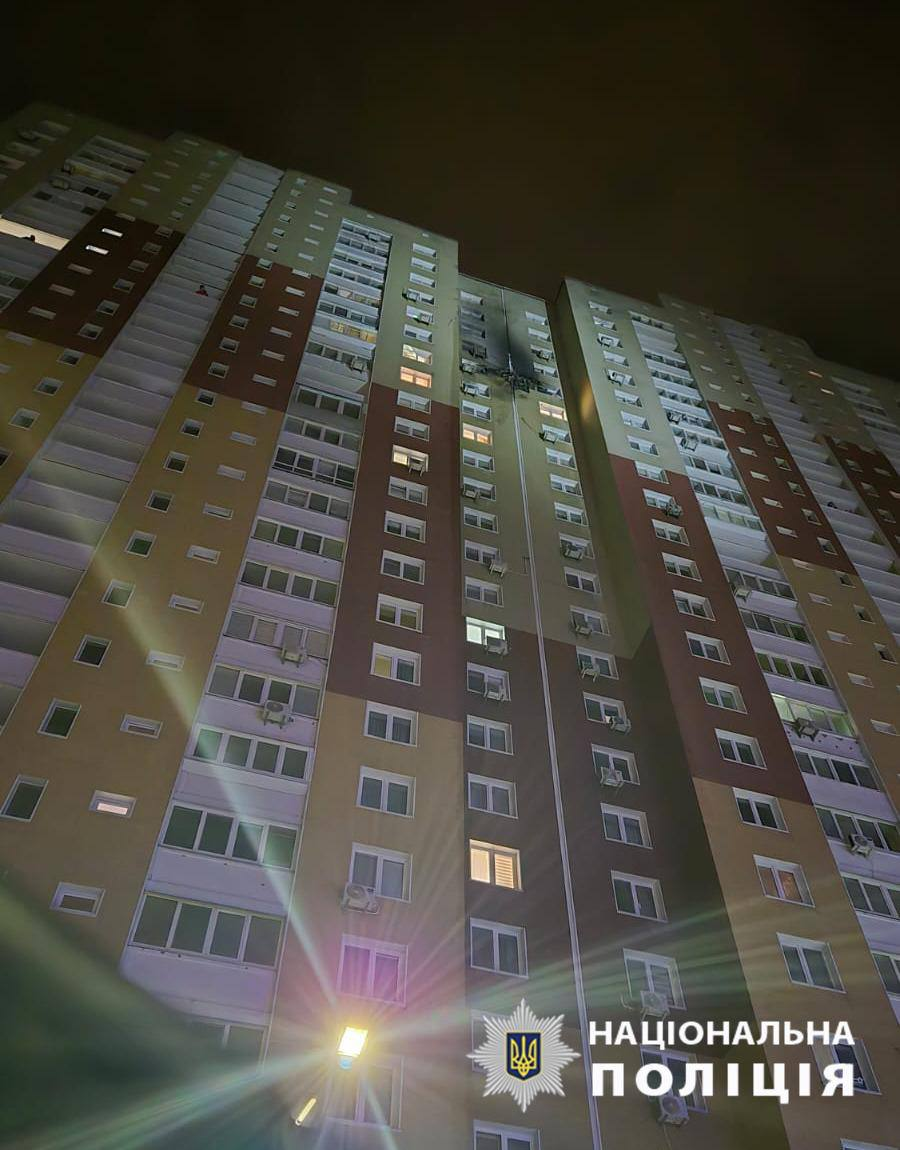
Jeden z budynków mieszkalnych w Kijowie, uszkodzony przez szczątki drona podczas rosyjskiego ataku w nocy z 22 na 23 marca 2025 roku.

W ocenie ISW siły ukraińskie posunęły się w pobliżu Pokrowska, a wojska rosyjskie poczyniły postępy w okolicy Siewierska i Pokrowska oraz w zachodnim obwodzie zaporoskim.
Prezydent Wołodymyr Zełenski odwiedził stanowisko dowodzenia grupy taktycznej „Pokrowsk” w pobliżu Pokrowska w obwodzie donieckim, gdzie został poinformowany o wydarzeniach na linii frontu przez p.o. dowódcy Jurija Madiara, a następnie odwiedził stanowisko dowodzenia grupy taktycznej „Charków”, gdzie sytuację na tym odcinku frontu przedstawił Wiktor Solimczuk. Według Solimczuka armia rosyjska nie przestawała próbować rozszerzać swoich przyczółków w północnych rejonach obwodu charkowskiego.
Sztab Ukrainy podał, że Rosja atakowała w kierunkach Charkowa, Kupiańska, Łymanu, Siewierska, Kramatorska, Torećka, Pokrowska, Nowopawłowska i Zaporoża, gdzie doszło do 147 starć. W ciągu ostatniej doby wojska rosyjskie przeprowadziły 89 nalotów, ok. 2800 ataków dronów i 146 ostrzałów na pozycje i miejscowości ukraińskie. Operacja w obwodzie kurskim trwała; wojska rosyjskie przeprowadziły 25 ataków, 357 ataków artyleryjskich, 11 ostrzałów i 19 nalotów, używając 28 bomb lotniczych na pozycje ukraińskie i miejscowości. Ukraińskie lotnictwo i artyleria zaatakowały 17 miejsc koncentracji, jednostkę artylerii, dwa systemy przeciwlotnicze, system walki radioelektronicznej i dwa stanowiska kontroli dronów.
Według Sił Powietrznych Ukrainy w nocy Rosja zaatakowała Ukrainę przy użyciu 179 dronów Shahed 136/131 i dronów-wabików różnych typów, wystrzelonych z Millerowa, Primorsko-Achtarsk i Krymu. Ukraińska obrona przeciwlotnicza zniszczyła 100 dronów na południu, północy i w centrum kraju, a kolejne 63 zaginęły na Ukrainie w ramach walki elektronicznej. Obwody zaporoski, charkowski, sumski i kijowski ucierpiały w wyniku ataków.
Nad ranem ukraińskie drony zaatakowały rosyjską fabrykę materiałów wybuchowych „Promsintez” w Czapajewsku w obwodzie samarskim. Gubernator Wiaczesław Fedoriszew powiedział, że atak „nie spowodował żadnych szkód ani ofiar”, podczas gdy jeden dron został zestrzelony. Jednak nagranie opublikowane na kanale „Exilenova+” na Telegramie pokazywało eksplozje w okolicy fabryki.
Ministerstwo Energetyki Ukrainy poinformował, że Holandia przeznaczyła 65 milionów euro na Fundusz Wsparcia Energetycznego Ukrainy. Minister przemysłu strategicznego Herman Smetanin poinformował, że na Ukrainie uruchomiono produkcję amunicji do broni strzeleckiej na licencji czeskiej. „Podczas spotkania w obecności prezydenta Czech Petra Pawła i doradcy prezydenta ds. strategicznych Ołeksandra Kamyszina podpisano kilka ważnych dokumentów. Dotyczyły one w szczególności dostaw komponentów do lokalnej produkcji amunicji do broni strzeleckiej i montażu karabinów szturmowych Bren-2”.
Prezydent Petr Pavel powiedział, że Czechy były gotowe wysłać wojska na misję pokojową na Ukrainie w ramach „koalicji chętnych”. „Jeśli istnieje silna grupa europejskich narodów chętnych do zapewnienia Ukrainie gwarancji bezpieczeństwa, jestem głęboko przekonany, że Republika Czeska powinna być wśród nich”. Gazeta Die Welt, powołując się na anonimowe źródła dyplomatyczne, podała, że Chiny również rozważały dołączenie do sił pokojowych jako części kierowanej przez Europę „koalicji chętnych”, aby zapewnić zawieszenie broni na Ukrainie, dodając, że: „Włączenie Chin do koalicji chętnych mogłoby potencjalnie zwiększyć akceptację sił pokojowych na Ukrainie przez Rosję”. Dzień później Ministerstwo Spraw Zagranicznych Chin zaprzeczyło doniesieniom mediów, jakoby rozważano udział w ewentualnej misji pokojowej na Ukrainie.
Według specjalnego wysłannika USA Steve'a Witkoffa prezydent Putin nie był „złoczyńcą”, lecz raczej „wielkim” przywódcą, który chce zakończyć wojnę na Ukrainie. Witkoff spodziewał się osobistego spotkania Putina i Trumpa w najbliższych miesiącach. Putin wie, że obecnie trudno jest Trumpowi przyjechać do Rosji ze względów politycznych. Zdaniem Wittkoffa osiągnięcie powszechnego 30-dniowego zawieszenia broni nie jest odległe. Steve Witkoff w wywiadzie dla Tuckera Carlsona stwierdził, że największym problemem w rozwiązaniu wojny na Ukrainie był status terytoriów okupowanych, czyli Krymu i „tzw. czterech regionów: Donbasu, Ługańska i dwóch kolejnych” oraz gotowość Ukrainy do uznania ich za rosyjskie. Jego zdaniem „one były rosyjskojęzyczne, były «referenda», w których zdecydowana większość ludzi pokazała, że chce być pod rządami Rosji. Uważam, że to jest kluczowa kwestia konfliktu. Pytanie brzmi, czy świat uzna, że są to terytoria rosyjskie? Czy Zełenski będzie w stanie przetrwać politycznie, jeśli to uzna?” Ponadto Witkoff nie sądził również, że „Rosjanie chcą przejść przez Europę”. „Rosjanie dostali to, czego chcieli. „Zwrócili” te pięć regionów. Po co im cokolwiek jeszcze?”.
Według wywiadu ukraińskiego w 2024 roku Rosja transportowała ponad 60% swojego morskiego eksportu ropy naftowej tankowcami „floty cienia”, w tym 78% ropy naftowej i 37% produktów naftowych. Szacunkowa wartość rosyjskiego eksportu ropy drogą morską wynosiła ponad 80 miliardów euro, w tym ropa naftowa – 57 mld euro i produkty naftowe – 26 mld euro. Wówczas „flota cienia” FR składała się z 387 tankowców przewożących ropę naftową i produkty naftowe o łącznej nośności ponad 57 milionów ton metrycznych.

### 23 marca
Ukraińska 3 Samodzielna Brygada Szturmowa poinformowała, że po 30h operacji odzyskała miejscowość Nadija (położoną w pobliżu granicy z obwodem charkowskim) i 3 km² w obwodzie ługańskim. Dowódca 3 Korpusu Armii Andrij Biletski powiedział, że: „Zdobycie Nadiji kosztowało wroga dwa miesiące wysiłków i zniszczyło dwa pułki, 752 [Pułk Zmechanizowany] i 254 [Pułk Zmechanizowany] 20 Armii”.
W opinii ISW amerykańscy i ukraińscy urzędnicy spotkali się w Rijadzie w Arabii Saudyjskiej, aby omówić zarys tymczasowego moratorium na ataki dalekiego zasięgu i możliwe tymczasowe zawieszenie broni na Morzu Czarnym. Siły ukraińskie poczyniły postępy w pobliżu Borowej, a siły rosyjskie posunęły się naprzód w okolicy Torećka i Pokrowska.
SG Ukrainy poinformował, że Rosja atakowała w kierunkach Charkowa, Kupiańska, Łymanu, Siewierska, Kramatorska, Torećka, Pokrowska, Nowopawłowska i Hulajpola, gdzie doszło do 140 starć. W ciągu ostatniej doby wojska rosyjskie przeprowadziły 74 naloty, 2350 ataków dronów i 145 ostrzałów na pozycje i miejscowości ukraińskie. Operacja w obwodzie kurskim trwała; wojska rosyjskie przeprowadziły 17 ataków, 292 ataki artyleryjskie, pięć ostrzałów i 12 nalotów, używając 14 bomb lotniczych na pozycje ukraińskie i miejscowości. Ukraińskie lotnictwo i artyleria zaatakowały 13 miejsc koncentracji, trzy stanowiska kontroli dronów, system przeciwlotniczy i trzy jednostki artylerii. Prezydent Wołodymyr Zełenski poinformował, że w ciągu tygodnia Rosjanie wystrzelili ponad 1580 bomb lotniczych, prawie 1100 dronów i 15 rakiet różnych typów w kierunku Ukrainy.
Siły Powietrzne Ukrainy oświadczyły, że wojska rosyjskie zaatakowały Ukrainę za pomocą 147 dronów Shahed 136/131 i dronów-wabików, wystrzelonych z Millerowa, Briańska, Kurska, Primorsko-Achtarska i okupowanego obwodu zaporoskiego. Ukraińska obrona przeciwlotnicza zestrzeliła 97 dronów na południu, północy, zachodzie i w centrum kraju, a kolejne 25 zaginęło na Ukrainie w ramach walki elektronicznej. Obwody kijowski, charkowski, sumski, czernihowski, odeski i doniecki zostały dotknięte rosyjskim atakiem.
Administracja Wojskowa podała, że w wyniku rosyjskiego ataku dronów na Kijów i upadku szczątków zestrzelonych dronów trzy osoby zginęły, w tym ojciec z 5-letnim dzieckiem, a 10 kolejnych zostało rannych, w tym 11-miesięczne niemowlę. Gubernator Wadym Fiłaszkin powiedział, że cztery osoby zginęły w obwodzie donieckim, w tym trzy w ataku na Dobropole. Według doniesień w budynku policji w Bielajewce w obwodzie odeskim doszło do eksplozji. Lokalne kanały na Telegramie informowały, że kobieta weszła na komisariat policji z paczką, po czym doszło do wybuchu ładunku wybuchowego. W wyniku eksplozji trzech policjantów zostało rannych, a kobieta zginęła. Strona internetowa kolei ukraińskich była celem potężnego cyberataku. Operator kolejowy oświadczył, że „systemy online Ukrzaliznytsia zostały poddane szeroko zakrojonemu, ukierunkowanemu cyberatakowi”, wyniku czego witryna internetowa i aplikacja firmy stały się niedostępne z powodu „awarii technicznej”. 
Ukraińskie drony zaatakowały rafinerię ropy naftowej w Wołgogradzie. Według rosyjskich źródeł drony zostały zestrzelone, gdy zbliżały się do obiektu. Ministerstwo Obrony Rosji poinformowało, że w nocy zestrzelono 59 ukraińskich dronów, w tym 29 nad obwodem rostowskim i 20 nad południowo-zachodnim obwodem astrachańskim. Według gubernatora Jurija Ślusara w Rostowie jedna osoba zginęła w wyniku ataku ukraińskiego drona. Grupa partyzancka „Atesz” ogłosiła, że zniszczono szafę transformatorową na linii kolejowej w obwodzie smoleńskim, aby zakłócić transport ładunków wojskowych w kierunku obwodów briańskiego i kurskiego. Według zdjęć satelitarnych ukraiński dron, który 20 marca zaatakował rosyjską bazę lotniczą Engels-2, uderzył w skład amunicji na terenie bazy. W związku z tym ok. 67% budynków magazynowych uległo zniszczeniu, niektóre zostały uszkodzone, podczas gdy ok. 25% składów pozostało nienaruszonych. Atak ten z pewnością miał trwały wpływ na możliwość dalszego używania przez Rosję lotniczych pocisków manewrujących przeciwko Ukrainie.
W Rijadzie delegacje ukraińska i amerykańska odbyły pierwszą rundę negocjacji. Strony zrobiły sobie przerwę, po której dialog będzie kontynuowany. Delegacji ukraińskiej przewodniczy minister obrony Rustem Umierow, a w jej skład wchodzili również sekretarz stanu Ministerstwa Spraw Zagranicznych Ołeksandr Karasiewicz, wiceszefowie Ministerstwa Obrony Pawło Palisa i Ihor Żółkiew oraz wiceminister energetyki Mykoła Kolisnyk. Prezydent Zełenski w swoim wieczornym przemówieniu stwierdził, że spotkanie delegacji ukraińskiej i amerykańskiej w Arabii Saudyjskiej było „konstruktywne i korzystne” oraz że poczyniono postępy w kluczowych kwestiach. „Nasz zespół pracuje bardzo konstruktywnie, a dyskusja była bardzo korzystna. Praca delegacji trwała”. Minister obrony Umierow poinformował, że w Rijadzie omawiano „kwestie techniczne” dotyczące częściowego zawieszenia broni w sprawie ataków na infrastrukturę energetyczną i krytyczną.
Prezydent USA Donald Trump powiedział, że wysiłki mające na celu zakończenie wojny na Ukrainie były „w pewnym stopniu pod kontrolą”. Wcześniej stwierdził, że odbył „bardzo racjonalne dyskusje” z prezydentem Władimirem Putinem. „Nie sądzę, żeby ktokolwiek na świecie mógł powstrzymać [Putina] oprócz mnie, a myślę, że będę w stanie go powstrzymać. Mieliśmy kilka bardzo racjonalnych dyskusji i po prostu chcę, żeby ludzie przestali być zabijani”.
Dziennik The Telegraph, powołując się na kilka źródeł wojskowych, stwierdził, że plan pokojowy „koalicji chętnych” premiera Wielkiej Brytanii Keira Starmera dla Ukrainy został skrytykowany przez brytyjskich urzędników wojskowych jako „teatr polityczny” bez „określonego stanu końcowego lub założeń planowania militarno-strategicznego”. „Starmer wybiegł w przyszłość, mówiąc o żołnierzach na ziemi, zanim zorientował się, o czym mówi, dlatego teraz słyszymy o tym mniej, a więcej o samolotach odrzutowych i okrętach, które są łatwiejsze do wykonania i nie wymagają bazowania na Ukrainie”. Inne źródło wojskowe opisało sytuację jako ruch polityczny „bez sensu wojskowego”, dodając, że Rosja i USA nie popierały koalicji kierowanej przez Wielką Brytanię. Dodano, że istniało wiele niepewności co do roli „10 tys. międzynarodowych sił stacjonujących na zachodzie kraju, ponad 400 km od linii frontu”.

### 24 marca

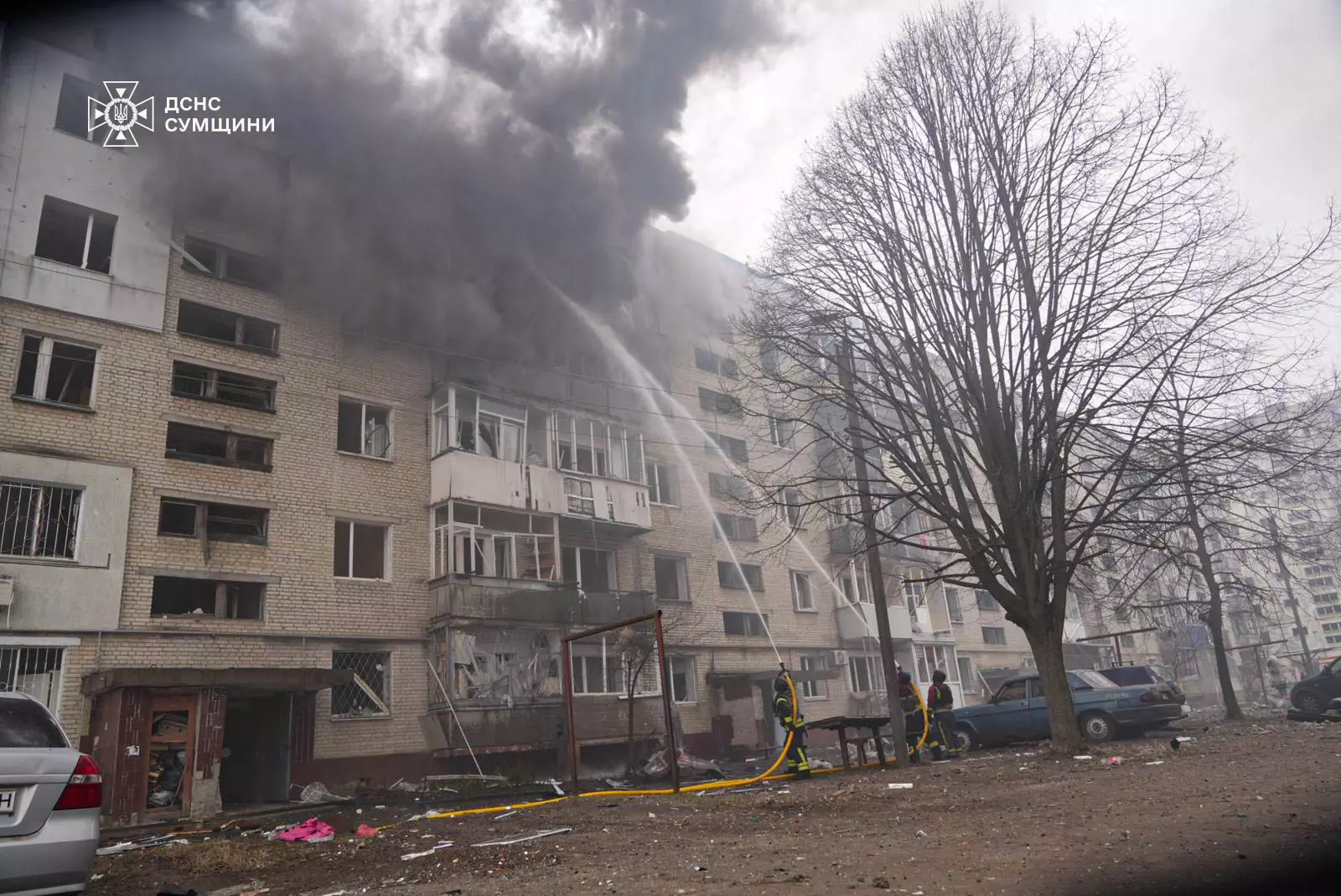
Budynek mieszkalny w Sumach po rosyjskim ataku rakietowym. Oprócz budynków mieszkalnych uszkodzone zostały obiekty infrastruktury, szkoła i placówki medyczne. Rannych zostało co najmniej 101 osób, w tym 23 dzieci.

Zastępca dowódcy 429 Samodzielnego Pułku Systemów Bezzałogowych „Achilles” Ołeś Maliarewycz powiedział, że siły ukraińskie odzyskały część terytorium w pobliżu Dworicznej w obwodzie charkowskim. „Mówiąc o Dworicznej można zobaczyć na DeepState, że istnieją niebieskie strefy, w których część terytorium została wyzwolona. Były to bardzo ważne, ale niewielkie operacje”. Maliarewycz zauważył, że chociaż wojska rosyjskie nie dokonały zdobyczy terytorialnych, to jednak kontynuowały ciężkie ataki w sektorze kupiańskim. Rosja „wykorzystywała jednostki piechoty. Przeprawy pontonowe nie były nowością, ale próbowali to robić. Znajdywaliśmy ich, gdy zbliżali się do rzeki, ale nie zawsze było to możliwe. Jednak niszczymy ich na przeprawie, niszczymy ich na podejściach i niszczymy ich na lewym brzegu rzeki Oskoł”. Według Maliarewicza siły rosyjskie poniosły „dość poważne straty” na zachodnim brzegu rzeki, a część wojsk rosyjskich, którym udało się przeprawić, okopała się w prowizorycznych umocnieniach.
W ocenie ISW delegacje USA i Rosji spotkały się w Arabii Saudyjskiej po rozmowach USA i Ukrainy na temat szczegółów tymczasowego zawieszenia broni w przypadku ataków dalekiego zasięgu i na Morzu Czarnym. Siły ukraińskie posunęły się naprzód w Demidowce w północno-zachodnim obwodzie biełgorodzkim pośród trwających ukraińskich ataków w tym rejonie. Tymczasem Ukraińcy posunęli się naprzód w obwodzie biełgorodzkim oraz w pobliżu Torećka i Pokrowska, a siły rosyjskie zrobiły postępy w pobliżu Siewierska, Torećka, Pokrowska i Wełykiej Nowosiłki. Według doniesień siły rosyjskie nie radziły sobie z zapewnieniem odpowiedniej liczby dronów FPV w obliczu trwających wysiłków mających na celu centralizację rosyjskich operacji dronów pod nadzorem rosyjskiego MON.
Sztab Ukrainy podał, że Rosja atakowała w kierunkach Charkowa, Kupiańska, Łymanu, Siewierska, Kramatorska, Torećka, Pokrowska, Nowopawłowska, Hulajpola i Zaporoża, gdzie doszło do 165 starć. W ciągu ostatniej doby wojska rosyjskie przeprowadziły 76 naloty, 2640 ataków dronów i 142 ostrzały na pozycje i miejscowości ukraińskie. Operacja w obwodzie kurskim trwała; wojska rosyjskie przeprowadziły 18 ataków, 302 ataki artyleryjskie, siedem ostrzałów i 16 nalotów, używając 20 bomb lotniczych na pozycje ukraińskie i miejscowości. Ukraińskie lotnictwo i artyleria zaatakowały 15 miejsc koncentracji, jednostkę artylerii i stanowisko dowodzenia.
Według ukraińskich Sił Powietrznych Rosjanie zaatakowali Ukrainę przy wykorzystaniu 99 dronów Shahed 136/131 i dronów-wabików, wystrzelonych z Millerowa, Kurska i Primorsko-Achtarska. Ukraińska obrona przeciwlotnicza zestrzeliła 57 dronów na południu, północy, zachodzie i w centrum kraju, a kolejne 36 zaginęło na Ukrainie w ramach walki elektronicznej. Skutki ataku odnotowano w obwodach kijowskim, charkowskim, sumskim, kirowohradzkim i zaporoskim. 37-letni mężczyzna został ranny w wyniku ataku drona w rejonie fastowskim w obwodzie kijowskim. Ok. 14:00 wojsko rosyjskie przeprowadziło atak rakietowy na gęsto zaludnioną dzielnicę mieszkaniową w Sumach, powodując uszkodzenia dużej ilości budynków mieszkalnych i infrastruktury, a także częściowe zniszczenie szkoły. Według władz rannych zostało 101 osób, w tym 23 dzieci, z których do szpitala trafiło 16 dorosłych i 14 dzieci. Lokalni dziennikarze donosili, że w momencie ataku w Sumach nie ogłoszono alarmu lotniczego. Gubernator Iwan Fedorow poinformował, że w nocy wojska rosyjskie ostrzelały Zaporoże, gdzie wybuchł pożar i ranna została 54-letnia kobieta. Fala uderzeniowa i odłamki uszkodziły okna wieżowców, garaż i domy prywatne.
Ukraińskie wojsko stwierdziło, że Siły Operacji Specjalnych wraz wywiadem ukraińskim i artylerią przeprowadziły ataki rakietowe, które zniszczyły dwa rosyjskie śmigłowce Ka-52 i dwa śmigłowce Mi-8 na lądowisku w pobliżu wsi Iwnia w obwodzie biełgorodzkim, ok. 60 km od granicy z Ukrainą. Lądowisko zostało zaatakowane „atakami rakietowymi” z systemu HIMARS, w tym pociskami M30A2 wyposażonymi w 180 tys. małych kulek wolframowych otaczających centralny ładunek wybuchowy. Samolot szturmowy Su-25 rozbił się podczas lotu szkoleniowego w Kraju Nadmorskim. W trakcie lotu rzekomo doszło do awarii obu silników samolotu, co było przyczyną wypadku. Pilot katapultował się i przeżył. Według Izwiestii trzech rosyjskich dziennikarzy pracujących dla Izwiestii i Zwiezdy zginęło podczas ataku na ich samochód w sektorze kupiańskim. Szef Ługańskiej Republiki Ludowej Leonid Pasiecznik i Komitet Śledczy Rosji podali, że zginęli wraz z trzema cywilami w Kreminnej.
Ministerstwo Obrony Ukrainy podało, że kraje partnerskie „koalicji dronów” przeznaczyły 20 milionów euro ze wspólnego funduszu na zakup dronów rozpoznawczych klasy taktycznej dla Ukrainy. „Jesteśmy wdzięczni naszym partnerom za odpowiedź na tę krytyczną potrzebę. Szybka reakcja i elastyczność w podejmowaniu tej decyzji są ważne, zwłaszcza teraz, gdy Siły Obronne potrzebują ich najbardziej”. Oczekiwano się, że drony zostaną dostarczone w ciągu trzech miesięcy. Ukraińska 47 Brygada Artylerii otrzymała działo holowane Bohdana-B 155 mm produkcji ukraińskiej. Działo zostało opracowane na bazie istniejącej jednostki artyleryjskiej składającej się z działa samobieżnego Bohdana i holowanej lawety radzieckiego działa Hiacynt-B.
W Rijadzie miały miejsce rozmowy pomiędzy delegacjami amerykańską i rosyjską, które trwały ponad 12 godzin. Rzeczniczka rosyjskiego MSZ Marija Zacharowa powiedziała, że „nie należy spodziewać się przełomu” w rozmowach w Arabii Saudyjskiej. Delegację amerykańską reprezentowali starszy dyrektor Rady Bezpieczeństwa Narodowego USA Andrew Peake i dyrektor ds. planowania polityki USA Michael Anton. Ze strony rosyjskiej w rozmowach uczestniczyli przewodniczący Komitetu Spraw Międzynarodowych Rady Federacji Grigorij Karasin i doradca dyrektora FSB Siergiej Biesieda. Rzecznik Kremla Dmitrij Pieskow potwierdził, że Inicjatywa Czarnomorska była kluczowym tematem rozmów USA i Rosji w Rijadzie. „Sprawa Inicjatywy Czarnomorskiej i wszystko, co wiąże się z odnowieniem inicjatywy, jest dziś w porządku obrad”. Dodał, że prezydent Władimir Putin zostanie natychmiast poinformowany o wynikach konsultacji. Doradca Kancelarii Prezydenta Serhij Leszczenko powiedział, że „techniczne” rozmowy między USA a Ukrainą na temat możliwego zawieszenia broni z Rosją skupiły się na infrastrukturze i bezpieczeństwie żeglugi. „Dyskusja dotyczyła wzajemnego zawieszenia broni: nie będziemy atakować ich [rosyjskich] obiektów na morzu i rzekach, a oni nie będą atakować naszych obiektów, naszych portów w Chersoniu i Mikołajowie, portów w Wielkiej Odessie”.
Dziennik The Moscow Times, powołując się na rosyjskie źródła, podało, że Rosja celowo przedłużała rozmowy pokojowe na temat Ukrainy, aby przejąć więcej terytoriów i wzmocnić swoją pozycję negocjacyjną wobec Stanów Zjednoczonych. Rosyjskie źródło dyplomatyczne poinformowało, że czas grał na korzyść Rosji, a ta chce „wykorzystać go jak najlepiej”. Z kolei rosyjski urzędnik powiedział, że Rosja ma nadzieję, że USA albo będą tolerować dalsze rosyjskie ofensywy, albo wywrze presję na Ukrainę, aby wycofała się z częściowo okupowanych regionów, w tym z obwodów chersońskiego i zaporoskiego. Podczas negocjacji z USA w Arabii Saudyjskiej Rosja dążyła do przejęcia pełnej kontroli nad czterema okupowanymi obwodami ukraińskimi (donieckim, ługańskim, zaporoskim i chersońskim). Prezydent Władimir Putin nie może politycznie utracić tych terytoriów, a Rosja zamierzała za wszelką cenę umocnić nad nimi kontrolę. Ponadto rosyjska konstytucja nie przewidywała żadnego mechanizmu umożliwiającego regionom opuszczenie Rosji.

### 25 marca
Rosyjscy blogerzy wojenni donosili, że siły rosyjskie oczyściły Demidowkę i Popowkę w obwodzie biełgorodzkim. Rosyjskie Ministerstwo Obrony stwierdziło, że siły rosyjskie zajęły miejscowość Myrne, na północny wschód od Łymanu w obwodzie donieckim. Rzecznik ukraińskiej 14 Brygady GNU „Czerwona Kalina” Mykoła Kowal powiedział, że siły rosyjskie wznowiły ataki w sektorze pokrowskim w obwodzie donieckim. „Ostatnio stali się oni [rosyjscy żołnierze] bardziej aktywni. Udało nam się odeprzeć ataki, utrzymujemy linię, ale wróg próbuje przebić się przez naszą linię obrony i dotrzeć do naszych pozycji, a także zyskać przyczółek na niektórych pozycjach każdego dnia”. Rosyjskie wojsko atakowało pozycje ukraińskie „tak jak na początku aktywnej fazy” w sektorze Pokrowska, wykorzystując w tym celu więcej dronów FPV, artylerię i piechotę.
Według ISW urzędnicy USA, Ukrainy i Rosji osiągnęli pewne porozumienia w sprawie tymczasowego zawieszenia broni w przypadku ataków na infrastrukturę energetyczną i na Morzu Czarnym. Putin nadal odrzucał proponowane przez Trumpa i Zełenskiego tymczasowe zawieszenie broni na linii frontu, pomimo zgody na jakąś formę zawieszenia broni w przypadku ataków na infrastrukturę energetyczną i na Morzu Czarnym. Zwlekanie i nieustępliwość Putina hamowały wysiłki Trumpa zmierzające do zapewnienia trwałego i stabilnego porozumienia pokojowego. Siły rosyjskie posunęły się naprzód w rejonie granicznym obwodów kurskiego i sumskiego oraz w pobliżu Torećka i w zachodnim obwodzie zaporoskim.
Sztab Ukrainy oświadczył, że Rosja atakowała w kierunkach Charkowa, Kupiańska, Łymanu, Siewierska, Kramatorska, Torećka, Pokrowska, Nowopawłowska, Hulajpola i Zaporoża, gdzie doszło do 207 starć. W ciągu ostatniej doby wojska rosyjskie przeprowadziły 116 nalotów, 2233 ataków dronów i 159 ostrzałów na pozycje i miejscowości ukraińskie. Operacja w obwodzie kurskim trwała; wojska rosyjskie przeprowadziły 29 ataków, 247 ataki artyleryjskie, siedem ostrzałów i 19 nalotów, używając 23 bomby lotnicze na pozycje ukraińskie. Ukraińskie lotnictwo i artyleria zaatakowały dziewięć miejsc koncentracji, stanowisko dowodzenia i dwie jednostki artylerii.
Siły Powietrzne Ukrainy poinformowały, że siły rosyjskie zaatakowały Ukrainę za pomocą pocisku balistycznego Iskander-M (wystrzelonego z Krymu) oraz 139 dronów Shahed 136/131 i dronów-wabików różnych typów (z Millerowa, Kurska, Primorsko-Achtarska i Krymu). Ukraińska obrona przeciwlotnicza zniszczyła 78 dronów na południu, północy i w centrum kraju, a kolejne 34 zaginęły na Ukrainie w ramach walki elektronicznej. Obwody charkowski, sumski, połtawski, kirowohradzki, kijowski, czerkaski i odeski zostały dotknięte rosyjskim atakiem. W nocy ugaszono pożary w magazynach, które wybuchły na skutek spadających szczątków dronów w rejonach fastowskim i boryspolskim obwodu kijowskiego. Gubernator Ołeh Siniehubow podał, że Izium w obwodzie charkowskim został zaatakowany przez rosyjskie drony, w rezultacie czego odnotowano 14 ataków. „W wyniku ostrzału cywilna infrastruktura niezamieszkana stanęła w płomieniach. W tej chwili nie ma ofiar”. Szef Rady Obrony Ołeksandr Wilkul poinformował, że podczas rosyjskiego zmasowanego ataku dronów Shahed na Krzywy Róg odnotowano co najmniej 15 eksplozji. Gubernator Serhij Łysak stwierdził, że w wyniku ataku rosyjskiego drona w Krzywym Rogu wybuchły pożary, w których zniszczony został budynek administracyjny, magazyny, przedsiębiorstwo i sześć samochodów.
SG Ukrainy poinformował, że ukraińskie Siły Powietrzne przeprowadziły „precyzyjne uderzenie” na punkt koncentracji w Kondratowce w obwodzie kurskim, zabijając 30 rosyjskich żołnierzy.
Według OSW Rosjanie kontynuowali działania zaczepne w Donbasie oraz obwodach charkowskim i zaporoskim, jednak tempo ataków było powolne. Nieznaczne postępy zrobili na większości odcinków frontu, m.in. ponownie zajęli Krymśke w aglomeracji torećkej, lecz nie zmieniało to ogólnej sytuacji. Do wznowienia rosyjskich ataków doszło na zachód od Nju-Jorku. Według części źródeł wojska rosyjskie zajęły tam dwie miejscowości. Wojska ukraińskie skutecznie kontratakowały na granicy obwodów charkowskiego i ługańskiego, gdzie udało im się odzyskać wieś Nadija, a także w Torećku oraz w okolicach Kupiańska i Pokrowska. Na granicy obwodów kurskiego i sumskiego Rosjanie zepchnęli Ukraińców w rejon przejścia granicznego Sudża oraz poszerzyli obszar działań w obwodzie sumskim, atakując leżącą na zachód wieś Wodołahy. Ukraińcy kontynuowali operację dywersyjną na granicy obwodów sumskiego i biełgorodzkiego, 30 km na południe od Sudży. Po początkowych niepowodzeniach udało im się uzyskać przyczółek w leżącej po rosyjskiej stronie granicy Demidowce. Walki miały ograniczony charakter i nie wymusiły na Rosjanach przesunięcia dodatkowych sił z okolic Sudży, co prawdopodobniej było celem ukraińskiej dywersji.
Stany Zjednoczone oświadczyły, że podczas negocjacji w Arabii Saudyjskiej zawarto wstępne porozumienie między Rosją a Ukrainą w sprawie zaprzestania działań militarnych na Morzu Czarnym, zapewnienia bezpiecznej żeglugi i zapobieganie wykorzystywaniu statków handlowych do celów militarnych, w tym transportu broni. USA pomogą Rosji przywrócić dostęp do światowych rynków eksportu produktów rolnych i nawozów, obniżą koszty ubezpieczeń morskich oraz ułatwią dostęp do portów i systemów płatności dla tego typu transakcji. Stany Zjednoczone i Ukraina uzgodniły także, że USA ułatwią wymianę pojmanych cywilów, uwolnią zatrzymanych i umożliwią repatriację ukraińskich dzieci deportowanych przez Rosję. Jednakże wiele szczegółów pozostało nierozwiązanych.
Prezydent Wołodymyr Zełenski powiedział, że częściowe zawieszenie broni w związku z atakami na infrastrukturę energetyczną i obszar Morza Czarnego powinno wejść w życie 25 marca 2025 roku. Stwierdził również, że minister obrony Umierow zwrócił się z zapytaniem do urzędników amerykańskich o datę wejścia w życie zawieszenia broni, ale obie strony uważały, że wejdzie ono w życie po tym, jak USA wyda formalne oświadczenie. Dodał, że Ukraina nie miała wiedzy o jakimkolwiek porozumieniu zawartym między Stanami Zjednoczonymi a Rosją oraz uważał, że pomoc USA dla Rosji w zakresie wznowienia eksportu żywności można postrzegać jako złagodzenie sankcji wobec Rosji, osłabiając pozycję Ukrainy i sankcje. Ponadto stwierdzono, że jeśli Rosja naruszy porozumienie o zawieszeniu broni, Ukraina może zwrócić się o pomoc do USA. Ukraina przekazała również listę obiektów energetycznych, których Rosja nie powinna atakować w czasie trwania zawieszenia broni. Zełenski stwierdził także, że  Stany Zjednoczone zaproponowały podpisanie nowej „dużej” umowy mineralnej z Ukrainą, opartej na poprzedniej umowie ramowej; „Po umowie ramowej, opracowywane jest pełne porozumienie. Teraz USA zaproponowały nam «główną» umowę, ich wizję [umowy]”. Zełenski powiedział, że nowa wersja umowy nie zawierała klauzuli dotyczącej ukraińskich elektrowni jądrowych.
Rosja ogłosiła, że zawieszenie broni na Morzu Czarnym wejdzie w życie po zniesieniu przez Zachód sankcji wobec rosyjskiego Rosselkhozbanku i innych organizacji finansowych zaangażowanych we wspieranie międzynarodowych operacji handlu żywnością oraz przywróceniu ich połączenia z systemem SWIFT. Strona rosyjska opublikowała swoją wersję listy obiektów energetycznych w FR i na Ukrainie, które rzekomo były objęte 30-dniowym moratorium od 18 marca 2025 roku, w tym rafinerie ropy naftowej, rurociągi ropy naftowej i gazu oraz obiekty magazynowe; infrastruktura do wytwarzania i przesyłu energii elektrycznej; elektrownie jądrowe i zapory wodne. Dokument ten rzekomo został uzgodniony między USA a Rosją. W przypadku naruszenia strona jest zwolniona ze zobowiązań. Prezydent USA Donald Trump powiedział później, że rozważał zniesienie dodatkowych sankcji wobec Rosji, aby zapewnić wdrożenie porozumienia o zawieszeniu broni na Morzu Czarnym.
W odpowiedzi na pytanie mediów, czy uważa, że Rosja chce zakończenia wojny, prezydent Donald Trump stwierdził, że „Nie wiem. To znaczy, dam ci znać w pewnym momencie. Ale myślę, że Rosja chce zobaczyć jej koniec, ale możliwe, że ociąga się”. Ocena wywiadowcza przedłożona Komisji ds. Wywiadu Senatu USA przez Dyrektora Wywiadu Narodowego USA Tulsi Gabbard wskazywała, że Ukraina i Rosja były wówczas bardziej skłonne do przedłużania wojny niż do zawarcia niekorzystnego dla siebie porozumienia pokojowego. Dyrektor CIA John Ratcliffe powiedział na posiedzeniu Senatu, że Ukraina będzie kontynuować wojnę nawet „gołymi rękami”, jeśli nie otrzyma akceptowalnych warunków trwałego pokoju. „Chcę powiedzieć, że jeśli chodzi o ukraiński opór, naród ukraiński i ukraińskie wojsko są niedoceniane od kilku lat. Z moich przemyśleń na temat obserwacji, z punktu widzenia wywiadu, jestem przekonany, że będą walczyć gołymi rękami, jeśli będą musieli, jeśli nie będą mieli warunków akceptowalnych dla trwałego pokoju”.

### 26 marca

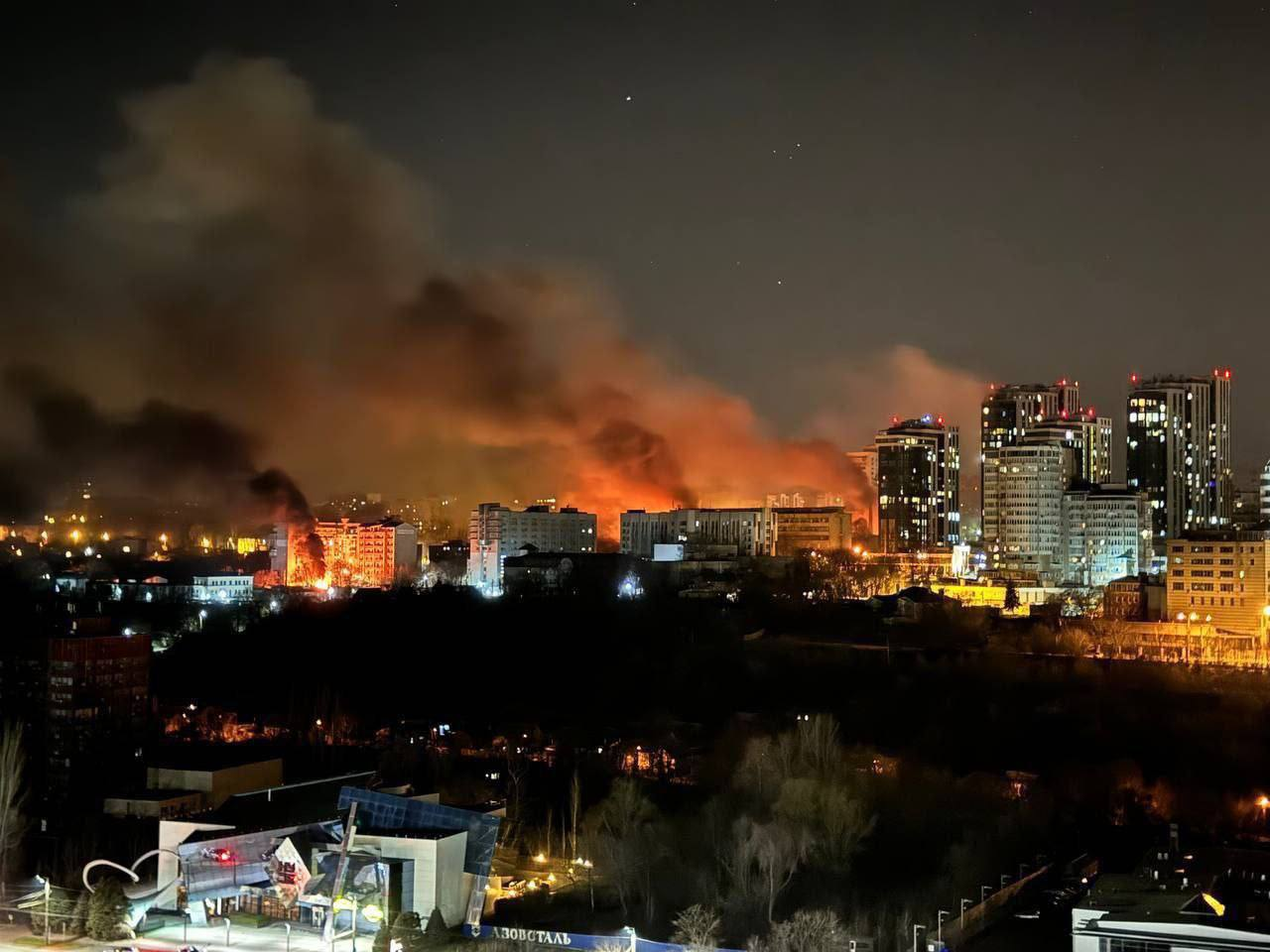
Zdjęcie płonącego centrum Dniepru w wyniku ataku rosyjskiego.

Według ISW szczegóły porozumień o zawieszeniu ataków na infrastrukturę energetyczną i w obszarze Morza Czarnego, które urzędnicy USA, Ukrainy i Rosji zawarli 24 i 25 marca, pozostawały niejasne. Rosja i Ukraina wzajemnie oskarżały się o uderzenia i naruszenia zawieszenia broni. Siły rosyjskie posunęły się naprzód w obwodzie kurskim, w pobliżu Torećka, Wełykiej Nowosiłki i w zachodnim obwodzie zaporoskim, z kolei wojska ukraińskie poczyniły postępy w obwodzie biełgorodzkim i w pobliżu Torećka. Ponadto Rosja kontynuowała reorganizację oddziałów dronów w nowe jednostki, prawdopodobnie w ramach trwających działań mających na celu utworzenie Sił Bezzałogowych Rosji.
SG Ukrainy podał, że Rosja atakowała w kierunkach Charkowa, Kupiańska, Łymanu, Siewierska, Kramatorska, Torećka, Pokrowska, Nowopawłowska, Hulajpola, Zaporoża i Chersonia, gdzie doszło do 224 starć. W ciągu 24h wojska rosyjskie przeprowadziły jeden atak rakietowy, 77 nalotów, 2646 ataków dronów i 159 ostrzałów na pozycje i miejscowości ukraińskie. Operacja w obwodzie kurskim trwała; wojska rosyjskie przeprowadziły 25 ataków, 492 ataki artyleryjskie, dziewięć ostrzałów i 19 nalotów, używając 28 bomb lotniczych na pozycje ukraińskie. Ukraińskie lotnictwo i artyleria zaatakowały 15 miejsc koncentracji, stację radarową i jednostkę artylerii.
Według ukraińskich Sił Powietrznych wojska rosyjskie zaatakowały Ukrainę przy użyciu 117 dronów Shahed 136/131 i dronów-wabików różnych typów, wystrzelonych z Millerowa, Kurska, Primorsko-Achtarska i Krymu. Ukraińska obrona przeciwlotnicza zestrzeliła 56 dronów na południu, północy, wschodzie i w centrum kraju, a kolejne 48 zaginęło na Ukrainie w ramach walki elektronicznej. Atak dotknął obwody sumski, dniepropetrowski, kirowohradzki i czerkaski. Gubernator Ołeh Siniehubow i mer Ihor Terechow poinformowali, że Rosjanie przeprowadzili ataki dronów na Charków, powodując szkody w infrastrukturze cywilnej i raniąc co najmniej dziewięć osób. Uszkodzone zostały bloki, budynki mieszkalne, samochody i budynki gospodarcze. Ogółem w mieście odnotowano co najmniej 15 eksplozji. Gubernator Serhij Łysak stwierdził, że wieczorem siły rosyjskie zaatakowały Dniepr dronami, w wyniku czego trzy osoby zostały ranne. Uszkodzone zostały przedsiębiorstwa, placówki edukacyjne i kulturalne oraz ponad 12 wieżowców i ok. 60 samochodów.
Sztab Ukrainy poinformował, że wojska ukraińskie zniszczyły rosyjski posterunek dowodzenia i obserwacyjny na obszarze między Wiktorowką i Uspienowką w obwodzie kurskim. W ataku zginął dowódca 1 batalionu 9 Pułku Strzelców Zmotoryzowanych. Rosyjski Pierwyj kanał poinformował, że jeden z członków ekipy filmowej najechał na minę lądową w obwodzie biełgorodzkim, niedaleko granicy z Ukrainą. W wyniku eksplozji zginęła dziennikarka i korespondentka wojenna 35-letnia Anna Prokofiewa, a operator kamery Dmitrij Wołkow został ranny.
Prezydent Emmanuel Macron powiedział, że Francja przekaże pakiet pomocy wojskowej dla Ukrainy o wartości 2 miliardów euro, który obejmował: pociski przeciwpancerne Milan, rakiety obrony powietrznej MICA, rakiety dla samolotów Mirage 2000, przeciwlotnicze pociski rakietowe Mistral, lekkie czołgi AMX-10RC, transportery opancerzone VAB oraz różne rodzaje amunicji, w tym zdalnie sterowaną, i drony. 
Dyrektor Departamentu Polityki Zamówień Publicznych Hlib Kanewski oświadczył, że w 2025 roku Ministerstwo Obrony Ukrainy podpisało w ramach inicjatywy „Broń zwycięstwa” kontrakty z 12 ukraińskimi producentami broni na łączną kwotę ok. 3,1 mld dolarów. Ministerstwo Obrony Ukrainy ogłosiło, że zatwierdziło produkcję krajowego drona „Bird of Prey” do operacji bojowych. Drony były wyposażone w ładunki zdolne do atakowania ciężkiego sprzętu, w tym czołgów, transporterów opancerzone i artylerii samobieżnej, a także ufortyfikowanych schronów.
Prezydent Wołodymyr Zełenski w wywiadzie dla Le Figaro powiedział, że Rosja przygotowuje się do nowej ofensywy w obwodach sumskim i charkowskim tej wiosny. Musimy patrzeć na sytuację z szeroko otwartymi oczami. Putin przygotowuje nową ofensywę, szczególnie w obwodach sumskim i charkowskim. Mogę potwierdzić, że Putin próbuje zyskać czas i przygotowuje się do ofensywy wiosennej. Widzimy przygotowania do tej nadchodzącej operacji”. Zełenski dodał, że Putin pierwotnie planował rozpoczęcie tej operacji 8 miesięcy temu, ale został zmuszony do jej opóźnienia ze względu na operację kurską przeprowadzoną przez armię ukraińską.
Sekretarz stanu USA Marco Rubio powiedział, że Stany Zjednoczone „oceniały” warunki zaproponowane przez Rosję po tym, jak Moskwa „w zasadzie” zgodziła się na zawieszenie broni na Morzu Czarnym. „Oczywiście po naszym spotkaniu [w Arabii Saudyjskiej] (...) Rosjanie szczegółowo określili szereg warunków, które chcą, aby było to spełnione”. Jednak według Rubio, niektóre sankcje, których zniesienia chciała Rosja, „nie były nasze, lecz należały do Unii Europejskiej”. Sekretarz skarbu Scott Bessent stwierdził, że USA sfinalizowały umowę dotyczącą minerałów dla Ukrainy, która może zostać podpisana w przyszłym tygodniu. „Przekazaliśmy ukończony dokument dotyczący partnerstwa gospodarczego, który był przeglądany przez Ukraińców, i mamy nadzieję, że przejdziemy do pełnych rozmów, a może nawet złożymy podpisy w przyszłym tygodniu”.
Szef Kancelarii Prezydenta Andrij Jermak powiedział, że: „Myślę, że prowadzimy świetne rozmowy z Amerykanami. Myślę, że wróciliśmy na właściwe tory”. Według niego Stany Zjednoczone zrozumiały podczas rozmów, że strona ukraińska „jest bardzo poważna”. „Drodzy amerykańscy przyjaciele, rozumiecie, że jesteśmy partnerami. To był nasz cel”. Mówiąc o stanowisku Rosji, Jermak stwierdził, że jej warunek zniesienia niektórych zachodnich sankcji w ramach częściowego zawieszenia broni wskazywało na podejście Rosji do rozmów pokojowych jako takich; „To pokazało, że oni [Rosja] nie zaakceptowali bezwarunkowego zawieszenia broni, co jest nonsensem. Nasza logika jest taka, że musimy wejść bez żadnych warunków”.
Rzeczniczka Komisji Europejskiej Anitta Hipper w wywiadzie dla Suspilne powiedziała, że zakończenie niesprowokowanej i nieuzasadnionej agresji Rosji na Ukrainę i „bezwarunkowe wycofanie się” wojsk rosyjskich z całej Ukrainy będzie jednym z głównych warunków, jakie FR musi spełnić, aby Unia Europejska zmieniła lub zniosła sankcje. Hipper podkreśliła, że sankcje UE nie obejmowały rosyjskiego handlu produktami rolnymi, obejmującymi żywność, zboże i nawozy, z krajami trzecimi. Powtórzyła, że zniesienie sankcji będzie wymagało od Rosji całkowitego wycofania się z Ukrainy.
Były naczelny dowódca armii ukraińskiej i ówczesny ambasador Ukrainy w Wielkiej Brytanii Wałerij Załużny powiedział, że Rumunia poprosiła go, aby nie mówił o zestrzeleniu rosyjskich dronów nad jej terytorium. Według niego kraje Europy Wschodniej sceptycznie podchodziły do skuteczności artykułu 5 NATO, który stanowi, że atak na jednego z sojuszników będzie traktowany jako atak na cały Sojusz.

### 27 marca
Ze względu na wzmożoną intensywność działań rosyjskich i próby przeniesienia walk do obwodu sumskiego, Naczelny dowódca armii ukraińskiej generał Ołeksandr Syrski „pracował” w regionie sumskim, stwierdzając, że: „W strefie operacyjnej zgrupowania wojskowego „Kursk” nasi żołnierze kontynuowali operację obronną, aby uniemożliwić wrogowi przedarcie się głęboko w głąb terytorium Ukrainy. W tym samym celu siły ukraińskie prowadziły skuteczne kontrataki i operacje szturmowe”. Syrski powiedział, że w ciągu 7,5 miesiąca od rozpoczęcia operacji kurskiej łączne straty poniesione przez siły rosyjskie wyniosły ponad 55 tys. osób, z czego ponad 22 200 zginęło, ponad 31 800 to „ofiary sanitarne”, a ponad 940 to jeńcy wojenni. Rzecznik ukraińskiego zgrupowania „Południe” Władysław Wołoszyn stwierdził, że Rosja zintensyfikowała działania szturmowe w sektorze zaporoskim, zwiększając presję na południowe pozycje Ukrainy, dodając, że Rosjanie dążyli do wzmocnienia swojej pozycji przed potencjalnymi negocjacjami w sprawie rozejmu lub zawieszenia broni. „Rosjanie chcą uzyskać jak największą przewagę lub posunąć się tak daleko, jak to możliwe w obwodzie zaporoskim”. Według niego siły rosyjskie zgromadziły wojska do operacji szturmowych, wykorzystując małe grupy piechoty. Ta taktyka, stosowana w innych sektorach, przyniosła pewne rezultaty na Zaporożu, szczególnie w pobliżu Orichiwa i Hulajpola.
W ocenie ISW Rosja nadal atakowała krytyczną i cywilną infrastrukturę Ukrainy pod przykrywką zawieszenia broni w sprawie ataków na infrastrukturę energetyczną, co nie było zgodne z celem prezydenta USA Donalda Trumpa, jakim było wykorzystanie tymczasowego zawieszenia broni w celu ułatwienia trwałego pokoju na Ukrainie. Wojska ukraińskie posunęły naprzód się w pobliżu Borowej, Torećka, Pokrowska i Kurachowego, z kolei Rosjanie posunęli się w kierunku obwodów kurskiego i sumskiego oraz w pobliżu Łymanu, Torećka, Pokrowska i w zachodnim obwodzie zaporoskim.
Sztab Ukrainy ogłosił, że Rosja atakowała w kierunkach Charkowa, Kupiańska, Łymanu, Siewierska, Kramatorska, Torećka, Pokrowska, Nowopawłowska, Hulajpola i Zaporoża, gdzie doszło do 209 starć. W ciągu doby wojska rosyjskie przeprowadziły 98 nalotów, 2911 ataków dronów i 222 ostrzały na pozycje i miejscowości ukraińskie. Operacja w obwodzie kurskim trwała; wojska rosyjskie przeprowadziły 18 ataków, 382 ataki artyleryjskie, 26 ostrzałów i 22 naloty, używając 25 bomb lotniczych na pozycje ukraińskie. Ukraińskie lotnictwo i artyleria zaatakowały 27 miejsc koncentracji, osiem jednostek artylerii, cztery systemy przeciwlotnicze i dwa rosyjskie kontroli dronów.
Siły Powietrzne Ukrainy oświadczyły, że w nocy siły rosyjskie zaatakowały terytorium Ukrainy za pomocą rakiety balistycznej Iskander-M (wystrzelonego z obwodu woroneskiego) oraz 86 dronów Shahed 136/131 i dronów-wabików (z Millerowa, Kurska, Primorsko-Achtarska i Krymu). Ukraińska obrona przeciwlotnicza zneutralizowała 42 drony na południu, północy i w centrum Ukrainy, a kolejne 26 dronów zaginęło na Ukrainie w ramach walki elektronicznej. Atak dotknęł obwody charkowski, sumski, dniepropetrowski i czernihowski. Prezydent Zełenski powiedział, że siły rosyjskie zaatakowały infrastrukturę energetyczną w Chersoniu, łamiąc warunki zawieszenia broni. Według Państwowej Służby Ratowniczej w wyniku rosyjskiego ataku zginęły dwie osoby, a co najmniej pięć zostało rannych. Atak uszkodził dworzec kolejowy, budynki mieszkalne, a także sieć energetyczną.
Sztab Ukrainy poinformował, że Siły Powietrzne zaatakowały punkt kontrolny Pogar w obwodzie briańskim, niszcząc infrastrukturę wojskową i zabijając od 15 do 40 rosyjskich żołnierzy. „W wyniku ataku zniszczona została infrastruktura wojskowa punktu kontrolnego, środki łączności i walki elektronicznej, a także system monitoringu wideo i inne środki techniczne”.
Norwegia przeznaczyła 285,6 miliona dolarów na pomoc humanitarną dla Ukrainy i ukraińskich uchodźców w sąsiedniej Mołdawii w 2025 roku.
Szefowie Połączonych Sztabów Korei Południowej poinformowali, że Korea Północna wysłała ok. 3 tys. dodatkowych żołnierzy do Rosji w styczniu i lutym 2025 roku, aby nadal wspierać wojnę Rosji z Ukrainą. Ponadto wysłano więcej rakiet, sprzętu artyleryjskiego i amunicji, aby pomóc Rosji oraz dodano, że Korea Północna może zwiększyć dostawy broni w zależności od sytuacji wojennej.
Prezydent Zełenski i przywódcy 31 krajów zebrali się w Paryżu, aby skoordynować pomoc wojskową dla Ukrainy i omówić kroki mające na celu zaprowadzenie sprawiedliwego i trwałego pokoju. Uczestnicy wyrazili przekonanie, że po zawarciu porozumienia o zawieszeniu broni między Rosją a Ukrainą, silna i dobrze wyposażona armia ukraińska będzie najważniejszym czynnikiem zapewniającym bezpieczeństwo Ukrainy i Europy. W związku z tym szefowie sztabów armii francuskiej i brytyjskiej wyślą w najbliższym czasie swoich przedstawicieli na Ukrainę. Prezydent Emmanuel Macron powiedział, że Francja i Wielka Brytania planują wysłać siły wsparcia na Ukrainę po tym, jak obie strony osiągną zawieszenie broni. Wojska te nie będą siłami pokojowymi, nie zostaną rozmieszczone na linii frontu i nie będą miały na celu zastąpienia armii ukraińskiej ani sił NATO w Europie Wschodniej. Podkreślono, że nie wszystkie strony biorące udział w „koalicji chętnych” wyślą swoich ludzi do udziału w tych siłach. Propozycję wysłania wojsk wsparcia zgłosiły Francja i Wielka Brytania.
Prezydent Władimir Putin powiedział, że pod auspicjami ONZ, USA, Europy i sojuszników Rosji można omówić możliwość utworzenia tymczasowego rządu na Ukrainie w celu przeprowadzenia demokratycznych wyborów. Zaznaczył, że Rosja nie rozpocznie negocjacji w sprawie traktatu pokojowego, dopóki Ukraina nie utworzy godnego zaufania rządu oraz nie podpisze dokumentu prawnego, który będzie wiarygodny, stabilny i uznawany na arenie międzynarodowej. Podkreślił, że konflikt na Ukrainie jest bardzo złożony oraz wymaga poważnej dyskusji i rozwiązania. Rosja była gotowa współpracować z Europą w celu rozwiązania kwestii ukraińskiej, jednak Europa próbowała wodzić Rosję za nos. W odpowiedzi na pytania mediów dotyczące wypowiedzi Putina, rzecznik Rady Bezpieczeństwa Narodowego USA Brian Hughes powiedział, że sposób sprawowania władzy na Ukrainie powinien być zgodny z jej konstytucją i narodem.

### 28 marca
W opinii ISW prezydent Władimir Putin wzmagał wysiłki, aby przedstawić rząd Ukrainy jako nielegalny i niezdolny do podjęcia negocjacji w celu zakończenia wojny na Ukrainie. Wojska ukraińskie posunęły się naprzód w obwodzie biełgorodzkim, z kolei siły rosyjskie poczyniły postępy w obwodzie kurskim, w pobliżu Torećka i Kurachowego oraz w zachodnim obwodzie zaporoskim. Siły rosyjskie twierdziły, że zajęły miejscowość Krasne Persze, położone na północny wschód od Kupiańska.
Według Sił Powietrznych Ukrainy Rosjanie zaatakowali terytorium ukraińskie przy użyciu 163 dronów Shahed 136/131 i dronów-wabików, wystrzelonych z Millerowa, Briańska, Kurska, Primorsko-Achtarska i Krymu. Ukraińska obrona przeciwlotnicza zniszczyła 89 dronów na południu, północy i w centrum kraju, a kolejne 51 zaginęło na Ukrainie w ramach walki elektronicznej. Skutki ataku odnotowano w obwodach charkowskim, sumskim, połtawskim, dniepropietrowskim, odeskim, mikołajowskim i zaporoskim. Podczas rosyjskiego ataku dronów w Połtawie, uderzona została strefa przemysłowa, a w niektórych rejonach miasta zabrakło prądu. Gubernator Serhij Łysak powiedział, że cztery osoby zginęły, a co najmniej 24 zostały ranne (trzy były w stanie krytycznym) w rosyjskim ataku dronów na Dniepr. W wyniku ataku doszło do dużego pożaru w kompleksie hotelowo-restauracyjnym, a także w 11 prywatnych domach. Ponad 20 dronów zaatakowało miasto, jednak większość została zestrzelona. Według lokalnych władz w ataku uszkodzonych zostało kilka wieżowców. Wojska rosyjskie zaatakowały dronami miejscowości Antoniwka i Biłozerka w obwodzie chersońskim. W wyniku zrzucenia ładunków wybuchowych z drona w Antoniwce 75-letni mężczyzna doznał obrażeń ciała i amputacji rąk, natomiast w Biłozerce w wyniku eksplozji 37-letni mężczyzna doznał obrażeń, stłuczeń i wstrząśnienia mózgu.
Według Zgrupowania „Chortyca” żołnierze 4 Batalionu Bezpieczeństwa z ukraińskiej 101 Brygady Obrony Terytorialnej podłożyli i zdetonowali miny przeciwpancerne pod wysokim budynkiem w Torećku w obwodzie donieckim, w którym znajdowały się rosyjskie oddziały szturmowe. Gubernator Roman Busargin poinformował o nocnych atakach dronów na obwód saratowski, jednak nie podając żadnych innych szczegółów dotyczących ataku. Tymczasem Ministerstwo Obrony Rosji poinformowało o zestrzeleniu 19 dronów nad obwodem saratowskim. Rosja i Ukraina ponownie przerzucały się odpowiedzialnością za kolejny atak na stację pomiarową gazu Sudża w obwodzie kurskim, gdzie odnotowano eksplozje i miał miejsce poważny pożar. Ministerstwo Obrony Rosji oskarżyło Ukrainę o rzekome „ostrzelanie stacji wyrzutniami rakietowymi HIMARS” i ponad tuzinem dronów. Z kolei szef Centrum Zwalczania Dezinformacji Ukrainy RBNiO Ukrainy Andrij Kowalenko stwierdził, że „Rosja ponownie zaatakowała system przesyłu gazu Sudża w obwodzie kurskim, nad którym nie sprawuje kontroli”.
Rząd Danii zapowiedział przeznaczenie 40 milionów euro na utworzenie Funduszu Innowacyjnego, który będzie przeznaczony na wspieranie rozwoju technologicznego Ukrainy na polu walki, zwłaszcza w dziedzinie dronów, które miały ogromny wpływ na współczesną wojnę. Minister obrony Troels Lund Poulsen podkreślił znaczenie tej pomocy, zauważając, że nowe technologie w takich obszarach jak walka elektroniczna i drony mogą znacznie poprawić sytuację na froncie, co pozwoli Ukrainie zniwelować znaczną przewagę materialną i ludzką Rosji na polu bitwy. Ministerstwo Obrony Ukrainy poinformowało, że w pierwszym kwartale 2025 roku na wsparcie brygad ukraińskich przeznaczono kwotę ok. 296,5 miliona dolarów, w tym na zakup dronów, sprzętu do walki elektronicznej, transportu i innego sprzętu mającego na celu zwiększenie efektywności działania jednostek frontowych.
Według mediów administracja Donalda Trumpa przedstawiła Ukraińcom odnowioną umowę mineralną, wycofując się ze wszystkich kompromisowych rozwiązań uzgodnionych miesiąc temu i nakładając na Ukrainę obowiązek zwrotu całej pomocy udzielonej przez Stany Zjednoczone po rozpoczęciu rosyjskiej inwazji. W tekście umowy zapisano, że Ukraina zobowiązuje się zrekompensować USA koszty wszelkiej pomocy, w tym budżetowej, wojskowej i humanitarnej. Kwota ta uzyskała status „Początkowego wkładu DFC” do Funduszu. Według Instytutu Kilońskiego kwota pomocy wyniosła szacunkowo 123 miliardy dolarów. Duża część tych pieniędzy została przeznaczona na wsparcie militarne, m.in. na zamawianie broni u amerykańskich producentów i uzupełnianie zapasów Pentagonu. W tekście umowy wskazano również, że Ukraina musi przeliczyć dochody Funduszu na dolary i przekazać je na rachunki strony amerykańskiej.
Prezydent Wołodymyr Zełenski powiedział, że Ukraina nie podpisze umowy o wydobyciu minerałów z USA, jeśli zagrozi to jej przystąpieniu do Unii Europejskiej. „Konstytucja Ukrainy jasno wskazywała, że nasz kurs prowadzi w kierunku UE. Nic, co mogłoby zagrozić przystąpieniu Ukrainy do UE, nie może zostać zaakceptowane”. Prezydent Zełenski poinformował, że przedstawiciele sztabu generalnego Ukrainy, Wielkiej Brytanii i Francji spotkają się na Ukrainie w ciągu tygodnia, aby omówić kwestię ewentualnego rozmieszczenia w tym kraju wojsk zagranicznych. Według niego w spotkaniu wezmą udział kraje, które „będą w 100% za [umieszczeniem] kontyngentu pokojowego na terytorium Ukrainy. Nie wszyscy przyjadą, będzie wąski krąg. Francja, Wielka Brytania i Ukraina na pewno tam będą”.
Zastępczyni szefa Kancelarii Prezydenta Iryna Mudra podała, że w całym okresie rosyjskiej agresji, która rozpoczęła się w 2014 roku, łączna wartość szkód wyrządzonych Ukrainie mogła wynieść 1 bilion dolarów. „Wiemy, że wielkość strat spowodowanych przez Rosję w ciągu ostatnich trzech lat wojny szacowano na 589 miliardów dolarów. Te liczby są jednymi z bardziej ostrożnych szacunków. Jeśli weźmiemy pod uwagę sumę od początku wojny w 2014 roku, kwota ta może osiągnąć 1 bln dolarów, wliczając w to dziesiątki tys. straconych istnień ludzkich”.
Dowództwo Koordynacyjne ds. Traktowania Jeńców Wojennych ogłosiło, że zorganizowano kolejną akcję mającą na celu repatriację ciał żołnierzy poległych na wojnie. W związku z tym ciała 909 ukraińskich żołnierzy powróciły do kraju, a 43 ciała zwrócono do Rosji. Byli to żołnierze, którzy walczyli na kierunkach Kurachowego, Pokrowska, Bachmutu, Wuhłedaru, Ługańska i Zaporoża.

### 29 marca
Rosyjskie Ministerstwo Obrony stwierdziło, że wojska rosyjskie zajęły wsie Szczerbaky w obwodzie zaporoskim, Panteleimoniwkę w obwodzie donieckim i Weseliwkę w obwodzie sumskim. Materiały geolokalizowane pokazywały, że siły rosyjskie zajęły Preobrażenkę w obwodzie donieckim. W obwodzie sumskim ukraińskim żołnierzom z 103 Samodzielnej Brygady Obrony Terytorialnej udało się zaatakować pozycje rosyjskie i wziąć do niewoli cały oddział Rosjan. Brygada poinformowała, że: „Nasi bojownicy po raz kolejny wykazali się siłą i umiejętnościami, a ośmiu okupantów wybrało życie zamiast nieuchronnej śmierci”. W obwodzie sumskim wojska rosyjskie próbowały przełamać granicę w pobliżu Basiwki i Wołodymyriwki.
W ocenie ISW urzędnicy ukraińscy i amerykańscy nadal negocjowali warunki tymczasowego zawieszenia broni w sprawie operacji na Morzu Czarnym i ataków na infrastrukturę energetyczną, co wskazywało, że zawieszenie broni nie zostało jeszcze w pełni skodyfikowane. Rosja prawdopodobnie wykorzystywała negocjacje o zawieszeniu broni z USA do testowania, w jakim stopniu może uzyskać ustępstwa od Zachodu, ponieważ wdrożenie rozejmu morskiego nie wymagałoby złagodzenia sankcji. Wojska rosyjskie były podobno gotowe do zintensyfikowania ataków na kilku obszarach linii frontu wiosną i latem 2025 roku w nadziei na wywarcie wpływu na trwające negocjacje o zawieszeniu broni i pokoju. Tymczasem siły ukraińskie posunęły się naprzód w obwodzie biełgorodzkim i w pobliżu Pokrowska. Wojska rosyjskie zrobiły postępy w pobliżu Kupiańska, Torećka i Pokrowska.
Siły Powietrzne Ukrainy oświadczyły, że w nocy Rosja zaatakowała Ukrainę przy pomocy 172 dronów Shahed 136/131 i dronów-wabików różnych typów, wystrzelonych z Millerowa, Kurska, Primorsko-Achtarska i Krymu. Ukraińska obrona przeciwlotnicza zniszczyła 94 drony na północy, wschodzie i w centrum kraju, a kolejne 69 zaginęło na Ukrainie w ramach walki elektronicznej. Obwody dniepropietrowski, charkowski i sumski zostały dotknięte rosyjskim atakiem. Narodowa Policja Ukrainy poinformowała, że ośrodek rekreacyjny w rejonie ochtyrskim w obwodzie sumskim został zniszczony w wyniku ataku rosyjskiego drona. Nie odnotowano ofiar. 
Gubernator Ołeh Siniehubow poinformował, że wieczorem w rosyjskim ataku (co najmniej 20) dronów na Charków dwie osoby (67-letni mężczyzna i 70-letnia kobieta) zginęły, a co najmniej 35 osób zostało rannych (13 osób trafiło do szpitala, a jedna była w ciężkim stanie), w tym pięcioro dzieci w wieku od 5 do 17 lat. W całym mieście słychać było kilka eksplozji. Ataki uszkodziły targowisko, 27 budynków mieszkalnych, urząd stanu cywilnego, uczelnię i akademik, placówkę medyczną i budynek biurowy oraz wybuchło kilka pożarów; spłonęło ponad 10 samochodów cywilnych i garaże. Gubernator Serhij Łysak podał, że Rosjanie przeprowadzili atak rakietowy na Krzywy Róg, w wyniku którego pięć osób zostało rannych. Zniszczone zostały wieżowce i domy prywatne, szkoła i myjnia samochodowa.
Rada Wykonawcza Międzynarodowego Funduszu Walutowego (MFW) zatwierdziła kolejną transzę środków dla Ukrainy w wysokości 400 milionów dolarów. Środki zostaną przeznaczone na wsparcie budżetowe dla Ukrainy.
Agencja Associated Press, powołując się na ukraińskich analityków i dwa nieujawnione źródła dyplomatyczne z G7, podała, że Rosja prawdopodobnie szykuje się w nadchodzących tygodniach do rozpoczęcia nowej ofensywy na dużą skalę, aby wzmocnić swoją pozycję w możliwych rozmowach pokojowych z Ukrainą. Zajęcie większego terytorium Ukrainy prawdopodobnie zachęciłoby prezydenta Władimira Putina do poszukiwania jeszcze surowszych warunków w potencjalnym porozumieniu pokojowym, w którym USA będą mediatorami. Ukraiński analityk wojskowy Ołeksij Hetman powiedział agencji, że nadchodzące rosyjskie działania ofensywne mogą potrwać od 6 do 9 miesięcy.

### 30 marca
Materiały geolokalizowane potwierdziły, że Rosja kontrolowała Weseliwkę w obwodzie sumskim.
Według ISW prezydent Donald Trump wyraził gotowość wprowadzenia dodatkowych sankcji wymierzonych w rosyjską ropę i sankcji wtórnych przeciwko nabywcom rosyjskiej ropy, jeśli prezydent Putin nie poczyni postępów w kierunku ogólnego zawieszenia broni, w tym zawieszenia broni na lądzie w niedalekiej przyszłości. Siły rosyjskie posunęły się w kierunku Torećka i Pokrowska.
Sztab Ukrainy ogłosił, że Rosja atakowała w kierunkach Charkowa, Kupiańska, Łymanu, Siewierska, Kramatorska, Torećka, Pokrowska, Nowopawłowska, Hulajpola, Zaporoża i Chersonia, gdzie doszło do 171 starć. W ciągu doby wojska rosyjskie przeprowadziły dwa ataki rakietowe, 116 nalotów, 2620 ataków dronów i 130 ostrzałów na pozycje i miejscowości ukraińskie. Operacja w obwodzie kurskim trwała; wojska rosyjskie przeprowadziły 21 ataków, 347 ataków artyleryjskich, pięć ostrzałów i 20 nalotów, używając 31 bomb lotniczych na pozycje ukraińskie. Ukraińskie lotnictwo i artyleria zaatakowały 14 miejsc koncentracji i stanowisko dowodzenia. Prezydent Wołodymyr Zełenski stwierdził, że w ciągu ostatniego tygodnia Rosja użyła przeciwko Ukrainie ponad 1000 dronów, 1310 bomb lotniczych i dziewięć rakiet różnego typu.
Według ukraińskich Sił Powietrznych Rosjanie zaatakowali Ukrainę przy wykorzystaniu jednej rakiety balistycznej Iskander-M (wystrzelonej z obwodu rostowskiego) oraz 111 dronów Shahed 136/131 i dronów-wabików różnych typów (z Millerowa, Kurska, Briańska, Primorsko-Achtarska i Krymu). Ukraińska obrona przeciwlotnicza zestrzeliła 65 dronów na północy, wschodzie i centrum kraju, a kolejne 35 zaginęło na Ukrainie w ramach walki elektronicznej. Atak dotknął obwody charkowski, sumski, odeski i doniecki. Gubernator Ołeh Siniehubow powiedział, że trzy osoby zostały ranne w rosyjskim ataku na 5-piętrowy budynek mieszkalny w centrum Kupiańska.
Wywiad ukraiński poinformował, że ukraińscy partyzanci zniszczyli system walki elektronicznej w okupowanym obwodzie chersońskim. Film opublikowany w internecie przez ukraiński wywiad pokazywał anonimowego partyzanta, który podobno w nocy 29 marca oblał benzyną pojazd, w którym znajdował się system, podpalił go, a następnie szybko uciekł z miejsca zdarzenia.
Prezydent Zełenski wezwał do wywarcia większej presji na Rosję, wzywając społeczność międzynarodową do nałożenia surowszych sankcji i wyposażenia Ukrainy w dodatkowe systemy obrony powietrznej, dodając, że potrzebne są wszelkie możliwe środki, aby złamać „zdolność Rosji do prowadzenia wojny i utrzymania systemu, który nie chce niczego innego, jak tylko wojny”. „Geografia i brutalność rosyjskich ataków, nie tylko sporadycznych, ale dosłownie każdego dnia i nocy, pokazują, że Putin nie przejmuje się dyplomacją. Od kilku tygodni USA proponują bezwarunkowe zawieszenie broni. I niemal każdego dnia w odpowiedzi na tę propozycję pojawiają się rosyjskie drony, bomby, ostrzał artyleryjski i ataki balistyczne”.
Prezydent USA Donald Trump wyraził oburzenie w odpowiedzi na komentarze prezydenta Władimira Putina z 28 marca 2025 roku, w których po raz kolejny zaprzeczył roli prezydenta Zełenskiego. Putin wcześniej wielokrotnie podkreślał, że nie uważał Zełenskiego za prawowitego prezydenta Ukrainy oraz niedawno apelował o utworzenie rządu przejściowego, który zastąpiłby Zełenskiego, co wskazywało, że rozmowy pokojowe nie szły we właściwym kierunku. Według NBC News Trump miał powiedzieć: „Jeśli nie zawrę z Rosją porozumienia, które powstrzyma rozlew krwi, a Rosja zostanie uznana za winną zakłócania rozmów mających na celu zakończenie wojny, nałożę dodatkowe cła na rosyjską ropę”. Trump rozważał wprowadzenie karnych ceł w wysokości 25–50% na import ropy naftowej z Rosji. Według Trumpa, osoby kupujące rosyjską ropę naftową nie będą mogły już prowadzić działalności gospodarczej w USA. Prezydent Trump powiedział, że Zełenski zamierzał wycofać się z umowy o minerałach ze Stanami Zjednoczonymi, jednocześnie ostrzegając, że odmowa będzie miała swoje konsekwencje. „Próbuje wycofać się z umowy o pierwiastkach ziem rzadkich i jeśli to zrobi, będzie miał pewne problemy, duże, duże problemy. Chce być członkiem NATO, ale nigdy nie będzie członkiem NATO. On to rozumie”.
Minister obrony Hanno Pevkur w wywiadzie dla Financial Times powiedział, że zawieszenie broni na Ukrainie zwiększyłoby zagrożenie dla bezpieczeństwa państw bałtyckich, ponieważ Rosja kontynuowałaby przezbrajanie i przemieszczanie wojsk w kierunku północno-wschodniej granicy NATO. „Wszyscy rozumiemy, że gdy wojna na Ukrainie zostanie zatrzymana, Rosja bardzo szybko dokona redystrybucji swoich sił. Oznaczało to również, że poziom zagrożenia znacznie wzrośnie bardzo szybko”. Według ministra, spośród 600 tys. żołnierzy rosyjskich stacjonujących obecnie na Ukrainie, 300 tys. zostanie prawdopodobnie przeniesionych na tamten teren, dodając, że rosyjscy żołnierze nie wrócą do domów, ponieważ ich pensje w wojsku są od 5–10 razy wyższe od tych, które mogliby otrzymać gdzie indziej w Rosji.

### 31 marca
Materiały geolokalizowane dostarczone przez rosyjskie Ministerstwo Obrony pokazały, że wojska rosyjskie odbiły miejscowość Gogolewka w obwodzie kurskim. Naczelny dowódca armii ukraińskiej generał Ołeksandr Syrski powiedział, że Rosja koncentrowała swoje główne wysiłki ofensywne na odcinku pokrowskim w obwodzie donieckim, ale „opóźniała” działania i nie posuwała się naprzód, dodając, że głównymi zadaniami Ukrainy było utrzymanie linii obronnych i stabilizacja zagrożeń, co zostało częściowo osiągnięte, szczególnie na kierunku Pokrowsk. „Jednocześnie nasze wojska stosowały taktykę aktywnej obrony, gdziekolwiek to możliwe. W niektórych rejonach linii frontu posuwały się naprzód, poprawiając sytuację taktyczną, przywracając dziesiątki pozycji i powstrzymując znaczące siły wroga”. Rzecznik ukraińskiego Zgrupowania „Chortyca” Wiktor Trehubow stwierdził, że rosyjscy żołnierze próbowali dostać się na ukraińskie tyły w Torećku w obwodzie donieckim za pomocą podziemnej komunikacji, podczas gdy walki w mieście nadal trwały. Wojska rosyjskie miały trudności z poruszaniem się po ulicach miasta, więc uciekły się do podziemnej komunikacji, aby spróbować przedostać się do miasta. „Ponieważ jest to również sektor priorytetowy, Rosjanie starali się wykorzystać każdą okazję, aby ominąć wojska ukraińskie”
Według DeepState w marcu 2025 roku wojska rosyjskie zajęły 133 km² terytorium Ukrainy, co odpowiadało liczbom z kwietnia i czerwca 2024 roku. Analitycy projektu stwierdzili, że mimo wznowienia działań ofensywnych, zwłaszcza na kierunku Pokrowska, ogólna skuteczność Rosjan spadała. W porównaniu z listopadem 2024 roku tempo postępu spadło prawie 6-krotnie. Armia ukraińska, mimo zmęczenia i trudności, skutecznie powstrzymywała siły rosyjskie, minimalizując ich sukcesy. Jednocześnie analitycy zwracali uwagę na obecność odwodów przeciwnika w postaci grupy „Kursk”, która może zostać przesunięta na różne odcinki frontu.
W ocenie ISW prezydent Trump oświadczył, że istnieje nieokreślony „termin psychologiczny” dla Rosji, aby zgodziła się na ogólne zawieszenie broni pośród ciągłych rosyjskich wysiłków, aby utrzymać tymczasowe zawieszenie broni na Morzu Czarnym jako zakładnika w celu opóźnienia wysiłków zmierzających do ogólnego zawieszenia broni i wydobycia dodatkowych ustępstw od Zachodu. Wojska ukraińskiej posunęły się w pobliżu Torećka, z kolei Rosjanie zrobili postępy w obwodach kurskim i sumskim oraz w pobliżu Kupiańska, Kurachowego i Wełykiej Nowosiłki. Według doniesień Rosja zmagała się z odbudową tych niewielu czołgów, które pozostały jej w zapasach.
Ukraińskie Siły Powietrzne stwierdziły, że wojska rosyjskie zaatakowały Ukrainę przy użyciu dwóch rakiet balistycznych Iskander-M (wystrzelonych z obwodu kurskiego) oraz 131 dronów Shahed 136/131 i dronów-wabików różnych typów (z Millerowa, Kurska, Briańska, Orła i Primorsko-Achtarska). Ukraińska obrona przeciwlotnicza zniszczyła 57 dronów na północy, wschodzie i w centrum kraju, a kolejne 45 zaginęło na Ukrainie w ramach walki elektronicznej. Skutki ataku odnotowano w obwodach sumskim, donieckim, charkowskim, kijowskim i żytomierskim. Mer Ihor Terechow podał, że wcześnie rano drony zaatakowały przedsiębiorstwa cywilne w Charkowie, powodując duży pożar. Według niego doszło do sześciu eksplozji, wszystkie w rejonie kijowskim. Chersońska Agencja Prasowa podała, że trzy osoby zostały ranne w wyniku rosyjskiego ostrzału Chersonia. Gubernator Ołeh Siniehubow oświadczył, że w wyniku ostrzału Kupiańska (za pomocą wyrzutni rakietowych Uragan) dwie osoby odniosły obrażenia o różnym stopniu ciężkości.
Według zdjęć satelitarnych ukraińskie drony zniszczyły skład rakiet Ch-22/Ch-32 i zaplecze techniczne do ich konserwacji w bazie lotniczej Szajkowka w obwodzie kałuskim. Drony zaatakowały bazę w nocy 31 marca 2025 roku. Lokalne władze ogłosiły, że 24 drony zaatakowały bazę lotniczą, z których wszystkie zostały przechwycone przez systemy obrony powietrznej. Naczelny dowódca SZ Ukrainy generał Ołeksandr Syrski powiedział, że dron zniszczył rosyjski bombowiec strategiczny Tu-22M3; „Kilka dni temu dzięki naszym udanym działaniom zniszczyliśmy bombowiec dalekiego zasięgu Tu-22M3. Właśnie wylądował i nasz dron w niego trafił. Jego wartość wynosi ok. 100 mln dolarów”. Ponadto strona internetowa moskiewskiego metra stała się niedostępna w wyniku cyberataku, wyświetlając jedynie wiadomości o awarii technicznej niedawno zhakowanych Kolei Ukraińskich (23 marca 2025 roku). Rosyjscy użytkownicy usługi zgłaszali awarie zarówno aplikacji Moskiewskiego Metra, jak i strony internetowej mosmetro.ru.
Minister obrony Pål Jonson poinformował, że Szwecja ogłosiła przekazanie Ukrainie 19. (rekordowego) pakietu pomocy wojskowej o wartości prawie 1,6 miliarda dolarów. Pakiet obejmował m.in. wsparcie dla ukraińskiej obrony powietrznej, artylerii, łączności satelitarnej i potencjału marynarki wojennej oraz transfer sprzętu pochodzącego od szwedzkich SZ o wartości 93 milionów dolarów. W szczególności Ukrainie zostały przekazane karabiny maszynowe wz. 58, różnorodna amunicja, ok. 100 pojazdów różnych typów do obsługi bazy lotniczej, części zamienne do wcześniej przekazanego sprzętu i wiele więcej. Minister obrony Ruben Brekelmans i sekretarz stanu Gijs Tuinman ogłosili, że Holandia przeznaczy 2,2 mld dolarów na wsparcie Ukrainy w 2025 roku, w tym 540 mln dolarów na zakrojony na szeroką skalę ukraiński projekt dronów.
Prezydent Donald Trump ponownie zagroził nałożeniem dodatkowych ceł na eksport rosyjskiej ropy naftowej, jeśli prezydent Władimir Putin nie „zawrze porozumienia” kończącego wojnę na Ukrainie. „Chcę, żeby zawarł porozumienie, dzięki któremu zapobiegniemy zabijaniu rosyjskich i ukraińskich żołnierzy oraz innych ludzi. Chcę mieć pewność, że on to zrobi, i myślę, że tak będzie. Nie chcę wprowadzać wtórnych ceł na jego ropę. Ale myślę, że wiesz, zrobiłbym to, gdybym uważał, że nie wykonuje swojej pracy”. Sekretarz prasowa Białego Domu Karoline Leavitt poinformowała, że prezydent Trump „wyraził niezadowolenie” z działań przywódców Rosji i Ukrainy w związku z wysiłkami na rzecz zapewnienia zawieszenia broni w trwającej wojnie. „Prezydent pracuje niesamowicie ciężko, aby doprowadzić do zawarcia porozumienia pokojowego między Rosją a Ukrainą”. Rzeczniczka Departamentu Stanu Tammy Bruce powiedziała, że wezwania prezydenta Putina do utworzenia tymczasowego rządu na Ukrainie w celu zastąpienia prezydenta Zełenskiego „nie zostały docenione” przez prezydenta Trumpa. „Był pomysł z Rosji dotyczący tymczasowej administracji, który nie został doceniony przez prezydenta. Ukraina jest... demokracją konstytucyjną. Rządy na Ukrainie są określone przez jej konstytucję i naród ukraiński”.
Władze rosyjskie osłabiły oczekiwania na szybkie pokojowe rozwiązanie dla Ukrainy. Rzecznik Kremla Dmitrij Pieskow powiedział, że Rosja postrzegała wysiłki mające na celu zakończenie walk jako „przedłużający się proces”. Pieskow nie odniósł się bezpośrednio do niedawnej krytyki Władimira Putina wygłoszonej przez Donalda Trumpa.
Lider partii Sługa Ludu Dawid Arachamia powiedział Suspilne, że nie trwały żadne przygotowania do wyborów, ponieważ wszystkie partie zgadzały się z tym, że następne głosowanie może się odbyć dopiero po zniesieniu stanu wojennego. Oświadczenie pojawiło się po tym, jak The Economist poinformował, że wybory na Ukrainie mogą się odbyć w lipcu 2025 roku, a Zełenski rzekomo zwołał spotkanie w tej sprawie. Arachamia stwierdził, że nie brał udziału w takim spotkaniu i stwierdził, że ono „w ogóle nie miało miejsca”. „Nie przygotowuje się żadnych wyborów, nie trwały żadne przygotowania. Wszystkie partie i grupy parlamentarne zgodziły się, że wybory powinny się odbyć sześć miesięcy po zniesieniu stanu wojennego. Nasze stanowisko nie zmieniło się od tego czasu”.
Rosja odeszła od używania dronów Shahed przeciwko szerokiej gamie celów na Ukrainie i zaczęła wykorzystywać je w sposób skoncentrowany przeciwko jednemu lub dwóm dużym miastom w pobliżu linii frontu. Użycie kilkudziesięciu dronów na miejscu powodowało przeciążenie i tym samym przytłoczenie ukraińskiego systemu obrony powietrznej. Mimo że nadal Ukraina była w stanie zestrzelić wiele dronów, niektóre z nich nadal przebijały się przez obronę przeciwlotniczą. Nieliczne ukraińskie myśliwce były narażone na zestrzelenie przez rosyjskie systemy obrony powietrznej dalekiego zasięgu podczas walki z dronami. W Kijowie 23 i 28 marca br. zginęły trzy osoby, a 10 zostało rannych, a w Charkowie dziewięć. W Dnieprze w pierwszym takim ataku rannych zostało sześć osób, w drugim zginęły cztery osoby, a 21 zostało rannych.
Prezydent Władimir Putin podpisał dekret nakazujący wiosenny pobór 160 tys. mężczyzn w wieku od 18 do 30 lat do obowiązkowej służby wojskowej w okresie kwiecień–lipiec 2025 roku. Dziennik The Moscow Times podał, że nadchodząca kampania będzie największą od 14 lat. Ostatni raz większą liczbę rekrutów odnotowano w 2011 roku, kiedy to powołano do wojska 203 tys. osób.